# Kloster Dobbertin

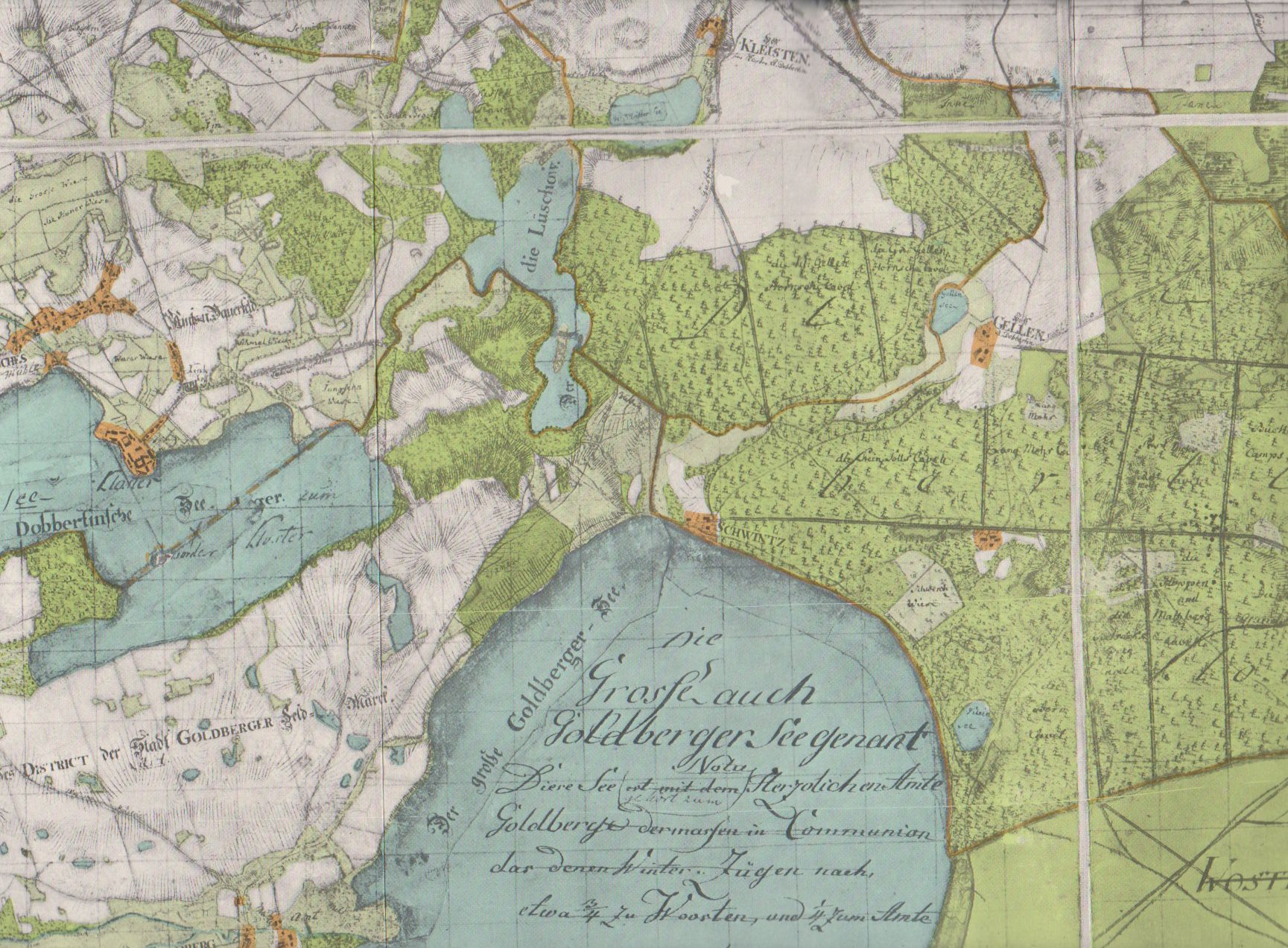
Dobbertin mit Kloster und See (1786)

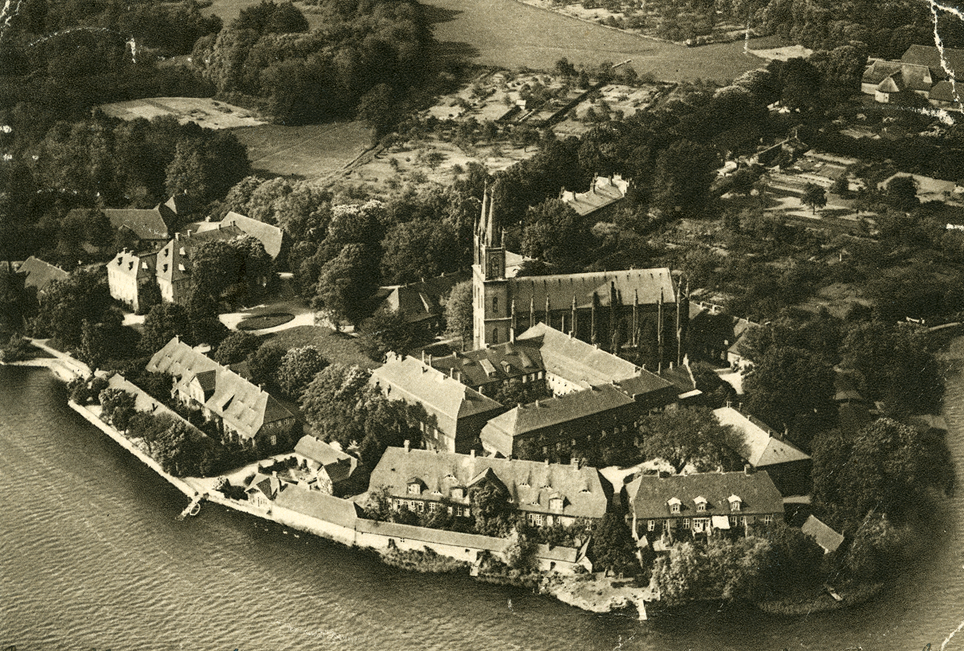
Kloster Dobbertin (1930)

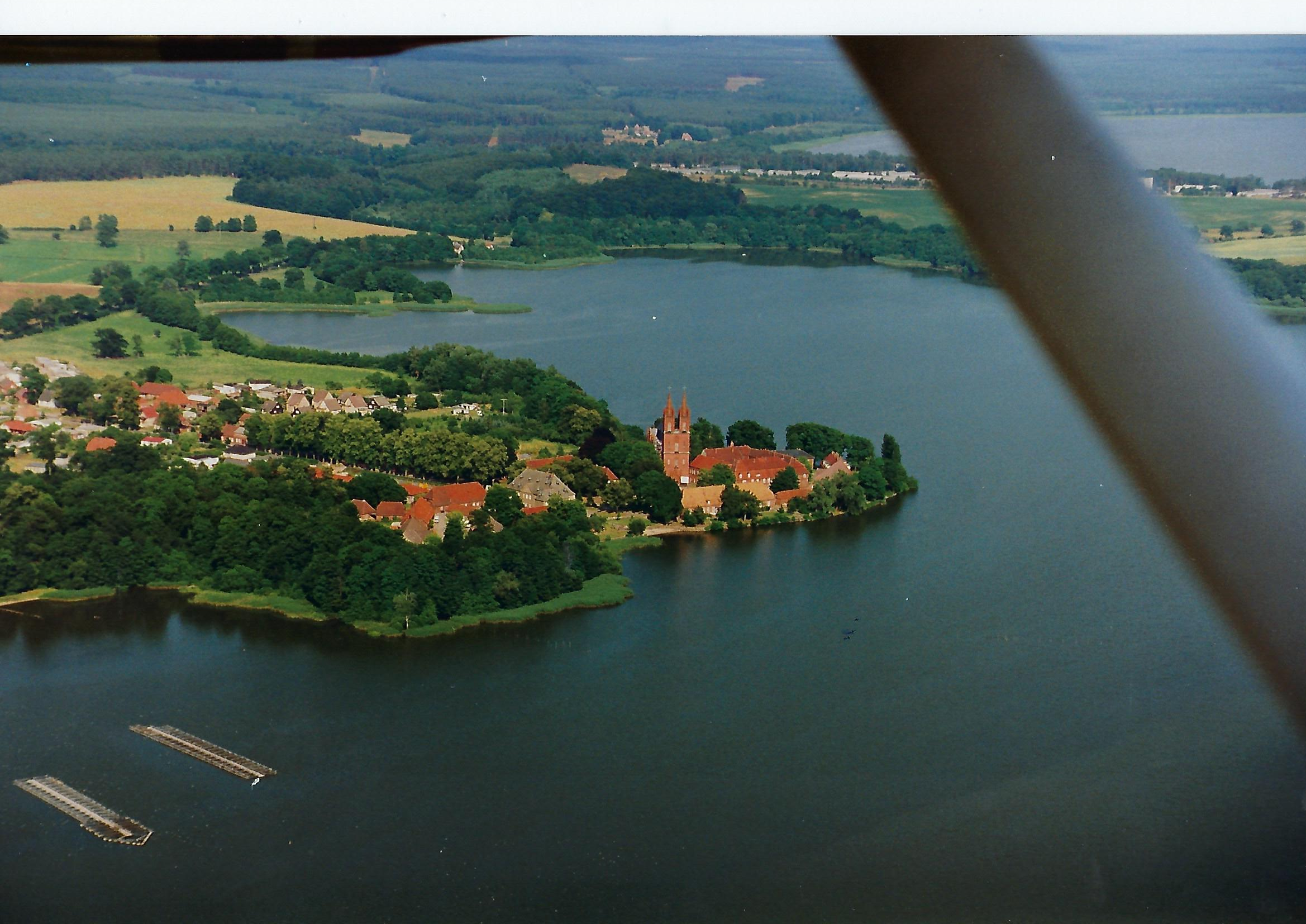
Kloster Dobbertin (1994)

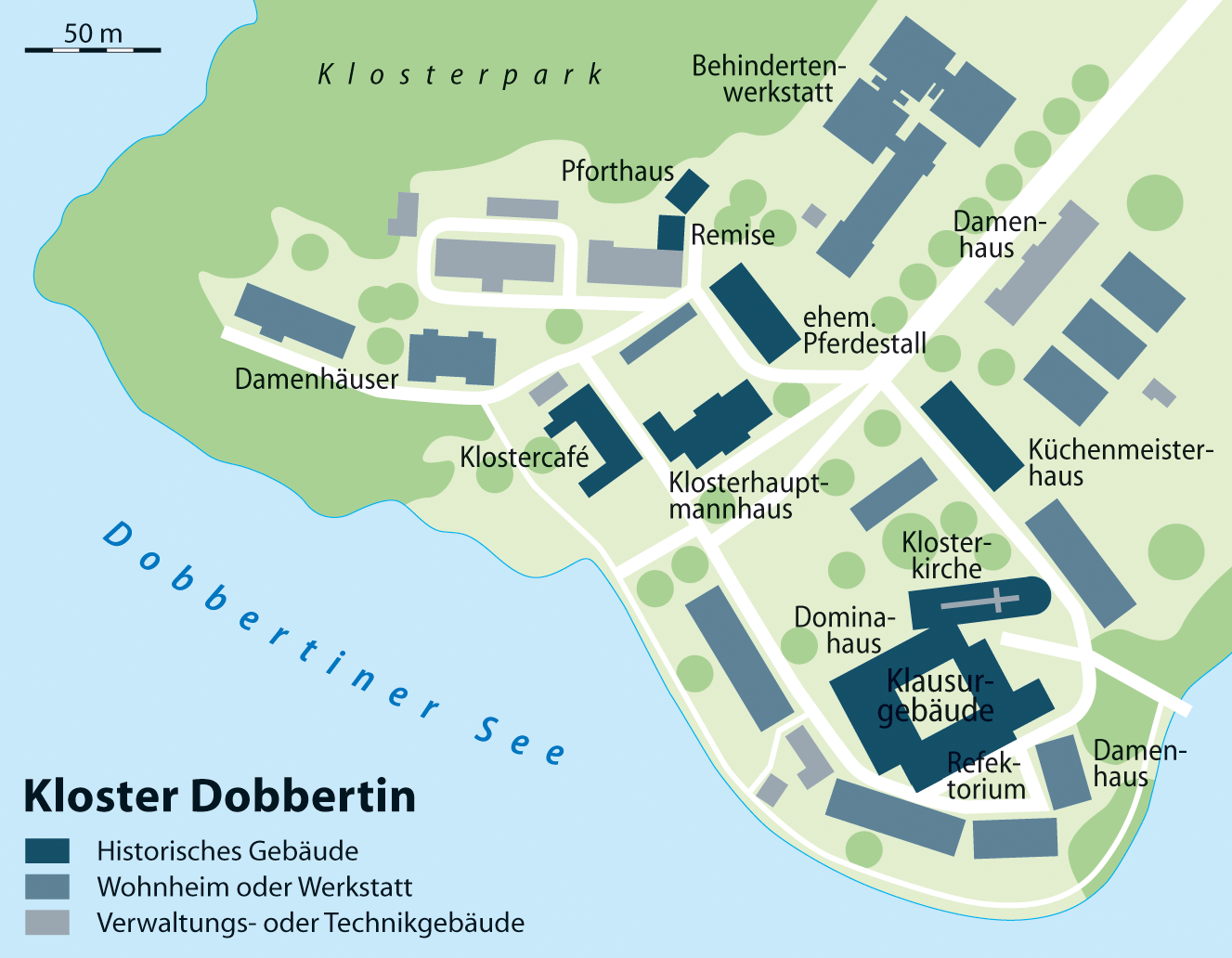
Kloster Dobbertin Lageplan (2002)

Das denkmalgeschützte Kloster Dobbertin bei Goldberg im Landkreis Ludwigslust-Parchim in Mecklenburg-Vorpommern liegt auf einer Halbinsel am Nordufer des Dobbertiner Sees und ist durch den Klosterpark mit dem Ort Dobbertin verbunden. Es war eines der größten Nonnenklöster des Benediktinerordens in Mecklenburg. Nach der Umwandlung 1572 in ein adliges Damenstift wurde das nunmehrige Landeskloster mit seinem neu gebildeten Klosteramt bis zu dessen Auflösung 1918 zu einem der größten und reichsten Wirtschaftsunternehmen in Mecklenburg.
Heute wohnen dort Menschen mit geistiger Behinderung und psychischer Erkrankung. Denkmalgerecht sanierte „Damenhäuser“, neu errichtete Werkstätten für Behinderte sowie eine Schule für individuelle Lebensbewältigung in den sanierten Klausurgebäuden kennzeichnen die heutige Einrichtung des diakonischen Werkes. Das Kloster Dobbertin ist in seiner Gesamtheit eine der am besten erhaltenen Klosteranlagen in Mecklenburg und im Jahr 2020 jährte sich die Gründung des Konvents zum 800. Mal.

## Geschichte

### Kloster der Benediktiner (OSB)

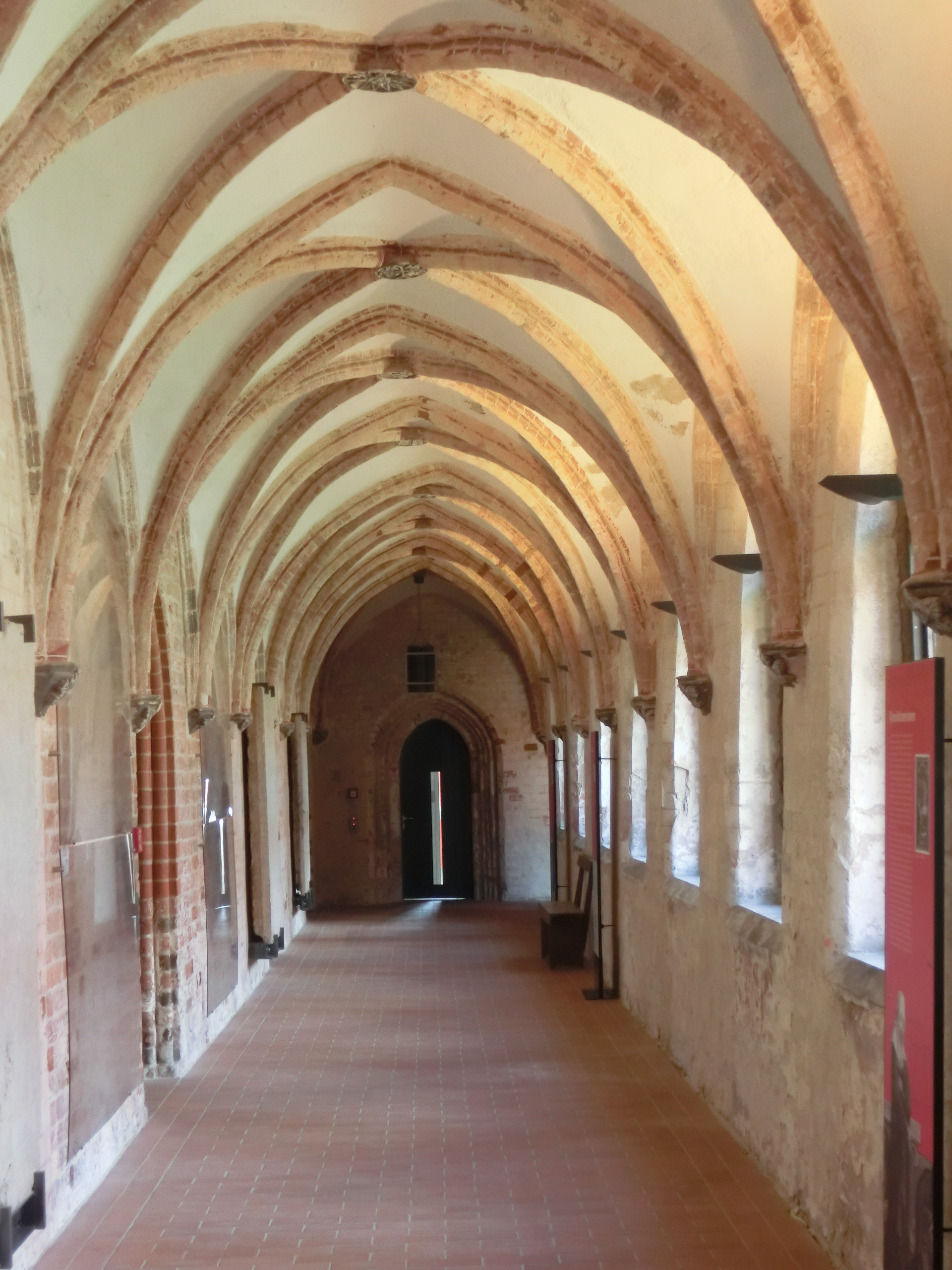
Südlicher Kreuzgang (2017)

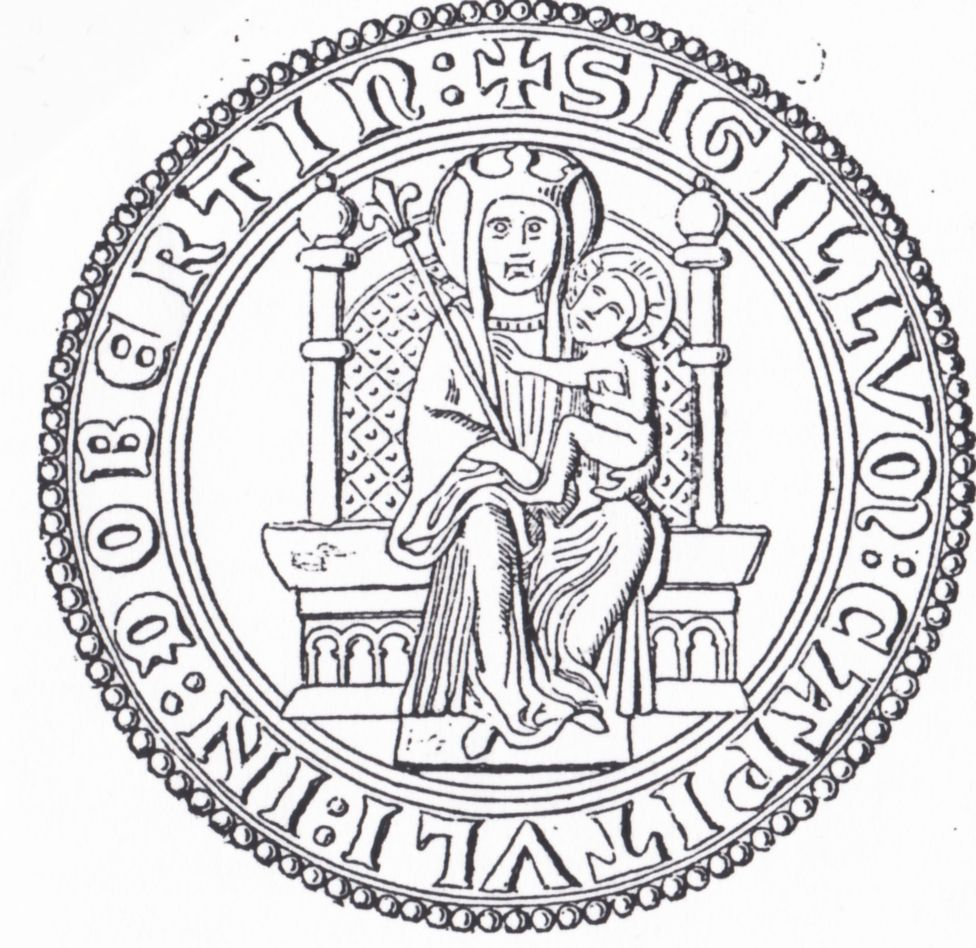
Das erste Konventsiegel von 1248

Von den historischen Anfängen des Klosters Dobbertin sind nur wenige Quellen überliefert. Vermutlich erfolgte die Klostergründung ohne Stiftungsurkunde oder eine solche ist früh verloren gegangen. Das Datum des eigentlichen Gründungstages ist nicht überliefert. Ob es der 21. März war (Benediktstag als Todestag des Benedikt von Nursia), ist eine unbeweisbare Sage, doch seit Jahrhunderten schon wird der 4. Juli genannt.
Die erste, seit 1748 nicht mehr im Original erhaltene, aber für die Gründungsgeschichte wichtigste Urkunde vom 28. August 1227, die schwartze Munche ordinis Benedicti nennt, ist nur abschriftlich vorhanden. Darin bestätigen und erweitern die Obodriten-Brüder Johann und Nikolaus die Besitzungen, die ihr Großvater Borwin I., ihr Vater Borwin II. sowie dessen Bruder Nikolaus von Gadebusch als Gründungsausstatter den Mönchen des Benediktinerordens übertragen hatten. So muss die Klostergründung zwischen 1219 und 1225 erfolgt sein. Schon 1219 hatte Borwin I. dem Benediktinerinnenkloster St. Maria im Sonnenkamp zu Neukloster bei seiner Gründung das nahe bei Dobrotin (Dobbertin) und Golz (Goldberg) gelegene Dorf Techutin (Techentin) geschenkt. Infolge der großen Entfernung gestaltete sich die Bekehrung des heidnischen Wendentums im Gebiet um die spätere Vogtei Goldberg schwierig. Daher gründete Borwin I. um 1220 am Jawir See, dem heutigen Dobbertiner See, ein besonderes Kloster, darin schwarze Mönche des Benedictiner Ordens sein sollen. Das Dobbertiner Kloster war das älteste Feldkloster des Benediktinerordens im Land Werle und das einzige Benediktinerkloster im Bistum Schwerin und in Mecklenburg. Die Aufsicht über das Mönchs- und spätere Nonnenkloster hatte der Bischof von Schwerin.

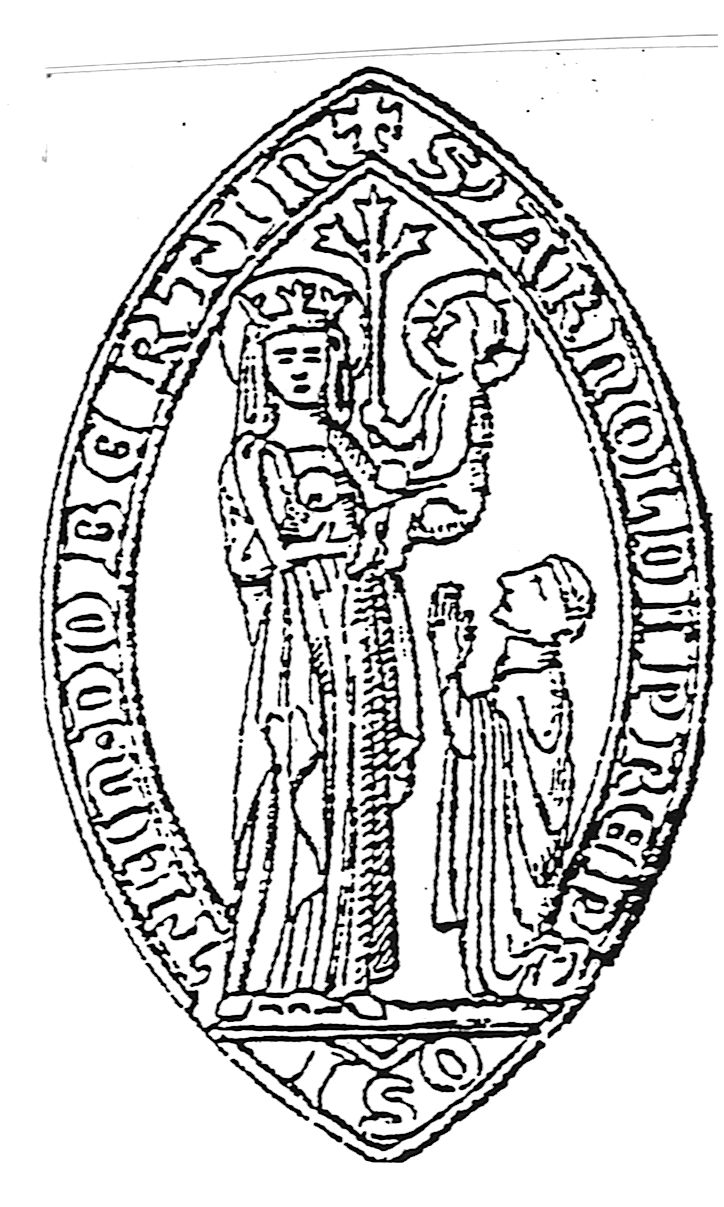
Siegel Klosterpropst Arnold, 1302

Die Patrone als Schutzheilige des Klosters waren die Jungfrau Maria, Johannes Evangelist (1274, 1360) und zeitweilig Quirinus von Siscia (1337, 1360). Im parabolischen Siegel des Klosterpropsts Arnold von 1302 ist stehend Jungfrau Maria mit dem Christuskind auf dem linken Arm abgebildet, während beim Siegel des Propsten Dietrich von 1351 Quirin zu sehen ist.
Die ersten Mönche hatte Abt Christopherus des Stader Marienklosters aus seinem Konvent nach Dobbertin entsandt. Als erster Propst wurde 1227 der Ordensangehörige Theodoricus Thedelinus prepositus fratum de Dobrotin genannt. In seiner Funktion als Stellvertreter des Abtes führte er die Rechtsgeschäfte im Kloster, siegelte Urkunden und schloss Verträge ab. Ein Abt ist für Dobbertin nicht belegt.
1231 übertrug Johann I. von Werle dem Dobbertiner Mönchskloster die Rechte und Einkünfte an der Kirche in Goldberg als Ersatz für den Ausfall des von seinem Vater versprochenen jährlichen Getreidezehnten. Der Klosterpropst Odalricus erhielt 1231 auch noch das Archidiakonatsrecht der Goldberger Kirche. Durch reichhaltige Schenkungen der Landesherren von Werle und Stiftungen vergrößerte sich der Kernbesitz des Klosters um Dobbertin. Neben den Dörfern Dobbertin, Dobbin mit dem Dobbiner See, Jellen mit dem Langhagener See und Lohmen mit dem Garder See gab es aus Goldberg noch jährliche Getreideabgaben.
Nach Konflikten zwischen den Mönchen und dem Abt Albert im Marienkloster zu Stade zogen sich die Dobbertiner Mönche nach Stade zurück. Sie hinterließen aber den Nonnen des gleichen Ordens in Dobbertin nach ältesten Baubefunden schon einfache Holzhäuser mit eingetieften Hauskellergruben als Wohnungen und ein kleines Bethaus. Es wird angenommen, dass durch Vermittlung des Marienklosters zu Stade und unter Mitwirkung des Bremer Erzbischofs Gerhard II. zwischen 1231 und 1234 Benediktinerinnen aus dem Stade benachbarten Kloster Zeven nach Dobbertin geschickt wurden. Doch erst 1243 bezeugten Abt Dietrich und der Konvent des Klosters Stade, dass sie an Dobbertin ihren dortigen Besitz mit allen Rechten für 60 Mark Lübisch verkauft haben.

### Besitzgeschichte
Das Kloster Dobbertin hatte in seinen Anfangsjahren neben dem klösterlichen Kerngebiet um Dobbertin schon Besitzungen in Mittel-, Süd- und Südwestmecklenburg erworben. Der Kernbesitz wurde 1251 durch das Dorf Kleesten abgerundet. Der umfangreiche ländliche Grundbesitz um Dobbertin galt bis weit in die Zeit als adliges Landkloster der mecklenburgischen Ritterschaft hinein.
Wichtiger ist in der landesherrlichen Besitzbeschreibung und -bestätigung der erste Hinweise auf Dobbertiner Besitzungen in der Sandpropstei an der Müritz, die 1237 urkundlich belegt sind.
Zwei größere Komplexe befanden sich im südöstlichen Mecklenburg zwischen Malchow und der Müritz: im Lande Röbel, später vordere Sandpropstei genannt, mit den Dörfern Zielow, Lexow, Roez, Sietow und Schamper Mühle,  im Land Turne, dem damaligen Amt Lübz, mit der Nachbarschaft zu Pommern und Brandenburg die hintere Sandpropstei mit den Dörfern Lärz, Krümmel, Sagwitz, Wale, Diemitz, Schwarz mit Schwarzer Hof. Die Dörfer der vorderen und hinteren Sandpropstei unterstanden der Verwaltung des Sandpropstes mit Hof in Röbel.
Obwohl Dobbertin über beträchtlichen Grundbesitz verfügte, war es das einzige größere mecklenburgische Kloster ohne Besitzungen außerhalb der Grenzen Mecklenburgs. In der Folgezeit ließ sich das Dobbertiner Bestreben erkennen, die Besitzkonzentration um den Klosterort herum sowie in der Sandpropstei abzurunden. 
Nach der Vermessung des Domaniums 1728 in Mecklenburg folgte die Aufmessung der Dobbertiner Besitzungen als Grundlage für eine neue, geordnete Wirtschaftsführung.
Von 1800 bis 1804 wurden sämtliche Untertanen im gesamten Klosteramt in Listen eingetragen. Von 1639 an gab es auch Protokollbücher zu den Vorkommnissen bei den Untertanen im Klosteramt.
Um 1890 hatte das Klosteramt in Altenhagen, Bossow, Gr. Breesen, Darze, Diemitz, Dobbertin (2), Dobbin, Garden, Gerdshagen, Jellen, Kläden, Kirch Kogel, Lärz, Lexow, Lohmen, Mestlin (2), Mühlhof, Oldensdorf, Ruest, Schwarz (2), Seelstorf (2), Sietow und Klein Upahl 27 Schulen zu versorgen. Das Klosterforstamt hatte Forsthöfe in Bossow, Darze, Diemitz, Dobbertin, Kläden, Kleesten, Rum Kogel, Lähnwitz, Lärz, Mestlin, Schwarz, Schwarzerhof, Schwinz, Seelstorf, Sietow, Kleesten und Jellen. Mühlen besaß das Klosteramt in Altenhagen, in Dobbertin eine Wasser- und eine Windmühle, Bossow, Breesen. Garden, Kläden, Lexow, Mestlin, Reimershagen, Oldenstorf, Schamper Mühle, Schwarz, Sietow und Suckwitz. Ziegeleien standen in Gerdshagen, Hellberg bei Schwinz, Lähnwitz, Lexow, Lohmen, Mestlin (2) und Sehlstorf. Die Kalkbrennerei mit Ofen befanden sich auf der Paradieskoppel in der Dobbiner Plage und am Lüschower See. Schon 1592 soll in Dobbertin ein Kalkofen gestanden haben.
Glashütten wurden betrieben in Bolz, Hohen Pritz, Mustin/Ruchow, Mühlenhof, Schwarz, Schwarzer Hof, Sehlstorf und Woserin/Borkow. Dorfschmieden waren in Darze, Dobbertin, Gerdshagen, Roez und Ruest. Dorfkrüge gab es in Bossow, Darze, Diemitz, Dobbertin, Lärz, Lexow, Lohmen, Mestlin, Schamper Mühle, Ruest, Schwarz und Sietow.
Zu den Kirchen mit Archidiakonatsrecht gehörten neben Dobbertin noch Goldberg, Karcheez, Ruchow, Lohmen und Woserin. Zum Schweriner Stiftssprengel gehörten Zidderich, Groß Uphal, Woosten, Borkow, Dabel und Gägelow. Das Patronatsrecht hatten Demen, Kirch Kogel, Mestlin und Ruest. Zur Sandpropstei gehörten die Kirchen in Schwarz, Diemitz, Lärz, Lexow und Sietow.

### Kloster der Benediktinerinnen (OSB)

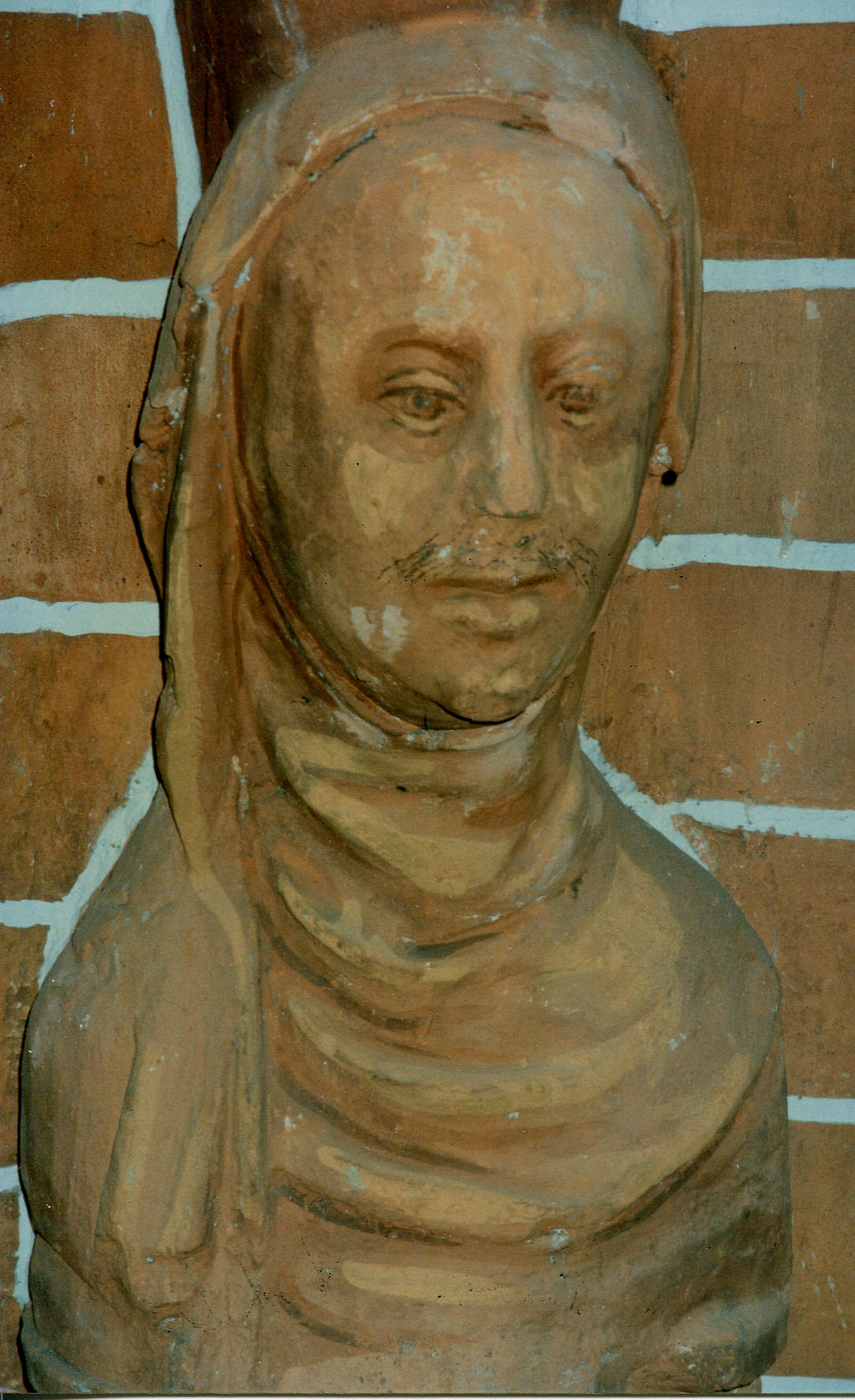
Benediktinernonne als Konsolfigur, Klosterkirche Dobbertin (1997)

Urkundliche Nachweise für den Zeitpunkt der Umwandlung zum Frauenkloster der Benediktinerinnen fehlen. Auffällig sind hier jedoch Gemeinsamkeiten zwischen den Klöstern Dobbertin und Rühn mit der Gründung des Benediktinerinnenklosters zu Rühn. Erzbischof Gerhard II. zu Bremen bestätigte am 14. Mai 1233 in Stade die Gründung des vom Bischof Berno zu Schwerin begonnenen und vom Bischof Brunward fortgeführten Nonnenklosters zu Rühn. 1237 wurde Thedelinus als erster Propst des Klosters zu Rühn genannt. Zwischen und 1227 und 1231 war Thedelinus aber Propst im Männerkonvent zu Dobbertin und dort als Urkunden-Zeuge erwähnt. Zeitlich würde es passen, dass nach dem Zurückziehen des Mönchskonvents aus Dobbertin eine bewährte Führungspersönlichkeit als Propst das gerade errichtete Frauenkloster vom gleichen Orden leitete. Die beiden Klöster Dobbertin und Rühn teilten später auch Grundbesitz, wie die Nutzung des Holzendorfer Sees, hatten gleiche Privilegien und wurden während der Reformationszeit von den gleichen Visitatoren visitiert. Vom weiteren Aufschwung Dobbertins als Nonnenkloster zeugen 1237 die Besitzbeschreibungen und Bestätigungen des Dobbertiner Klostergebieters durch Niklaus von Werle als Fürst von Rostock.
Für die weltlichen und geistlichen Belange und die Verwaltung des Klosters waren nach der Verfassung der Benediktinerinnenklöster der Propst als Vorsteher des Frauenklosters und die Priorin, in Dobbertin auch Priorissa genannt, als Leiterin des Konvents zuständig. Ihre Stellvertreterin war die Unterpriorin, auch Subpriorin genannt. Sie war für die Verwaltung der Wirtschaft zuständig. Wie im Kloster Zeven hatten die Dobbertiner Nonnen keine Äbtissin. Zu Personen und dem Leben im Nonnenkloster werden in den mittelalterlichen Urkunden namentlich nur Pröpste und Priorinnen erwähnt. Der Propst, auch Präpositus oder Prior genannt, nahm die führende Position ein und wurde dominus („Herr“) genannt.
Die bedeutende Stellung des Propstes auch gegenüber der Priorin zeigt sich in Dobbertin darin, dass bereits seit der Ersterwähnung des Klosters die Namen von Dobbertiner Pröpsten überliefert sind. Eine Priorin mit Namen Gertrud wurde erstmals nach 60 Jahren genannt, dann erst 1337 die Priorin Mechthild.
Der Propst als geistlicher Vater der Nonnen war auch der rechtliche Sachverwalter des Nonnenklosters und handelte in allen wirtschaftlichen Angelegenheiten zusammen mit der Priorin und dem Konvent. Er unterzeichnete und siegelte Urkunden, ohne ihn konnten keine Rechtsgeschäfte, kein Kauf oder Verkauf, kein Tausch und keine Verpfändung zustande kommen. Die Verwaltung und der Schutz der klösterlichen Besitzungen und Güter sowie die Vertretung des Klosters nach außen hin gehörten ebenfalls zu den Aufgaben des Propstes. Doch auch Urkundenfälschungen soll es im Nonnenkloster gegeben haben. Bereits 1300 führte Propst Johann und 1302 sein Nachfolger Propst Arnold ein eigenes Siegel.
Mit der Umwandlung Dobbertins in ein Nonnenkloster erhielten die Benediktinerinnen am 27. Oktober 1234 vom Schweriner Bischof Brunward das Recht der freien Wahl von Propst und Priorin, aber mit dem Hinweis, „dass diese einträchtig vom Konvent gewählte Person die Kirche in geistlichen und weltlichen Dingen leiten könne“. Die Aufsicht des Nonnenklosters oblag dem Bischof von Schwerin.
Dem Dobbertiner Kirchenpropst Ulrich wurde das Archidiakonat über die Kirchen in Goldberg, Lohmen, Ruchow, Karcheez und Woserin zugesprochen. Besonders schnell wuchs der Güterbesitz des Klosters, wie schon wenige Jahre später ab 1237 bis 1397 aus den Besitzurkunden zu entnehmen ist. Nach Bischof Brunwards Tod sollen 1238 aus dem Kloster Sonnenkamp wendische Nonnen zum Kloster Dobbertin gekommen sein.
Aus unbekannten Gründen kam es 1249 zwischen den Konventen der Benediktinerinnenklöster Dobbertin und Krevese in der Altmark zum Streit um das Sandpropsteidorf Lärz, denn beide Klöster besaßen die Hälfte des Dorfes. Propst Stephan von Röbel schlichtete den Streit zwischen dem Propst Heinrich von Krevese und Propst Vulrad (Vollrat) von Dobbertin ohne Gerichtsverfahren. Das Dorf wurde dem Kloster Dobbertin zugesprochen und Kloster Krevese erhielt eine Entschädigung von 30 Mark Slawischer Pfennige. Da beide Benediktinerinnenklöster gemeinsam dieselben Schutzheiligen, die Jungfrau Maria und Quirin, verehrten und gemeinsamen Besitz hatten, lässt die Vermutung zu, auch Krevese habe sich an der Umwandlung Dobbertins in ein Frauenkloster beteiligt. Denn Krevese wurde schon vor 1200 durch Graf Albrecht von Osterburg gegründet.
Aus den wenigen überlieferten Archivalien zur inneren Entwicklung des Nonnenklosters ist zu erfahren, dass 1263 Papst Urban IV. das Kloster und dessen Besitz unter seinen Schutz stellte.
Am 13. Juni 1288 bestätigte der Schweriner Bischof Hermann I. von Schladen die Stiftung eines Krankenhauses im Dorf Dobbertin. Mit Unterstützung des Pfarrers Detlev von Wackerbart aus Lüdershagen sollte das Haus mit beheizbarer Krankenstube für die kranken Nonnen errichtet werden. Zugegen waren neben dem Dobbertiner Propst Henricue (Heinrich) auch Propst Gozwin (Gottschalk) vom Benediktinerinnenkloster Neukloster und Propst Dietrich vom Benediktinerinnenkloster Rühn.
Am 6. Juni 1309 bestätigte Papst Clemens V. in Avignon die Stiftung und Bewidmung des Krankenhauses in Dobbertin durch den Pfarrer Detlev Wackerbart von Lüdershagen und den Ritter Detlev Wackerbart. Auch Papst Johannes XXII. nahm in Avignon am 23. Oktober 1333 den Nonnenkonvent und die gesamten Besitzungen des Dobbertiner Klosters in seinen Schutz und am 12. März 1360 gewährten in Avignon 18 Bischöfe den Besuchern des Klosters Dobbertin Ablass von Sündenstrafen. Streitfälle waren im Kloster immer wieder zu schlichten. Davon berichtet eine Urkunde vom 2. August 1418, die Tilmann Schmidt vom Historischen Institut der Universität Rostock im Vatikanischen Geheimarchiv zu Rom fand. Nachdem Propst Nikolaus Meztorp 1417 verstorben war, baten die Nonnen den Papst Martin V. um einen kirchlichen Richter für Streitfälle, in die der klösterliche Konvent ständig hineingezogen wurde. Der Papst entschied: Es soll geschehen für zehn Jahre. Auch die enge Verbindung zum landesherrlichen Hause der Herren von Werle Nicolaus III. und Bernhard II. zeigte sich in der Memorienstiftung dieses Hauses. Gleiches geschah durch Adlige aus der Umgebung für Seelenmessen. Eine 1418 urkundlich erwähnte Chronik und ein 1475 urkundlich erwähntes Gedächtnisbuch sind nicht erhalten geblieben.
Über das Leben der Nonnen und ihre soziale Herkunft ist wenig bekannt, doch der Alltag war streng geregelt. Die wiederkehrenden Gottesdienste wie Chorgebete und Konventsmessen bestimmten den Tagesablauf. In den Aufzeichnungen des Dobbertiner Nonnenklosters, die sich im Dänischen Reichsarchiv in Kopenhagen befinden, sind Verzeichnisse zu den Klosterjungfrauen und Priorinnen von 1491 bis 1560 enthalten. Es sollen sich bis zu 30 Nonnen im Kloster aufgehalten haben. Allerdings 1562 wurden nur 26 Nonnen und 10 Konversen genannt. Die Jungfrauen stammten in der Mehrzahl aus in der Region angesessenen Adelsfamilien. Durch die Verbindung mit dem mecklenburgischen Adel stieg neben dem Ansehen auch der Wohlstand des Klosters, die Präbenden mehrten sich durch die Mitgiften der Nonnen von Adel. Die Besitzungen und Erwerbungen waren so zahlreich, dass ihre Auflistung ganze Seiten füllen würde. Besonders erwähnenswert sind die vielen Lübecker und Wismarer Ratsherren, die Töchter als Nonnen nach Dobbertin schickten.
Einige noch erhaltene mittelalterliche Altarfiguren und Einzelbildwerke aus der alten Klosterkirche befinden sich seit 1834 im Staatlichen Museum zu Schwerin. Darunter ein geschnitzter Kopf eines Grabchristus, Mitte 15. Jahrhundert, eine fast 60 cm hohe aus Eichenholz geschnitzte heilige Anna selbdritt, zweite Hälfte 15. Jahrhundert und die drei Ölbergjünger Johannes, Jacobus und Petrus um 1430. Diese sind in der Mittelaltersammlung im Güstrower Schloss ausgestellt. Der Dobbertiner Grabchristus steht möglicherweise im zeitlichen Zusammenhang mit einer Kerzenspende an den Propst Nicolaus Behringer und die Priorin Ermegarde Oldenborghe. Unter den Zeugen auf der Urkunde vom 30. August 1454 befindet sich auch Peter Kassow, der Beichtvater der Jungfrauen. 1464 soll Herzog Magnus von Mecklenburg im sogenannten Rittersaal des Klosters Verhandlungen geführt haben.
Da noch vor dem Beginn der Reformation die Beachtung der Ordensregeln auch im Benediktinerinnenkloster in Altstadt Kolberg „stark vernachlässigt“ wurde, ließ 1521 der Schweriner Domherr Ulrich Malchow als Administrator des Bistums Schwerin zwei Nonnen mit vorbildlicher Lebensführung aus dem Kloster Dobbertin nach Kolberg reisen. Sie sollten die dortigen Nonnen, die „der Ordensregel unkundig sind,“ sorgfältig darüber unterrichten. Der aus Kolberg stammende Camminer Bischof Martin Carith schickte zwei Kolberger Nonnen ins Kloster Dobbertin.
Bis zur Reformation konnten in den fast 340 Jahren als Nonnenkloster bisher 44 Pröpste und 21 Priorinnen nachgewiesen werden. Vom Beichtvater Bernd Holle (1382) und dem Stiftskanoniker Nikolaus Mestrop (1417) stehen die Grabplatten heute noch im südlichen Kreuzgang. Der Dobbertiner Propst Johannes Thun wurde ab 1504 Bischof zu Schwerin, Propst Heinrich Möller war 1523 als einer von wenigen Prälaten Unterzeichner der Landständischen Union und Propst Bartholdus Moller starb 1530 als Rektor der Universität Rostock.

### Reformation
Auch in Mecklenburg wurde die Reformation in den Frauenklöstern zuletzt durchgeführt und sollte sich als äußerst kompliziert erweisen. Besonders im Benediktinerinnenkloster zu Dobbertin stießen die Herzöge und ihre Visitatoren auf den hartnäckigsten Widerstand. Der Landtag beschloss 1549 an der Sagsdorfer Brücke nahe bei Sternberg, die lutherische Konfession in Mecklenburg einzuführen.
Herzog Johann Albrecht I. befahl 1552, die bisher halbherzig betriebene Reformation der Herzogtümer energischer durchzuführen. Sogleich beklagten sich die Dobbertiner Priorin Ypolita Gans (Hippolita Gans zu Putlitz) und Unterpriorin Ermegard Stralendorp (Irmgard von Strahlendorff) mit dem ganzen Konvent beim Herzog, dass sie seit Jahren schon allen Gottesdienstes beraubt wären. Hieran sei de bose Predicante schuld, der Frau und Kinder habe. Gemeint war hier wohl der Pastor Andreas Eberlein, ein ungeschickter Mensch, der keinen Grund der christlichen Lehre anzuzeigen wusste und im Examen allzeit übel bestand, fast alt und unfleissig, den die Jungfrauen gar nicht haben wollten … Die Sorge der Dobbertiner Nonnen war nicht unberechtigt, denn schon im März 1552 begann man mit der Aufhebung der ersten Frauenklöster in den Herzogtümern. An die Dobbertiner Visitatoren erging der Befehl, die Jungfrauen mit einem füglichen, gelehrten Predikanten, der sie in Gottes Wort unterrichten könne, zu versorgen.

#### Visitation von 1557
Der erste Reformversuch in Dobbertin fand 1556 statt, hinterließ aber bei den Nonnen wenig Eindruck. Im Tagebuch des Herzogs Ulrich ist darüber zu lesen: 1556, Nov. 2. Den Tag hab ich selbes die abgottery zu Dobbertin bei den nuhnen abgeschaffet. Doch bei seinem persönlichen Einschreiten stieß er bei den 30 Nonnen nur auf hartnäckigen Widerstand. Auf dem Güstrower Landtag am 10. April 1557 wurden die Visitatoren durch die Herzöge Albrecht und Ulrich instruiert, alle Mönche und altgläubigen Prediger des Landes zu verweisen.
Mit der Visitation der Dobbertiner Klosterkirche und seiner neun Patronatskirchen in Goldberg, Mestlin, Lohmen, Kirch Kogel, Sietow, Lärz, Schwarz und Zidderich hatte man schon am 22. März 1557 begonnen. Die Visitation des Klosters wurde am 24. März 1557 um 10 Uhr im Reventer, dem Versammlungssaal des Klosters, eröffnet und am 26. März fortgesetzt. Die Priorin Elisabeth von Hobe machte zwar einige Zugeständnisse, doch an eine Annahme der Reformation war nicht zu denken. Darauf schritten die Visitatoren sogleich zur Tat, rissen die ergerlichen bilder, die zum teil geputzt vnd geziert stunden, im Chor von den Wänden und verbrachten sie, gesichert durch Schloss und Siegel, in das Beichthaus.
Den Schlüssel erhielt der Hofmarschall Jürgen von Below, der 1557 als Klosterhauptmann und Verwalter in Dobbertin eingesetzt war. 1555 wurden auf dem Landtag in Güstrow zwei Landräte der Oerter in welchen die Clöster belegen und zwei Hofräte als Amts-Person gewählt, um im Closter Haab und Gut vorm Päpstlichen Greul zu schützen. Bei diesen Maßnahmen beließen es die Visitatoren. Für eine vollständige Abschaffung der Bilder im Chor und in den Nonnenzellen fühlte sich die Kommission zu schwach. So blieben die Nonnen bei ihrem Ritus und die Klagen über der Nonnen zu Dobberin vngehorsam drangen bald bis zu den Herzögen nach Güstrow. Als am 3. September 1557 die Visitatoren mit dem Klosterhauptmann Jürgen von Below wieder in Dobbertin erschienen, wurden sie nicht ins Kloster gelassen. Die Gespräche führte man fünf Tage lang durch das Gitterfenster des Sprechhauses. Am 7. September sollte der Landreiter als Gendarm auf den Turm steigen und den Klöppel aus der Glocke nehmen. Danach wurden die Verhandlungen abgebrochen und die Nonnen bezeichneten die Visitatoren als offentliche kirchenbrecher. da sie ohne Berechtigung die Glocken hätten abnehmen lassen.

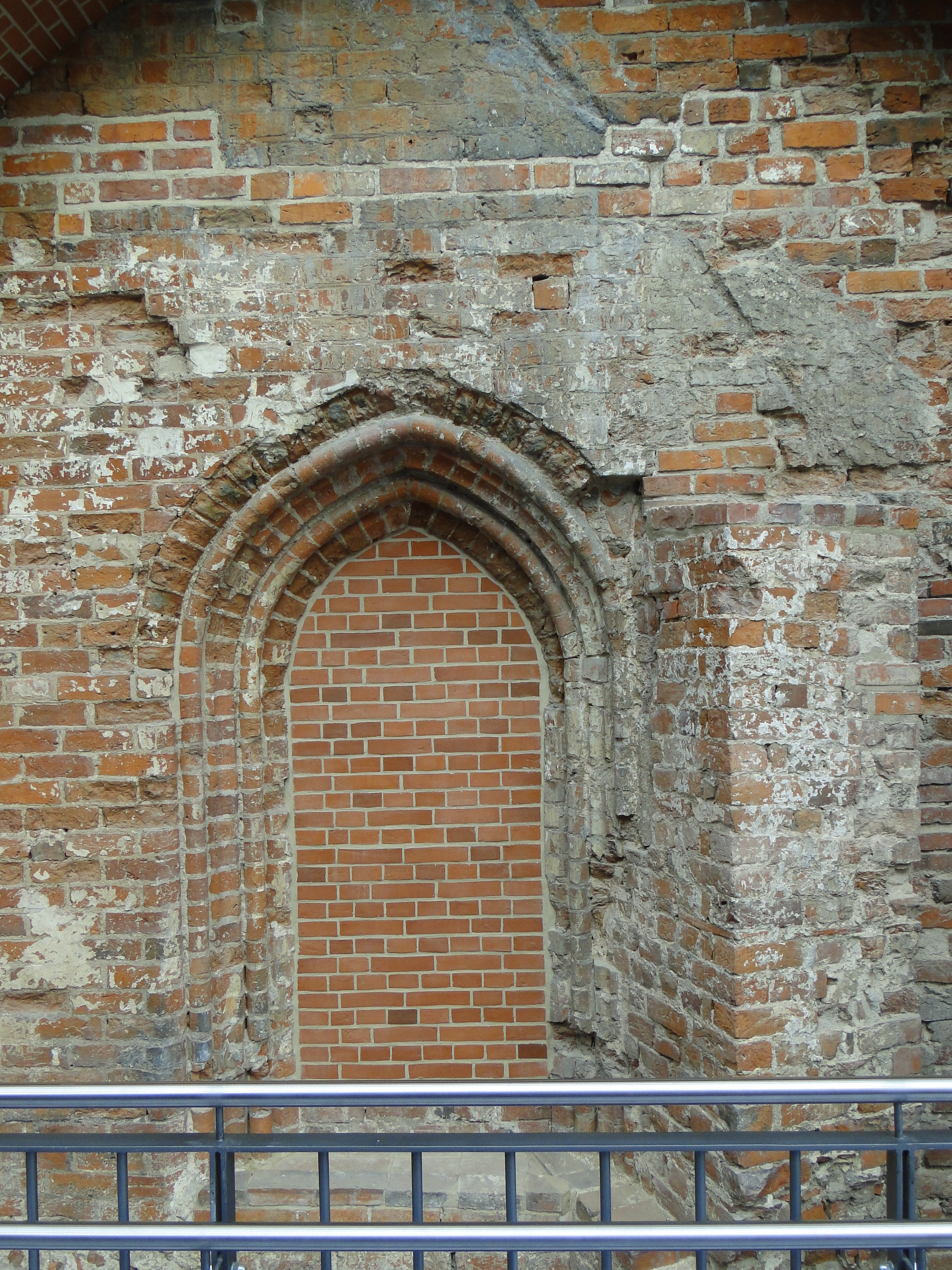
Zugemauerte Tür zur Nonnenempore vom östlichen Klausurgebäude (2017)

Mit schärferen herzoglichen Instruktionen ausgestattet, verschafften sich die Visitatoren am 17. September mit Gewalt Einlass und ließen durch Maurer den oberen Chor zumauern und eine Tür aus dem Kreuzgang in die Kirche brechen. Nach grossen hewlen, gepleer vnd geschrey vor der Chortreppe fielen die mutigen Frauen wie rasendt, vnsinnig, tholl und thoricht gewaltsam in den Chor ein, verschafften sich die ihnen weggenommenen Bet- und Gesangbücher und bewarfen damit die Maurer. Mit Steinwürfen, Wassergüssen und Schlägen wurden auch die fürstlichen Diener in die Flucht geschlagen. In der Nacht ließen die Nonnen Gewänder und Messgeräte heimlich auf ein Boot schaffen. Auf dem Dobbertiner See kippte das Boot um und der Holzvogt ertrank. Am Morgen fuhren der Klosterhauptmann Jürgen von Below und der Küchenmeister Johann Graetzen auf den See und brachten ein Teil der Ladung zurück. Am 30. September versuchten es die Visitatoren zum letzten Mal und standen wieder vor der verschlossenen Klosterpforte. Auch in den nächsten fünf Jahren sollte sich im Kloster Dobbertin nichts ändern. 1561 forderte Herzog Ulrich von Mecklenburg einen Bericht über das Patronatsrecht des Klosters über alle Kirchen und Filialkirchen im Amt Dobbertin sowie im Amt Goldberg und in der Goldberger Hauptkirche.

#### Visitation von 1562
Der Güstrower Herzog Johann Albrecht gab jedoch nicht auf. Am 26. September 1562 kam er mit seinem Hofgefolge und den Visitatoren in das Nonnenkloster nach Dobbertin. In seinem persönlichen Tagebuch ist vermerkt: 1562, Sept. 26 alda visitirt die Nonnen. 1562, Sept. 27. Zu Dobbertin mit Junckfrawen disputiret. Nach der Verlesung der neuen Statuten als Schaffung einer Ordnung des Klosters drohte man den Nonnen bei Nichtannahme, sie aus dem Kloster zu vertreiben. Die Nonnen wollten sich sogleich, auch gegen den neuen Klosterhauptmann Joachim zu Kleinow, mit Steinen und mit Knüppeln zur Wehr setzen. Am 29. September – dem Tag der persönlichen Anhörung der 26 Nonnen – kam es schon in den frühen Morgenstunden zu Handgreiflichkeiten zwischen Catharina von Pressentin mit den evangelisch gesinnten Nonnen Margareta von Wangelin und Elisabeth von Hagenow. Im Protokoll war dann von 14 gehorsamen, 11 ungehorsamen und einer kranken Nonne zu lesen. Als die Unbeugsamen auf die im Klosterhof bereitstehenden zehn Wagen verladen werden sollten, kam es zu einem seltsamen Spectakel. Die widerspenstigen Nonnen griffen zu Steinen und Stöcken, mit denen sie die herzoglichen Knechte verprügelten. Danach zogen sie bei lateinischen Kirchengesängen zu Fuß aus dem Kloster und durch das Dorf bis zum adligen Gut in Suckwitz, wo Verwandte von Dorothea von Grabow wohnten. Die Wagen folgten, von den Nonnen aber ungenutzt.
Am 30. September 1562 bestimmten die Herzöge für die enthobene Priorin Elisabeth von Hobe und die Unterpriorin Catharina von Pressentin als erste lutherische Priorin Margaretha von Wangelin. Zur Verlesung der neuen Klosterordnung erschienen am Morgen des 1. Oktobers die verbliebenen 14 Nonnen im Reventer; doch nachmittags zum Examen ließen sich außer der neuen Priorin, als Vorsteherin nun Domina genannt, alle anderen Nonnen unter Vorwänden entschuldigen. Im Bericht des Klosterhauptmanns Joachim zu Kleinow vom 20. Oktober 1562 zur durchgeführten Klostervisitation ist zu lesen: Der dullen Nonnen Krich iss gewesen, also der Buren Krich, sed tamen fulmen ex vitro. (Der verrückten Nonnen Krieg war wie der Bauernkrieg nur ein kurzes Aufflackern). Für die Herzöge und Visitatoren galt das Kloster nun als reformiert, doch es sollte noch ein weiteres Jahrzehnt bis zur Verwirklichung dauern.

#### Visitation von 1569
Bereits 1564 waren etliche der ausgewiesenen Nonnen wieder ins Kloster zurückgekehrt. 1565 ordneten die Herzöge eine erneute Visitation an. Diese scheiterte jedoch, weil die Deputierten der Ritter- und Landschaft nicht erschienen. Es war zu vermuten, dass einige der adligen Nonnen aus deren Familien kamen. Man vermerkte das Scheitern der Visitation. Auch Anna von Bülow kam 1567 heimlich ins Kloster zurück.
Anfang Oktober 1569 kamen dann die Visitatoren wieder nach Dobbertin und mussten feststellen, dass im Kloster die katholische Ordnung inzwischen fast vollständig wiederhergestellt worden war. Die älteren Nonnen weigerten sich, die deutsche Bibel und den Katechismus Luthers zu lesen und beachteten den evangelischen Gottesdienst nicht. Sie hatten inzwischen zwei Jungfrauen des Klosters Stift zum Heiligengrabe Kloster Stift zum Heiligengrabe aus der Mark Brandenburg trotz Verbotes Novizinnen aufgenommen, eingekleidet und das Gelübde abgenommen. Unter dem Protest der Ordensschwestern wurde die evangelisch gesonnene Elisabeth von Hagenow zur neuen Priorin bestimmt und erstmals als Domina bezeichnet. Zur Unterpriorin wurde mit Margaretha von Kerberg eine verbliebene Nonne eingesetzt.
Die Visitationskommission von 1569 hatte weiter nichts erreichen können und es fand sich für längere Zeit im Herzogtum auch keiner, der die neue Stelle des Klosterhauptmanns zu übernehmen bereit war. Erst Anfang 1570 konnte auff sonderliche vnterhandtlung der Güstrower Hofmarschall Joachim von der Lühe für das Amt gewonnen werden.

#### Visitation von 1570
Am 13. März 1570 trafen die Visitatoren wieder in Dobbertin ein und stellten fest, dass sich auch unter den evangelisch gesinnten Jungfrauen neu eingekleidete Nonnen befanden. Zur Abschreckung ließen sie die vom Kloster Stift zum Heiligengrabe zugewanderte Meta Krantz mit sofortiger Wirkung aus dem Kloster weisen. Am 16. März übertrugen die Visitatoren dem neuen Klosterhauptmann Joachim von der Lühe und dem eingesetzten Pastor Joachim Krüger die Durchführung der Kirchenordnung. Der Erfolg blieb aus, denn schon im Mai 1570 lebten die Dobbertiner Schwestern weiter nach dem katholischen Ritus mit seinen Gesängen. Die 1572 erlassene Reformation und Ordnung der Jungfraw Clöster. Wie es darin mit Christlicher Lehr, Gebrauch des hochwürdigen Sacraments, teglich Gesungen und anderen Christlichen Übungen soll gehalten werden als Klosterordnung fand in Dobbertin wenig Beachtung. Mit der Übertragung des Klosters Dobbertin 1573 auf die Ritter- und Landschaft hatten die Herzöge das Interesse an der Klosterreformation in Dobbertin verloren.

#### Visitation von 1578
Nach acht Jahren fand wieder eine, wohl die letzte Visitation im Kloster Dobbertin statt. Am 17. März 1578 kamen die Visitatoren für nur einen Tag nach Dobbertin, darunter waren auch Jürgen von Below, Johann von Linstow und der Klosterhauptmann Joachim von der Lühe. Es hatte sich in den Jahren kaum etwas geändert, die katholischen Riten wurden weiter gepflegt und die zugehörige Klosterzucht und -ordnung sollte noch Jahre andauern. Erst mit der Bestätigung der revidierten Dobbertiner Klosterordnung durch Herzog Ulrich am 3. Mai 1578 und deren Übergabe an die Klosterjungfrauen am 10. März 1579 wurden die katholischen Riten und Zeremonien nach und nach vernachlässigt.
Der 21-jährige Widerstand endete erst mit dem Aussterben der älteren unbeugsamen Nonnen. Einmalig in der Geschichte ist dieser Vorgang in Mecklenburg als Der dulle Nonnen Krich eingegangen. Nach der Einführung der evangelischen Kirchenordnung in Mecklenburg konnten sich die Klosterjungfrauen auf Dauer nicht widersetzen.

### Das Landeskloster

#### Landeskloster mit Klosteramt

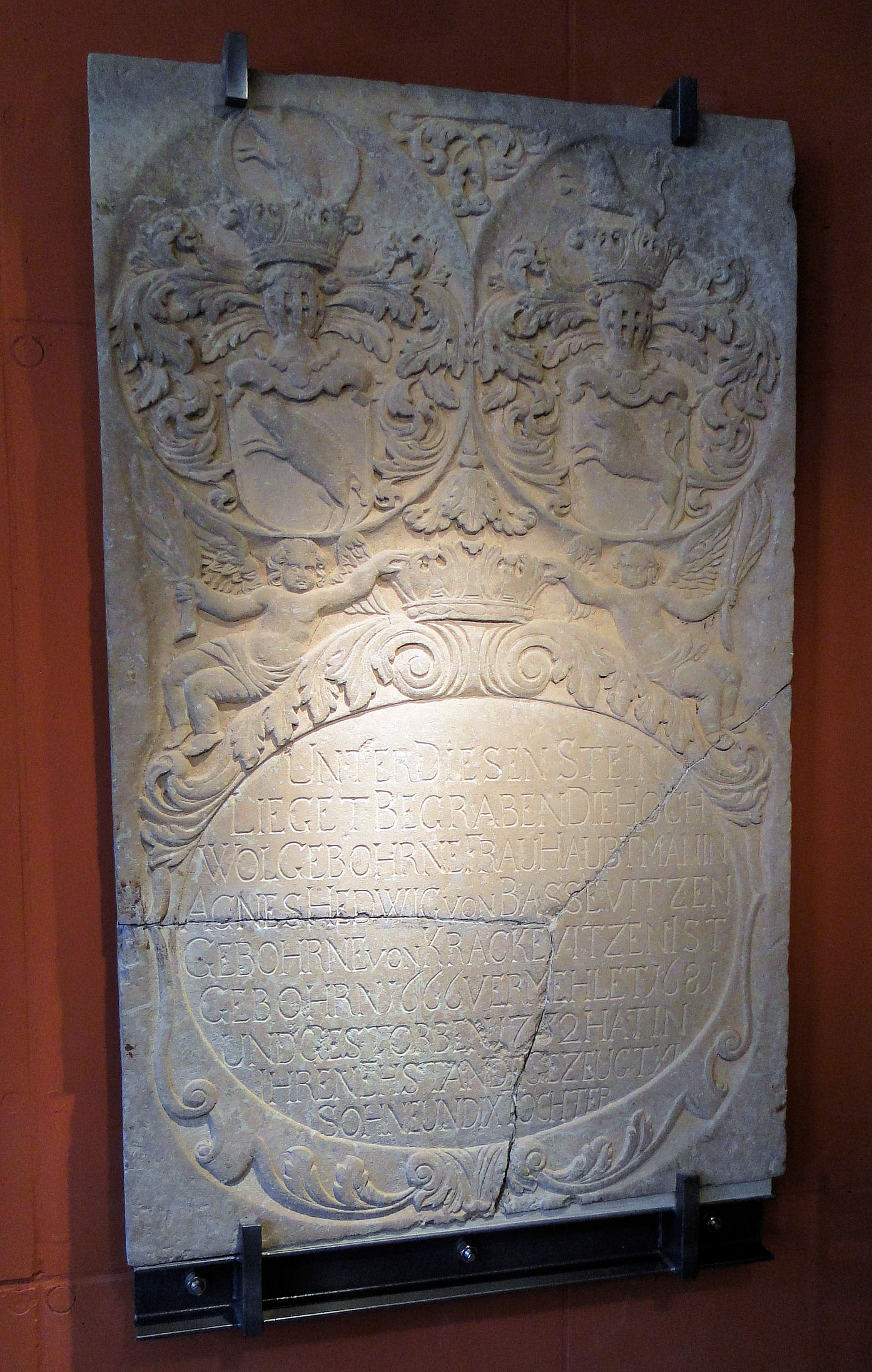
Grabplatte Agnes Hedwig von Bassewitz von 1732 im Klosterladen (2011)

Am 4. Juni 1572 erklärten sich der Herzog Johann Albrecht und Herzog Ulrich auf dem Sternberger Landtag am Judenberg mit der Übergabe der mecklenburgischen Klöster an die Ritter- und Landschaft einverstanden. Nach Artikel 4 der Sternberger Assekuration vom 2. Juli 1572 wurde das Kloster Dobbertin zu einem evangelischen Jungfrauenkloster „zur christlich ehrbaren Auferziehung inländischer Jungfrauen, so sie sich darin zu begeben Lust hätten“, bestimmt. Die Abtretung des Klosters sollte am 15. Oktober 1572 stattfinden, die wirkliche Überweisung erfolgte aber erst 1573.
Mit der Umwandlung des katholischen Nonnenklosters in ein weltliches Jungfrauenkloster bedurfte es auch einer neuen Verwaltungsorganisation mit festen Regeln zur Erhaltung und Vermehrung des Klostervermögens. An die Stelle des Propstes, der vor der Reformation auch die Verwaltungsgeschäfte des Klosters geregelt und außerhalb des Klosters gewohnt hatte, trat nun der Klosterhauptmann als Geschäftsführer. Er wurde in den Jahren auch als Amtmann, Verwalter oder (Closter-)Klostervorsteher des Klosteramtes bezeichnet. Über die Jahrzehnte leiteten 34 Klosterhauptmänner und 59 Provisoren aus den ältesten mecklenburgischen Adelsfamilien das Klosteramt. Der Klosterhauptmann hatte mit je einem Provisor aus dem Herzogtum Schwerin und dem Herzogtum Güstrow und dem Küchenmeister die Oberaufsicht im Klosteramt. Die Provisoren wurden auf den Landtagen für vier Jahre und der Klosterhauptmann für sechs Jahre gewählt. Sie mussten alle dem mecklenburgischen Adel angehören.
Dem Klosterhauptmann standen bei der Ausübung der Amtsgeschäfte ein Küchenmeister und ein Syndicus zur Seite. Der Küchenmeister als Finanzbeamter zeichnete für alle Einnahmen und Ausgaben sowie das Rechnungswesen und die Klosterkasse verantwortlich. Der Syndicus, ein selbstständiger Rechtsbeistand, war als Richter am Klosteramtsgericht tätig. Gerichtsverfahren und Prozesse gab es reichlich, von Schlägereien bis zu Mord und Totschlag, von Aufsässigkeit und Pferdediebstahl über Unzucht und „Hurerei“ bis zu Hexenprozessen mit Todesurteilen. Die örtliche Polizeigewalt oblag dem Landreiter. Die vier Gefängniszellen können heute noch unter dem Dach des ehemaligen Brau- und Brennhauses besichtigt werden. Zwischen 1594 und 1682 wurden im gesamten Klosteramtsgebiet mit der Dobbertiner Sandpropstei 25 Hexenprozesse durchgeführt, in Dobbertin fanden 15 Hexenprozesse mit neun Todesurteilen statt.
Die umfangreichen Klosterbesitzungen südlich der Müritz gelegen und als Vordere und Hintere Sandpropstei bezeichnet, wurden von einem in Röbel/Müritz wohnenden weltlichen Beamten, den Sandpropst verwaltet.
Zur Klosteramtsverwaltung gehörten noch der Amtssekretär mit Aktuar, der Forstinspektor und die Amtsdiener. Zu den einfachen Beamten gehörten die Dorfschulzen, Pastoren der Patronatskirchen, Küster, Lehrer, Ärzte und Apotheker, Amtsboten, Förster, Holzwärter, Amtsjäger, Stationsjäger, Parkwächter, Nachtwächter, Postboten, Gärtner, Bäcker und Bauhofarbeiter. Im Klosteramt gab es auch einen Amtsbäckermeister, Amtsmaurermeister und Amtszimmerermeister.

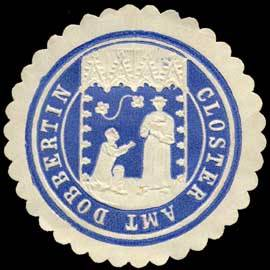
Siegelmarke nach 1850 vom Klosteramt Dobbertin

Das Klosteramt entwickelte sich in den folgenden Jahrhunderten nicht nur zu einem der größten und reichsten Wirtschaftsunternehmen in Mecklenburg, sondern auch zu einem bestimmenden Gestalter der ganzen Region. Zum Besitz gehörten noch Ende des 19. Jahrhunderts 25.122 Hektar Land, Wiesen, Wald, Seen und zeitweise 132 Dörfer, 26 Klostergüter, 17 Pachthöfe, 12 Forsthöfe, 19 Pfarrkirchen, 27 Schulen, 16 Mühlen, 13 Dorfkrüge, sechs Ziegeleien und Kalköfen, drei Bauhöfe, drei Glashütten, Teeröfen, Sägewerke, Schmieden, Meiereien und der Klosterbauhof in Dobbertin. Das Klosteramt regelte auch die Armen- und Krankenversorgung, in Dobbertin hatte man neben drei Armenhäusern, einem Krankenhaus mit 14 Betten, einer Apotheke, noch eine Kleinkinderschule zu versorgen. Eine der Hauptaufgaben war die Verpachtung und Bewirtschaftung der Klostergüter, Dörfer, Klosterhöfe, Schmieden, Dorfkrüge, Mühlen und Molkereien. Dazu kamen noch die Forsten, die Jagd mit Hütung sowie die Seen mit der Vergabe der Fischereirechte. Dem Klosteramt oblag auch die Errichtung und Unterhaltung von Gebäuden, der Straßen- und Chausseebau, die Elektrifizierung, die Post und das Telefon in den Klosterdörfern. Die Konferenzen der Herren Klostervorsteher wurden nach einem einheitlichen Schema durchgeführt und die Entscheidungen im jährlichen Präsentantenbuch vermerkt. Behandelt wurden der Konvent, Patronatssachen, Gerichtssachen, Amts- und Polizeisachen, Verpachtungen, Bauern-Regulierung, Forstsachen, Bausachen, Prozesse, Grenzsachen, Rechnungssachen, Varia und Nachträge.
Klosterdörfer im Amtsgebiet mit der Sandpropstei waren Altenhagen, Bossow, Darze, Diemitz, Dobbertin, Dobbin, Garden, Gerdshagen, Groß Breesen, Jellen, Kläden, Kleesten, Klein Upahl, Kirch Kogel, Lähnwitz, Lärz, Lenzen, Lexow, Lohmen, Mestlin, Mühlenhof, Neuhof, Nienhagen, Oldenstorf, Ruest, Roez, Rum Kogel, Schwarz, Schwarzer Hof, Schwinz, Sehlsdorf, Sietow, Spendin und Vimfow.
Aus den akribisch durch den Küchenmeister geführten jährlichen Rechnungsbüchern lassen sich neben der wechselvollen Klostergeschichte auch die der 36 Klosterhauptmänner in den 370 Jahren nachvollziehen. So war Joachim von Bassewitz auf Levetzow nach seiner Amtszeit von 1588 bis 1601 als Klosterhauptmann Dompropst in Schwerin, wurde dort 1610 wegen Unfähigkeit abgelöst. Von 1612 bis 1622 war der Oberhofmarschall Joachim von Oldenburg auf Gremmelin Klosterhauptmann. Er war am Reichskammergericht und anschließend am mecklenburgischen Hof in Güstrow bei Herzog Ulrich tätig. Nach dem Armenhausregister ließ Joachim von Oldenburg schon 1612 im Peltzer-Haus in Dobbertin ein Armenhaus für sechs arme Untertanen einrichten.
Der Geheimrat und Präsident des mecklenburgischen Hof- und Landgerichts bei Herzog Johann Albrecht II. in Güstrow, Paschen von der Lühe auf Thelkow bei Tessin, übernahm 1635 die Leitung des Klosteramtes. 1640 schickte er den erst 22-jährigen Dobbertiner Pastor Enoch Zander als Gesandter wegen Klosterangelegenheiten zur schwedischen Königin Christina nach Stockholm, um dort für das Kloster Dobbertin einen Schutz- und Schirmbrief zu erwirken. Er kam mit einem am 12. August 1640 vom schwedischen Reichsrat ausgestellten Schutzbrief und 100 Reichstaler für das Kloster am 28. September 1640 zurück.
In seiner Amtszeit von 1709 bis 1744 machte sich Joachim Lütke von Bassewitz verdient; denn er ließ in diesen Jahren 17 neue „Damenhäuser“ mit Steindächern erbauen. Dazu wurde ein eigener Bauhof errichtet. Einen Teil der Unkosten beglich er mit dem Verkauf von Holz aus der Schwinzer Heide und die Gast-Freiheit für den durchreisenden Adel wurde auf zwei Nächte reduziert. Mit seiner ersten Ehefrau Agnes Hedwig, geb. von Krakewitz hatte er elf Söhne und neun Töchter. Die Grabplatte steht im heutigen Klosterladen.
Als holsteinischer Premierminister, Geheimrat und Oberhofmarschall war Henning Friedrich Graf von Bassewitz auf Prebberede 1714 und 1724 in St. Petersburg bei Zar Peter dem Großen und 1725 bei der Zarin Katharina I. Seit 1733 wieder in der Mecklenburger Landespolitik, wählte man ihn 1746 zum Klosterhauptmann in Dobbertin, wo er 1749 starb.
1730 gingen die Taten des 1721 als Provisor gewählten Jobst Hinrich von Bülow auf Woserin, der von 1744 bis 1746 kommissarisch die Verwaltung des Klosteramtes innehatte, mit seinem Glaskrieg und der unordentlichen Predigerwahl in die Klostergeschichte ein. Er beschaffte sich so Geld für die 1747 durchgeführte Restaurierung der Nonnenempore in der Klosterkirche. Bei der Predigerwahl 1737 ließ er die Wahlprotokolle fälschen, einfach 15 Stimmen hinzu schreiben und der Hofprediger Christian Behm wurde Pastor. Da aber die Klosterdamen seinen Wunschkandidaten nicht haben wollten, mussten sich vier Jahre lang der Landtag, die Juristenfakultät und der Reichsgerichtshof mit diesem betrieblichen Unfug beschäftigen.
Der Klosterhauptmann Dietrich von der Osten auf Karstorf nahe Burg Schlitz war während seiner Amtszeit 1762 stark verschuldet und wurde 1768 wegen betrügerischen Konkurses steckbrieflich in ganz Mecklenburg gesucht. 1771 auf die Festung nach Dömitz verbracht, begnadigte man ihn nach drei Jahren Gefängnis mit Landesverweisung nach Rügen, welches damals noch zu Schweden gehörte.
Ab 1836 war Carl Peter Johann Baron von Le Fort auf Boek an der östlichen Müritz Klosterhauptmann. Er leistete als Kaufmann hervorragende Arbeit in der Verwaltung des Klosteramtes, so dass er auf den Landtagen bis 1854 dreimal auf sechs Jahre als Klosterhauptmann wieder gewählt wurde. Le Fort besorgte Geld für den Kirchenbau, schuf den Park und hinterließ wohlgeordnete Finanzen. Seine Söhne erhielten ab 1844 im Amtshaus Unterricht durch den Hauslehrer und plattdeutschen Dichter John Brinckman. Als am 13. August 1853 der Großherzog Friedrich Franz II. von Mecklenburg-Schwerin vom Kloster Malchow zum Besuch ins Kloster Dobbertin kam, war Le Fort mit seiner Familie zu Verwandten nach Holland gefahren. Die Führung durch das Kloster erfolgte durch die 74-jährige Domina Hedwig von Quitzow, danach reiste der Großherzog mit Gefolge sofort weiter nach Schwerin.
Am 2. Dezember 1869 wurde auf dem Mecklenburgischen Landtag zu Sternberg Christian Joachim Hugo von Bernstorff mit 35 Jahren zum neuen Klosterhauptmann gewählt. Die Verwaltung des Klosteramtes hatte er von 1870 bis 1882 inne. In seine Zeit fallen Restaurierungen etwa an den Dorfkirchen in Lohmen, Sietow und Kirch Kogel.
Von 1882 bis 1894 war der Großherzoglich Mecklenburg-Strelitzer Kammerherr und Landrat Wilhelm von Oertzen auf Lübbersdorf Klosterhauptmann. Während seiner Amtszeit engagierte er sich besonders für die Verbesserung des gesamten Schulwesens in den Klosterdörfern. Nach seiner am 13. August 1886 für die Ortschaften erlassenen Schulordnung war auf einen regelmäßigen Schulbesuch zu achten. Die Oberaufsicht hatte der Klosterhauptmann mit dem Pastor, ihm zur Seite standen der Dorfschulze und der Lehrer, die auch gemeinsam den Lehrplan, die Lehrbücher und die Lehrmittel bestimmten. Ferien gab es reichlich, so zu Weihnachten, Ostern, Pfingsten und während der Getreide- und Kartoffelernte.
Der letzte 1917 auf dem Landtag zu Sternberg gewählte Klosterhauptmann Hellmuth Otto Maria von Prollius auf Stubbendorf wurde durch die Wirren der Revolution nach nur einjähriger Amtszeit am 1. November 1918 durch die neue Landesregierung abgesetzt. Er durfte seine Amtsgeschäfte aber weiterführen, bis er auf Forderung des Dobbertiner Arbeiterrates am 7. Juli 1919 durch den Staatsminister Dethloff nochmals abgesetzt wurde. Ein wohl einmaliger Vorgang in der Geschichte des mecklenburgischen Landesklosters.
Von den Provisoren aus den Herzogtümern Schwerin und Güstrow konnten bisher 59 nachgewiesen werden. Die längste Amtszeit als Provisor hatte der Landrat Hans Dietrich Wilhelm von Blücher auf Suckow bei Teterow von 1820 bis 1861. Beim Studium an der Universität Leipzig wurde Blücher 1811 zusammen mit Theodor Körner wegen Prügelei und anderer Delikte verhaftet und nach neun Wochen Karzer von der Universität verwiesen. Nach der Schlacht bei Waterloo verabschiedete er sich 1816 aus dem 2. Husaren-Regiment, übernahm die Güter seines Vaters und wurde 1819 auf dem Landtag zu Sternberg mit 30 Jahren zum Provisor gewählt. Mit Treue und Hingabe übte von Blücher dieses Amt 41 Jahre lang aus und starb 1861 mit 72 Jahren. Klosterhauptmann Julius Otto Freiherr von Maltzan veranlasste danach das observanzmäßige Trauergeläut vier Wochen lang in allen Kirchen des klösterlichen Patronats täglich morgens von acht bis neun und nachmittags von ein bis zwei Uhr durch zuführen.

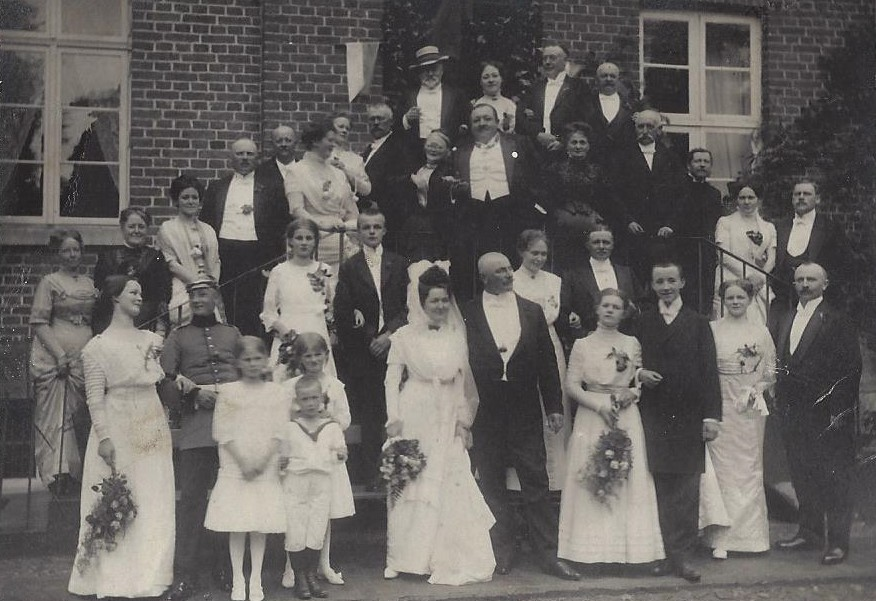
Hochzeit der Tochter des Küchenmeisters Gustav Schulze vor dem Küchenmeisterhaus (1910)

Bei den Küchenmeistern sind bisher nur 27 namentlich überliefert. Von den letzten hatte ab 1852 Wilhelm Schultz als Actuarius am Lübzer Zivil- und Criminalgericht 37 Jahre mit seltener Pflichttreue und zur vollsten Zufriedenheit seines Amtes als Küchenmeister gewaltet. Danach war ab 1889 Gustav Schulze 27 Jahre Küchenmeister und nebenbei noch Vorsitzender der klösterlichen Krankenkasse. Am 25. Juli 1908 verlieh ihm der Großherzog Friedrich Franz IV. bei dem Besuch in Dobbertin den Titel Rechnungsrat. Wegen der recht langen Amtszeiten schien die Stelle landesweit begehrt gewesen zu sein. 1908 gingen nach einer öffentlichen Ausschreibung 112 Bewerbungen ein, darunter waren neben Rechtsanwälten, Geschäftsführern und Prokuristen auch Staatssekretäre, Regierungsräte und Finanzbeamte des Landesgestüts Redefin.

#### Landeskloster als Damenstift
Das Leben im Damenstift wurde relativ eigenständig von einer auf Lebenszeit gewählten Domina als Vorsteherin organisiert. Vertreterin war die durch den Konvent gewählte Priorin. In der Dobbertiner Klosterordnung ist zu lesen: Falls die auf Lebenszeit gewählte Domina körperlich in ihrem Amt behindert sein sollte, hat die Priorin in diesen Stücken zu vertreten. Die Konventualinnen hatten in dieser evangelischen Gemeinschaft vielfältige Aufgaben zu erfüllen.
In den fast 370 Jahren des Bestehens als Jungfrauenkloster waren hier 21 gewählte Dominas als Vorsteherin des Konvents tätig, einige übten ihr Amt weit mehr als 30 Jahre aus. Mit 13 Jahren kam 1695 Anna Leveke von Bülow aus Groß Siemen ins Kloster, lebte dort 52 Jahre, davon 20 Jahre als Domina. Ihr Porträt hing bis 1945 im Konventsaal, ihre Grabplatte steht heute noch im nördlichen Kreuzgang. Ab 1757 war Oelgard Anna Ilsabe von Kruse(n) aus Bredenfelde 35 Jahre Domina und starb mit 91 Jahren in Dobbertin. Die Ordensübergabe Pour la vertu durch Herzogin Louise Friederike fand am 9. März 1764 im Amtshaus des Klosterhauptmanns bei einem rauschenden Fest vor über 100 geladenen Gästen statt. Ihr Wappenschild hängt auf der Nonnenempore in der Klosterkirche, ihr Ölgemälde wurde 1945 aus dem Konventsaal gestohlen. 1831 kam Hedwig Elisabeth von Quitzow aus Severin nach Dobbertin, sie leitete 37 Jahre den Konvent und starb mit 96 Jahren. Ihr Name ist im Schlussstein des westlichen Kreuzgangs zu lesen. Nach der Kirchweihe 1875 nahm sie starken Einfluss auf die vollständige innere Ausschmückung der Klosterkirche. Als Nachfolgerin wünschte sie sich Mathilde von Rohr, auch eine Preußin, die seit 1869 in Dobbertin wohnte und mit dem Schriftsteller Theodor Fontane befreundet war.
Von 1875 an leitete Herwig von Schack aus Pankelow 31 Jahre als Domina den Konvent. Zu ihrem 25-jährigen Jubiläum bekam sie 1900 vom Herzogregenten Johann Albrecht zu Mecklenburg das goldene Amtskreuz mit einem großen und vier kleineren hellblau-grünen Türkisen und 42 Brillanten der goldenen Kette verliehen. Ihr Grabstein mit Inschrift wird auf dem Dobbertiner Klosterfriedhof heute immer noch als Begrenzungsmauer der Abfallgrube benutzt.

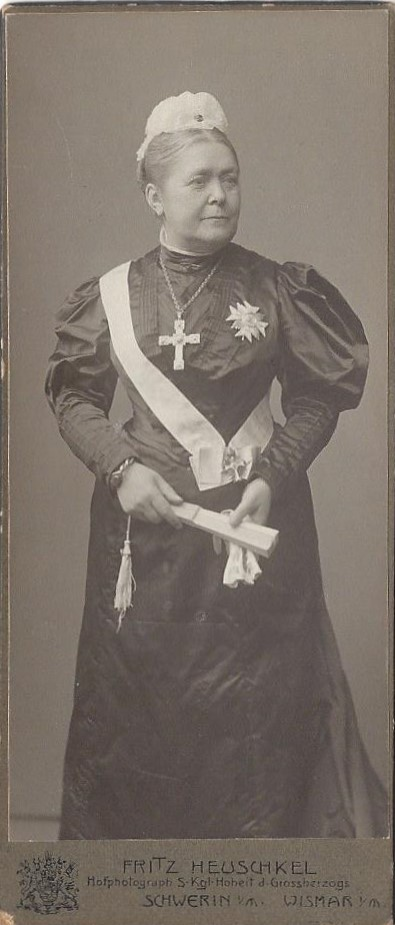
Domina Auguste von Bassewitz

Die Tochter Auguste Elenore von Bassewitz des Schweriner Geheimen Regierungsrates Friedrich von Bassewitz war von 1906 bis 1925 fast 19 Jahre Domina. Nach den Kriegsjahren und der Abberufung des Klosterhauptmanns Hellmuth von Prollius 1918 setzte sie sich bei der neuen Klosterverwaltung energisch für den Erhalt des Konvents in Dobbertin ein. 1925 wählte der Konvent Auguste Caroline von Pressentin auf Rohlstorf einstimmig zur Domina. 1936 wurde sie durch Intrigen der Konventualin Agnes von Bülow, der NS-Frauenschaftsleiterin des Kreises Parchim mit dem goldenen Parteiabzeichen der NSDAP, durch den Parchimer Landrat Friedrich Roschlaub abgelöst. Als letzte vom Konvent gewählte Domina starb sie fast blind mit 91 Jahren am 23. Februar 1951 in Dobbertin. Ihr Grabstein steht auf dem Klosterfriedhof.
War zu katholischer Zeit die Aufnahme in das Kloster noch alleinige Sache der Priorin, hatte sich dieses mit der neuen Klosterordnung von 1572 geändert. Die Voraussetzungen für eine Aufnahme waren der Nachweis der Klosterfähigkeit, der adligen Herkunft mit Ahnennachweis, die Jungfräulichkeit, die christliche Religion und die schriftliche Erklärung zur „inländischen Abstammung“, nur vom mecklenburgischen Adel. Eltern ließen schon wenige Tage nach der Geburt die älteste Tochter in Dobbertin, die zweitgeborene im Kloster Malchow und die dritte Tochter im Kloster Ribnitz einschreiben. Wenn ein Klosterplatz durch Abgang frei wurde, durfte nach der Einschreibeliste das nächste Fräulein „einrücken“. Bis zur Aufforderung „zum Einrücken in das Kloster“ waren Wartezeiten von 40 bis 50 Jahren auf einen freien Platz üblich.

#### Einschreibebuch

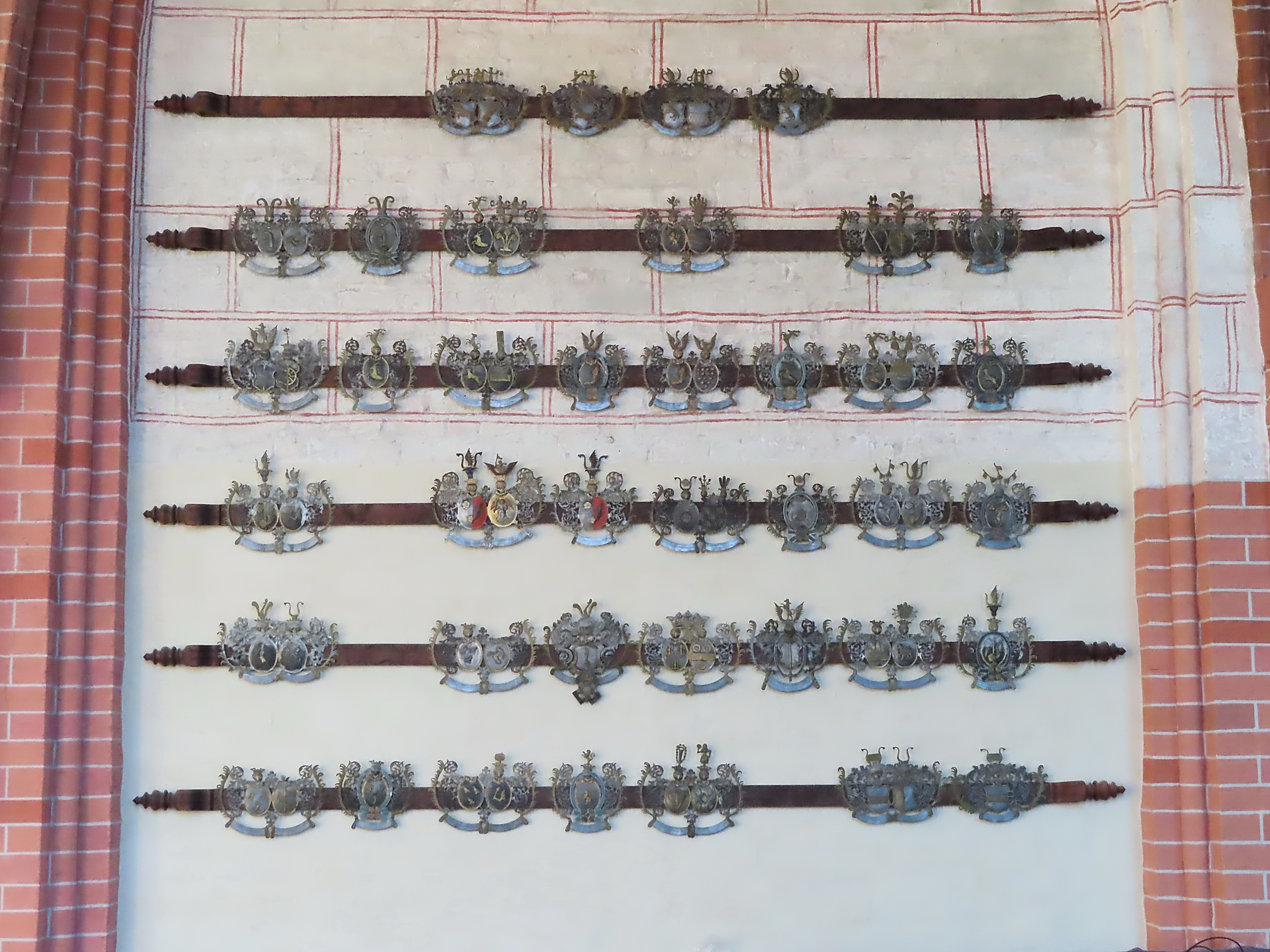
Restaurierte Wappentafeln der Konventualinnen an der Südwand auf der Nonnenempore (2020)

Das seit 1696 geführte Dobbertiner Einschreibebuch enthält insgesamt 2066 Eintragungen von Töchtern der 160 bekanntesten und ältesten mecklenburgischen Adelsfamilien, wie von Barner, von Bassewitz, von Below, von Behr, von Bernstorff, von Blücher, von Brandenstein, von Bülow, von Both, von Cramon, von Dewitz, von Ferber, von Flotow, von Graevenitz, von Gundlach, von Hahn, von Hammerstein, von Hobe, von Holstein, von Kamptz, von dem Knesebeck, von der Lancken, von Lehsten, von Levetzow, von Linstow, von Lowtzow, von Lücken, von der Lühe, von Lützow, von Maltzan, von Meerheimb, von Mecklenburg, von Moltke, von Oertzen, von Oldenburg, von der Osten, von Passow, von Pentz, von Pressentin, von Preen, von Plessen, von Plüskow, von Pritzbuer, von Quitzow, von Raven, von Restorff, von Rieben, von Rohr, von Schack, von Schuckmann, von Stenglin, von Storch, von Stralendorff, von Vieregge, von Voß, von Wangelin, von Weltzien, von Wickede, von Winterfeld, von Zeppelin und von Zülow, die auch in der Geschichte des Landes eine große Rolle spielten.

#### Leben im Damenstift

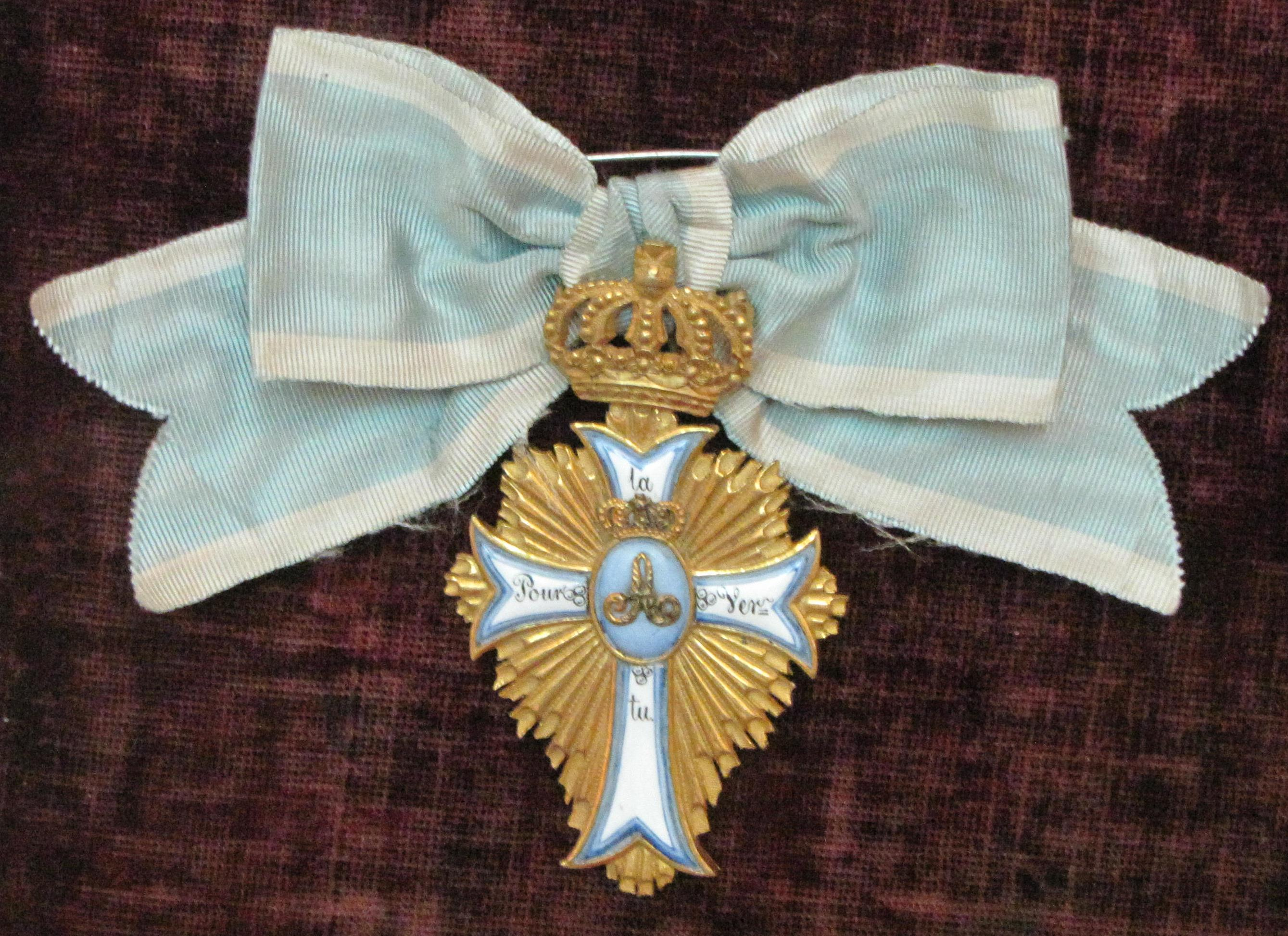
Gnadenkreuz der Konventualinnen seit 1763

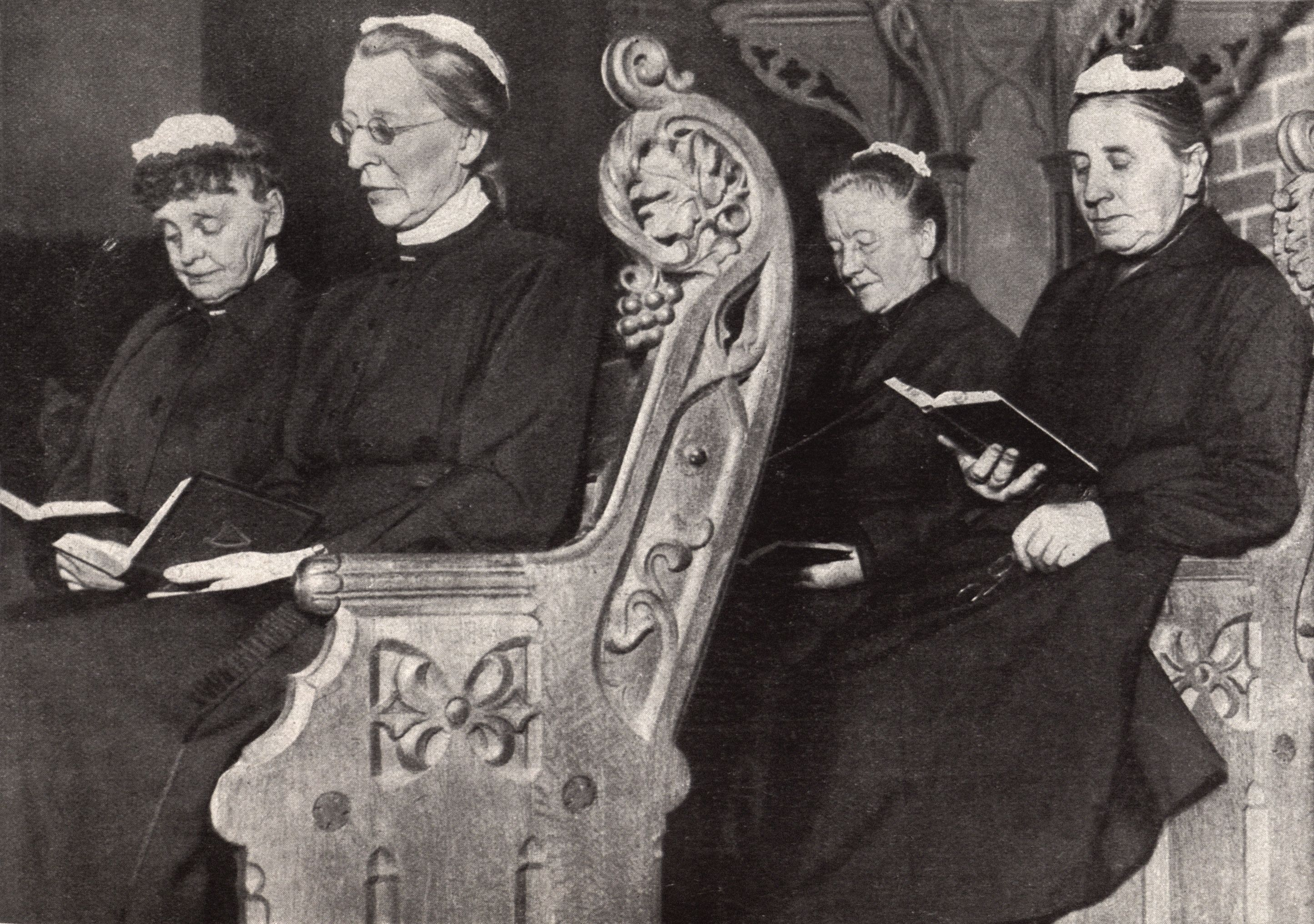
Konventualinnen bei der Andacht in der Klosterkirche (1932)

Im Damenstift wohnten nur 32 Jungfrauen, die sich nun Konventualinnen, aber auch „Fräulein“ oder „Klosterdame“ nannten. Seit 1737 gab es auch mindestens zwei Töchter aus mecklenburgischen ratsfähigen Bürgerfamilien der Städte, meistens Töchter von Bürgermeistern. Im Damenstift wohnen zu können, bedeutete eine gesicherte Versorgung bis zum Lebensende. Wichtig war im Damenstift die Kleiderordnung, in der auch festgelegt war, was Frau Domina und die Konventualinnen an Sonntagen, in Gesellschaften oder bei Trauer zu tragen hatten. Das weiße Häubchen gehörte zur täglichen Garderobe. Standesgemäß waren die Damen nicht nur bei Festlichkeiten dekoriert. Seit 1763 trugen sie den Stiftsorden Pour la vertu („Für die Tugend“), den Herzogin Louise Friederike gestiftet hatte.
Die Wohnungen waren geräumig, hatten sechs bis acht Zimmer, eine Küche mit Vorratskammer, dazu noch zwei bis drei Dachkammern, einen Keller und Holzschuppen. Auch ein Vorgarten und beträchtliches Gartenland auf dem Klostergelände gehörten dazu.

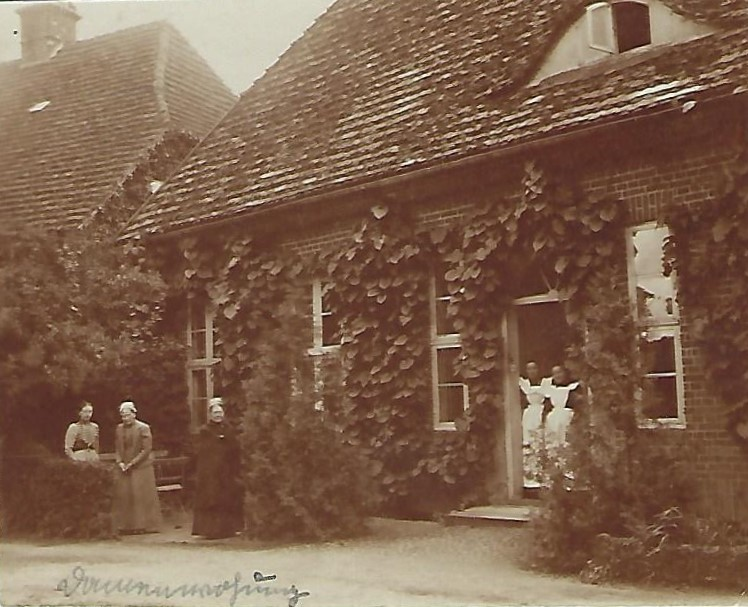
Damenwohnung der Domina Auguste von Bassewitz (1918)

Jedem Damenhaushalt standen ein bis zwei Bedienstete, ein Dienstmädchen und der Damendiener zur Verfügung, die bei allen schweren Arbeiten im Hause halfen. Zum Umgraben in den Damengärten und für den Kartoffelacker wurden die Bauhofarbeiter angefordert. Der Damendiener musste nicht nur die vereinbarten Dienstleistungen erbringen, er hatte bei Aufwartungen in einem geeigneten Anzug zu erscheinen. Naturalien wurden frei Haus geliefert, Wild brachten die Jäger aus dem Klosterforst, den Fisch aus den klostereigenen Seen lieferten die Fischer. Für das Räuchern war die Frau des Landreiters zuständig. Die Klosterbäckerei hatte mit dem Mehl aus der Klostermühle jeder Konventualin Brot und zweimal wöchentlich Kuchen zu backen. Jeder Dame gehörte auch eine Kuh. Allmorgendlich brachte der Kuhhirte frische Milch, nachmittags lieferte die Goldberger Molkerei die Sahne. Die Haltung von Schweinen und Hühnern auf dem Klostergelände diente ebenfalls zur Versorgung der Damen.
Zu den weiteren Annehmlichkeiten der Damen gehörte neben Spaziergängen in dem bewachten Klosterpark mit einem Rasentennisplatz auch der Gaude Hafen. Von dort ließ man sich mit den Damenbooten zu einem Kaffeekränzchen über den Dobbertiner See zum Buchholz (Goldberg), dem Buchenwald des Klosterforstamtes, rudern. Der dortige Holzvogt war für das Übersetzen der Damen und das Reinhalten der Wege verpflichtet und hatte nach Bedarf den Damen seine beheizte Große Stube zur Verfügung zu stellen. Für mehrtägige Reisen standen den Damen zwei Kutschen in der Remise zur Verfügung. In der Kutschenordnung war aber auch verfügt, dass der Kutscher den Schlüssel der Remise abends bei der Frau Domina wieder abzugeben hatte, um keine „Schwarzfahrt“ machen zu können. Das Badehaus mit der Warmbadeanstalt befand sich direkt am Dobbertiner See. Nach der Badeordnung hatten die Dienstmädchen den Badeofen anzuheizen und nach dem Bad die Einrichtung mit den beiden Wannen wieder zu reinigen.
Außer den 32 Damenwohnungen gab es im Kloster separate Häuser für den Klosterhauptmann und die Provisoren, den Küchenmeister und die Domina. Auf dem Klosterareal befanden sich neben der Kirche und den Klausurgebäuden das Brau- und Brennhaus, die Klosterbäckerei, die Obstdarre mit dem Kornspeicher, der Eiskeller, das Badehaus, die Gefängniszellen und die Pferdeställe des Klosterhauptmanns. Etwas abseits, gegenüber dem Klosterfriedhof, war die Wohnung des Landreiters, des klostereigenen Polizisten. Dahinter befand sich der große Bauhof mit den Unterkünften der Bauhofleute und Handwerker, mehreren Viehställen, die Lagerhallen, die Kuhweide der Konventualinnen mit der Nachtkoppel und angrenzend die große Gärtnerei des Klosters.
Die wichtigste Aufgabe der Klosterverwaltung und des Dobbertiner Bauhofes war das tägliche und ständige „Funktionieren“ des klösterlichen Lebens mit der Versorgung der 32 Konventualinnen im Jungfrauenkloster selbst. Dazu gehörten die ständige Reinigung und Instandhaltung aller Straßen, Fußwege und Gossen in der gesamten Klosteranlage mit dem Park und dem Friedhof. Die Anlieferung von Kohlen und zerkleinertem Brennholz für die Klosterwohnungen und Amtsstuben, aber auch das Heizen aller Öfen und die Ascheabfuhr war Aufgabe der Klosterdiener und Bauhofleute. Neben den täglichen Botendiensten für die Konventualinnen waren die Kutschen zu fahren, die Boote zu rudern und die Gärten der Damen umzugraben. Deren Ackerland war zu bestellen und deren Pferde, Kühe und Schweine zu versorgen. Weiter gab es Friedhofsarbeiten, die Glocken in der Klosterkirche waren zu läuten, abends der Klosterpark abzuschließen und das Licht im Kreuzgang und an den Damenwohnungen auszuschalten.
Für die geistliche Betreuung im Jungfrauenkloster waren in den 370 Jahren 19 Pastoren zuständig, seit der Klostergründung waren insgesamt 72 Pröpste und Pastoren in Dobbertin tätig.
Nach seinem Theologiestudium an der Universität Rostock war Peter Röbelmann von 1582 bis 1607 Pastor im Kloster Dobbertin. 1608 übernahm der 29-jährige Ennoch Zander die Pfarrstelle von seinem Schwiegervater. Während des Dreißigjährigen Krieges wurde das gesamte Klostergebiet mit seinen Dörfern arg mitgenommen. Als 1638 auch die Pastorenfamilie Zander teils an der Pest starb, wurde der 19-jährige Sohn Petrus Zander nach Probepredigten im Dom zu Güstrow und im Schweriner Dom zum Pfarrer berufen. 1640 schickte ihn der Klosterhauptmann Paschen von der Lühe auf Thelkow als Präsident des Hof- und Landgerichts als damals jüngsten Pastor Mecklenburgs zur schwedischen Königin Christina, um dort für das Kloster Dobbertin einen Schutz- und Schirmbrief zu holen. Die Königin wünschte, er solle in Stockholm als Pastor der deutschen Kirchgemeinde bleiben und wollte ihn dann adeln. Ab 1704 war Casper Wilhelm Heerder 33 Jahre Pastor in Dobbertin. Nach seinem Tode erregte 1738 eine unordentliche Predigerwahl Aufsehen im Lande und beschäftigte vier Jahre lang den Landtag und die Juristenfakultäten. Herzog Carl Leopold zu Mecklenburg ließ diesen Wahlbetrug am Reichsgerichtshof als betriebenen Unfug für ungültig erklären. Die Klosterdamen hatten sich bei der Wahl für den liebenswürdigen Prediger Christian Hintzmann entschieden, doch der Provisor Jobst Heinrich von Bülow auf Woserin wollte den Hofprediger Carl Christian Behm. Er ließ einfach das Wahlprotokoll ändern und 15 Stimmen zugunsten Behm hinzuschreiben. Doch erst 1742 musste Prediger Behm das Pfarrhaus räumen.

#### Landeskloster mit staatlicher Gutsverwaltung

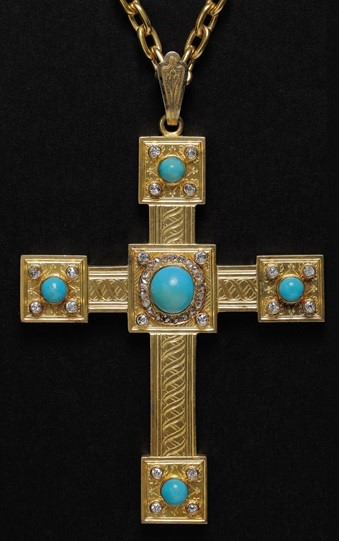
Von 1938 bis 2001 verschollen – das Amtskreuz der Domina seit 1900 von Richard Ratfisch

Nach dem Ende der Monarchie erfolgte durch die Novemberrevolution 1918 auch die Auflösung der drei Landesklöster Dobbertin, Malchow und Ribnitz. Am 18. November 1918 wurde das Klosteramt Dobbertin mit seinem gesamten Vermögen und den Besitzungen dem neuen Freistaat Mecklenburg-Schwerin unterstellt. Diese Regelung war nach § 75 der Verfassung vom 17. Mai 1920 nicht mehr anfechtbar. Das Klosteramt blieb als Staatliche Klosterverwaltung bis zum 1. Juni 1922 bestehen, wurde danach kurzzeitig als Landdrostei Dobbertin geführt, um dann wieder Staatliche Klosterverwaltung zu werden. Ab 1. Januar 1925 übernahm die Landdrostei Lübz die Staatliche Gutsverwaltung Dobbertin und unterstand bis 1945 dem Ministerium für Landwirtschaft, Domänen und Forsten in Schwerin. Mitarbeiter der nunmehrigen Geschäftsleitung waren um 1922 Küchenmeister Reckling, Oekonomierat Jerichau, Oberverwaltungssekretär Kleesath, Oberleiter Rittmeister a. D. Moll und Amtsdiener Rode, der spätere Gutsinspektor. Sitz der Gutsverwaltung war der Klosterbauhof.
Die Konventualinnen konnten bis zu ihrem Lebensende weiter im Kloster Dobbertin bleiben. Zur Sicherung ihrer Ansprüche gab es von 1924 bis 1927 mehrere Klagen vor dem Zivilsenat beim Oberlandesgericht Rostock und dem Reichsgericht, deren Urteile in weiten Teilen den Konventualinnen Recht gaben und die zivilrechtlichen Ansprüche aller 1918 in die Liste eingeschriebenen Exspektantinnen auf eine Konventualinnenstelle bestätigten. Die Verfügung der im Kloster vorhandenen Wohnungen von 1924 bis 1945 oblag nun der Geschäftsleitung. Ab 1925 wurden die ersten Pumpen abgeschafft und Wasserleitungen verlegt. 1928 erfolgte die Genehmigung einer Antenne für die Rundfunkempfangsanlage.
Am 9. Dezember 1925 wurde Auguste Sophie Caroline von Pressentin durch den Konvent zur letzten Domina gewählt. Nachdem am 3. April 1926 ihre Stellvertreterin Julie von dem Knesebeck mit 82 Jahren gestorben war, wurde Magdalene Marie Luise Auguste Wilhelmine von Oertzen zur Priorin gewählt. Ihren 95. Geburtstag am 21. Juni 1959 würdigte die Mecklenburgischen Kirchenzeitung. Als letzte Priorin des Dobbertiner Konvents starb Magdalene von Oertzen am 13. Juni 1962 mit 98 Jahren in Dobbertin. Ihr Grabstein befindet sich auf dem Klosterfriedhof Dobbertin.
Der Parchimer Landrat Friedrich Roschlaub besuchte mit der Kreisleitung der NSDAP am 24. August das Kloster Dobbertin. Auf Vorschlag der Mecklenburgischen Ritterschaft hatte sich im Sommer 1933 der Verein Klosterkonvent Dobbertin e. V. gegründet und die Satzung am 20. Dezember 1933 beim Amtsgericht in Goldberg eingereicht, die dort am 17. Januar 1935 in das Vereinsregister eingetragen wurde. Der Verein sollte den Kontakt zwischen den Konventualinnen im Kloster und den Expektantinnen aufrechterhalten, fördern und deren rechtliche Position nach außen vertreten. Nach den Dobbertiner Statuten gründete sich dann am 5. Dezember 1935 im Kloster Ribnitz der Verein Klosterkonvent Ribnitz. Am 15. Juni 1936 verfasste die Konventualin und fanatische Nationalsozialistin Agnes von Bülow, als Leiterin der NS-Frauenschaft des Kreises Parchim der NSDAP Gau Mecklenburg-Lübeck mit dem goldenen Parteiabzeichen, eine Eingabe an den Parchimer Landrat Friedrich Roschlaub, an die Politische Polizei in Schwerin und das Mecklenburgische Staatsministerium, Abt. Landwirtschaft, Domänen und Forsten zu dem 1933 aufgezogenen Dobbertiner Klosterverein.
Auch nach der unfreiwilligen Ablösung der Domina Auguste von Pressentin am 2. Juni 1936 durch den Parchimer Landrat Roschlaub und der gleichzeitigen Einsetzung der Konventualin Agnes von Bülow als Vertrauensperson im Konvent, war für beide der Klosterverein ein zu bekämpfendes Ärgernis. Agnes von Bülow wurde von den Konventualinnen nicht zur Vorsteherin des Konvents gewählt und erhielt auch nicht das goldene Amtskreuz mit Kette. Trotz Einschaltung der Geheimen Staatspolizei in Schwerin konnte die seit 1934 betriebene Auflösung des Klostervereins nicht erreicht werden, da der Reichsstatthalter und Gauleiter von Mecklenburg, Friedrich Hildebrandt, am 21. September 1938 persönlich die Auflösung des Klostervereins untersagt hatte. In der NS-Frauenschaft betätigten sich vier Klosterdamen, von denen drei noch vor Kriegsbeginn starben. Alle anderen standen dem NS-Parteiwesen schroff ablehnend gegenüber. Als Konventualin hatte sich Agnes von Bülow mit ihrer engsten Vertrauten Konventualin Luise von Winterfeld am 23. Juli 1933 die Aufnahme in den Dobbertiner Kirchengemeinderat erzwungen. Daraufhin verließ noch 1933 Pastor Ulrich Schliemann das Dobbertiner Pfarrhaus und ging nach Brasilien. Beim nachfolgenden sehr musikalischen Pastor Martin Romberg veranlasste die Nazi-Bülow Kirchenaustritte, Kirchenbesuche in Uniform, auch wurden die Scheiben im Pfarrhaus eingeschlagen. Ab 1939 war er als Divisionspfarrer im Russlandfeldzug und wurde im Mai 1945 als Lazarettpfarrer in Posen erschossen.
Im Mai 1937 versuchte der Reichs- und Preußische Minister für Wissenschaft, Erziehung und Volksbildung die Verfassung und Verwaltung der preußischen Damenstifte neu zu ordnen, um hilfsbedürftigen, vaterlosen und unverheirateten Töchtern von Amtsträgern der NSDAP und Staatsbeamten zur Abwehr der leiblichen Not ausreichende Versorgung zu gewähren. Gleiches solle mit den mecklenburgischen Damenstiften geschehen. Dazu besuchte der Reichsstatthalter und Gauleiter Friedrich Hildebrandt laut Protokoll mit Oberregierungsrat Kohlbach am 23. November 1937 von 9 bis 12 Uhr das Kloster mit den Räumen der NS-Kreisfrauenschaft im Amtshaus, das Mühlengehöft für ein BDM-Lager und das Magazingebäude für eine Landes-Jugendherberge in Dobbertin. Der Reichsstatthalter regte an, dass zur freien Sicht auf den See die hässlichen Pappdach-Stallgebäude an den Damenwohnungen abzubrechen seien. Die Klosterdamen konnten weiter im Kloster Dobbertin bleiben.
Ab 1942 wurden in den leerstehenden Klosterwohnungen ausgebombte Familien der SS und des RAD aus dem Rheinland, besonders aus Köln und Leverkusen, Hamburg und Berlin untergebracht. Schon seit 1941 versuchte das Reichsministerium für Wissenschaft, Erziehung und Volksbildung in Berlin-Spandau die erste „Deutsche Heimschule“ Mecklenburgs für SS-Mädchen im Kloster Dobbertin einzurichten. Da die Wohnungen mit Flüchtlingen und Luftkriegsgeschädigten, darunter auch den Familien vom SS-Sturmbannführer Bremer von der Leibstandarte Adolf Hitler, vom Generalleutnant der Waffen-SS und Kommandeur der SS-Panzergrenadier-Division Totenkopf Hermann Prieß aus Marnitz und dem Oberstfeldmeister vom Reichsarbeitsdienst Dieter von Wulffen belegt waren, konnte die Schulleiterin Studienrätin Dittmer auch im Dezember 1944 noch nicht mit dem Unterricht im „Damenhaus I“ beginnen. Nach einer Ortsbesichtigung am 28. Februar 1945 durch Mitarbeiter der Schweriner Ministerien mit Ministerialrat Dr. Weber, Abt. Volksbildung, Oberbaurat Dr. Fischer, Abt. Hochbau und dem Parchimer Landrat Roschlaub wurde entschieden, hinter den Damenhäusern I. und II. Baracken aufzustellen. Das in Goldberg angelieferte Baumaterial kam jedoch in Dobbertin nicht mehr an. Am 28. November 1945 informierte das Landratsamt Parchim den Präsidenten des Landes Mecklenburg-Vorpommern weiter über diesen Vorgang: „Die Ermittlungen des Goldberger Bürgermeisters haben ergeben, vom Schulinventar der vorgesehenen Heimschule im Kloster Dobbertin ist nichts mehr vorhanden. Die Rote Armee möchte lieber eine Offiziersschule, falls die Besatzungsmacht Abstand nimmt, wären später die Wohnungen für noch zu erwartende Flüchtlinge vorgesehen. Der Plan, eine Heimschule zu errichten, wird daher vorläufig nicht weiter verfolgt.“

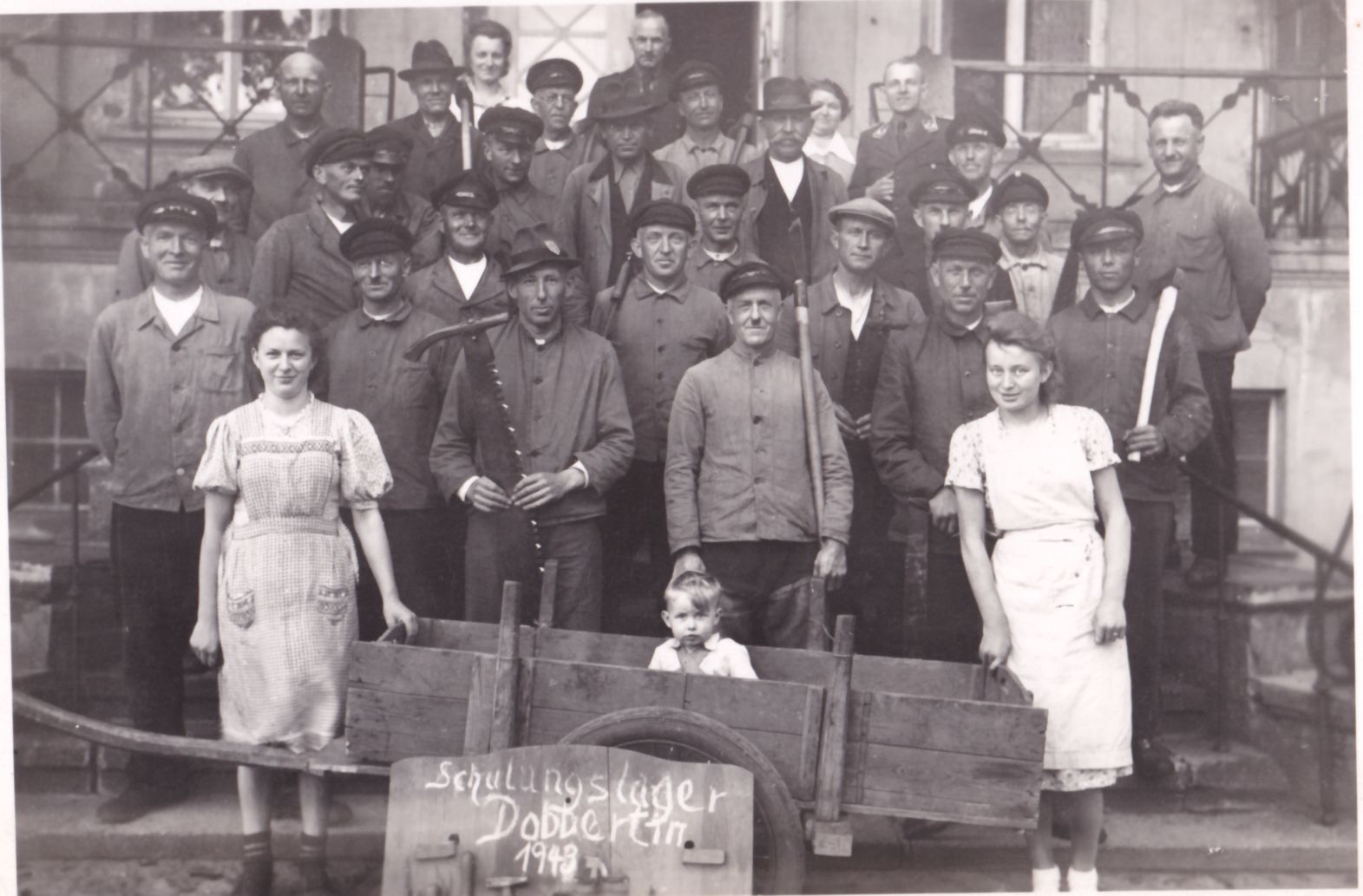
Waldarbeiterschule (1943)

Im Klosterhauptmannhaus war ab 1938 ein Ausbildungslager der Staatsforstverwaltung für deutsche Waldarbeiter eingerichtet worden. Doch auf Anweisung des Gauleiters und Reichsverteidigungskommissars Friedrich Hildebrandt hatte ab September 1943 das Amt für Volkswohlfahrt der NSDAP-Gauleitung im Zuge des Katastropheneinsatzes das Klosterhauptmannhaus „zur Aufnahme von werdenden Müttern und als Entbindungsheim“ übernommen. Gab es 1943 noch 39 Geburten von Wehrmachtshelferinnen, waren es 1944 weitere 163 Geburten und bis zum 30. April 1945 noch 64 Geburten.
Die wirtschaftliche Situation der Dobbertiner Staatlichen Gutsverwaltung in den letzten Kriegsjahren soll das Schreiben des Gutsinspektors Adolf Rode vom 16. März 1944 an das Mecklenburgische Staatsministerium, Abt. Landwirtschaft, Domänen und Forsten in Schwerin zur Bereitstellung von Kriegsgefangenen als Arbeitskräfte durch das Arbeitsamt in Parchim verdeutlichen. „20 sowjetische Kriegsgefangene habe ich ursprünglich gehabt, der Anfangsbestand wurde auf 10 Stück herabgemindert. Durch Veranlassung der Kreisbauernschaft wurden mit der Notlage 8 Kriegsgefangene erneut zugeteilt. Dobbertin ist mit dem Kloster und all den vorhandenen hilfsbedürftigen Einwohnern, Umquartierten, Flüchtlingen und dem stark belegten Mutterheim mit Kriegerfrauen eine Ausnahme im ganzen Lande. Mit dem Abzug der 7 Russen in Dobbertin entsteht eine außergewöhnliche Notlage. Von den verbleibenden 11 kriegsgefangenen Russen arbeiten 2 in den Kuh-, Schweine- und Pferdeställen. Tatsächlich verbleiben mir 9 Arbeitskräfte. Da die benötigten 5 Gespannführer, 1 Statthalter als gleichzeitiger Hilfswachmann, 2 Melker, 1 Treckerführer, 1 Schweinemeister und Milchfahrer, 1 Stellmacher und Maschinenmeister als Spezialkräfte im Betrieb ihre stete Bestimmung haben, verbleiben nur noch 2 deutsche Freiarbeiter zusammen mit 9 Russen für die Wirtschaft. Das mit diesen Arbeitskräften ein Betrieb von rund 1000 Morgen mit 240 Morgen zweischnitt Wiesen und 35 % Hackfruchtbau mit Gemüse nicht annähernd aufrecht erhalten werden kann, bedarf keiner weiteren Erörterung.“ Es kam noch schlimmer für die Gutsverwaltung. Im Oktober 1944 wurde Freiarbeiter Auer als Wirtschafter an den Bauern Nehls in Dobbin abgegeben, da Nehls „im Felde steht“. Der Freiarbeiter Lembke und der Gespannführer Bernhardt wurden als kriegsverpflichtete Arbeiter für kriegsnotwendige Arbeiten auf die Dauer von fünf Wochen abgegeben und zwei kriegsgefangene Russen mussten in das Lazarett nach Slate gebracht werden.
Im letzten Bericht der Gutsverwaltung vom 6. April 1945 ist zu lesen: „Die Wintersaaten machen einen sehr guten Eindruck. Die Verteilung der Milch erfolgt an die Molkerei, Klosterdamen, Zuchtkälber, Deputate und Flüchtlinge. Ständige Belastung durch Einquartierung von Trecks, Wehrmacht und Kriegsgefangenen auf dem Gutshof. Durch die vielen Trecks wurde auf dem Gutshof eine schwere Druse eingeschleppt, die den gesamten Pferdebestand einschließlich der Füllen verseuchte.“
Vor dem Einmarsch der Roten Armee in das Kloster wurde am 2. Mai 1945 durch Elisabeth Rindt und den Maurer Paul Baumgarten statt der blau-weißen Klosterfahne eine weiße Fahne an den Türmen der Dobbertiner Klosterkirche gehisst. Mit dem Ende des Zweiten Weltkrieges erfolgte die Auflösung des Landesklosters und der Staatlichen Gutsverwaltung.

### Die Zeit nach 1945
In Dobbertin und im Kloster war der Zweite Weltkrieg schnell und ohne große Verluste zu Ende. Ein flüchtender deutscher Soldat und zwei sich weigernde Bürger, der Förster Kliefoth und Schuhmacher Radke, wurden von sowjetischen Soldaten erschossen. Am 1. Mai 1945 hatte in der Klosterbäckerei der Klosteramtsbäckermeister Ernst Müller auf Befehl der deutschen Wehrmacht zur Versorgung der in den Spendiner Tannen einen Kilometer nördlich von Dobbertin abgesetzten Soldaten der Division Feldherrenhalle zusätzlich 200 Brote gebacken. Am 2. Mai 1945 wurde die Straßenbrücke über die Jasenitz in Richtung Goldberg gesprengt und am Abend waren die ersten sowjetischen Soldaten mit Panje-Wagen im Kloster, die dort die Brote erbeuteten.
Auf dem gesamten Klostergelände wurden Kampftruppen der Roten Armee stationiert, der Sieg wurde gefeiert und einige der sowjetischen Soldaten waren betrunken. Auf Befehl war am 3. Mai 1945 das Kloster innerhalb von zwei Stunden zu räumen. Die Klosterdamen und Flüchtlinge suchten Zuflucht in den umliegenden Ortschaften Dobbin, Kläden, Schwinz, Jellen, Spendin, Lüschow und in den Buchholz und die Dobbiner Plage. Nur die Klosterbäckerei durfte bleiben, denn der Klosteramtsbäckermeister Ernst Müller war mit den zwölf ihm zugeteilten sowjetischen Soldaten für die Brotversorgung verantwortlich. Es wurde in drei Schichten gebacken, die Essenversorgung der Kampftruppen erfolgte gemeinsam mit den ehemaligen russischen Kriegsgefangenen im Freien am Dobbertiner See.
Auch die Konventualinnen mussten das Kloster verlassen. Einige fanden in Dobbertin und Dobbin sowie bei Verwandten in den Klöstern Malchow und Ribnitz Unterkunft. Acht von ihnen, darunter Bertha Moll, Johanna Freiin von Brandenstein, Elisabeth von Lowtzow, Hedwig von Winterfeld, Margarethe von Schuckmann, Emma von Plessen, Helene von Blücher und Agnes von Bülow starben noch 1945 in Dobbertin und in den umliegenden Klosterdörfern. Die Vertrauensfrau und Leiterin der NS-Frauenschaft des Kreises Parchim Agnes von Bülow erhängte sich am 13. November 1945 auf dem Dachboden im Forsthaus in Dobbin und wurde an der Dobbiner Friedhofsmauer bestattet. 1945 sind im Sterbebuch von Dobbertin 91 Beerdigungen eingetragen, der Dorfpastor Kurt-Vollrath Peters war noch in Kriegsgefangenschaft in den USA. Der Kölner Flüchtlingspastor Carl Köhler hatte als ehemaliges NSDAP-Mitglied in Dobbertin Kanzelverbot, musste aber auf Drängen des Bürgermeisters Tischler Wilhelm Roloff und Befehl des russischen Kommandanten den pastoralen Dienst ohne Talar bei den täglichen manchmal zwei- bis dreimal durchzuführenden Beerdigungen der sarglosen Toten vornehmen. Auch das Dorf wurde teilweise geräumt und die Häuser danach von durchziehenden polnischen und russischen Fremdarbeitern geplündert.
Ab August 1945 zogen die ersten sowjetischen Soldaten der Kampftruppen aus dem Kloster ab und wurden durch Besatzungstruppen ersetzt. Seit dem 8. Mai 1945 bis zum September 1945 gab es im Kloster Dobbertin ein Durchgangs-, Entlausungs- und Einkleidungslager für sowjetische Kriegsgefangene, Zwangsarbeiter, Fremdarbeiter und Letten. Für zehntausende (etwa 82 000) zu entlausenden Menschen hatte man mit Mauerziegeln der klostereigenen Hellberg-Ziegelei eine Desinfektionsanlage am Gauden Hafen errichtet. Diese Zahlen können zwar nicht belegt werden, doch die Desinfektionsanlage hat nachweislich bestanden. Dort befindet sich heute wieder die Schiffsanlegestelle. Danach kamen die sowjetischen Bürger zur weiteren politischen Filtration, zur staatlichen Überprüfung, in das Repatriierungslager Nr. 217 am Hellberg nahe dem Goldberger See.
Bei der Suche nach den sich in den Wäldern der Schwinzer Heide versteckenden sowjetischen Kriegsgefangenen, die mit den Transporten nicht in die Sowjetunion zurück wollten, erschoss man auf Befehl der Verwaltung Kommandanturdienst der SMAD vom 4. August 1945 nahe Kleesten fünf Soldaten und einen Offizier. Das Repatriierungslager Nr. 217 bestand mit 273 Baracken und Bretterschuppen vom Mai bis zum Herbst 1945. Der Rückmarsch erfolgte durch die Schwinzer Heide nach Bossow zur dortigen Verladung in die Heimat oder zum stalinistischen Gulag nach Sibirien.
Auf dem Standort des ehemaligen Partriierungslagers wurden 1963 Kasernen für das Panzerregiment 8 und die Raketenabteilung 8 der NVA gebaut, die seit der Auflösung 1991 immer noch ungenutzt sind.
Am 28. Dezember 1945 schrieb die 82-jährige, mit ihrer Haushälterin Frau Urban in einer Dachkammer im Dobbertiner Pfarrhaus wohnende Priorin Magdalene von Oertzen an den Ministerpräsidenten Wilhelm Höcker eine Eingabe. … als Mitte September 1945 unsere furchtbare Russen-Not, die uns Alle seit 2. Mai um unser schönes Heim, samt gesamten Hab und Gut in völlige Mittellosigkeit gebracht, eine unerträgliche Höhe erreichte … versuche ich die nötige Verbindung zu den ringsum zerstreut vegetierenden Klosterdamen aufrecht zu erhalten. Eine neue Kraft muss heran und ist auch gefunden. Fräulein Irmgard von Oertzen, mit 68 Jahren eine unserer jüngsten Damen ist bereit, die Geschäfts-Vermittlerin zwischen dem Ministerium und dem Kloster zu übernehmen. Von 1946 bis 1948 war Irmgard Bertha von Oertzen die zur Landesregierung als Verbindungsperson eingesetzte letzte Domina. Auguste von Pressentin, die letzte vom Konvent gewählte Domina, verstarb 91-jährig am 23. Februar 1951 in Dobbertin.

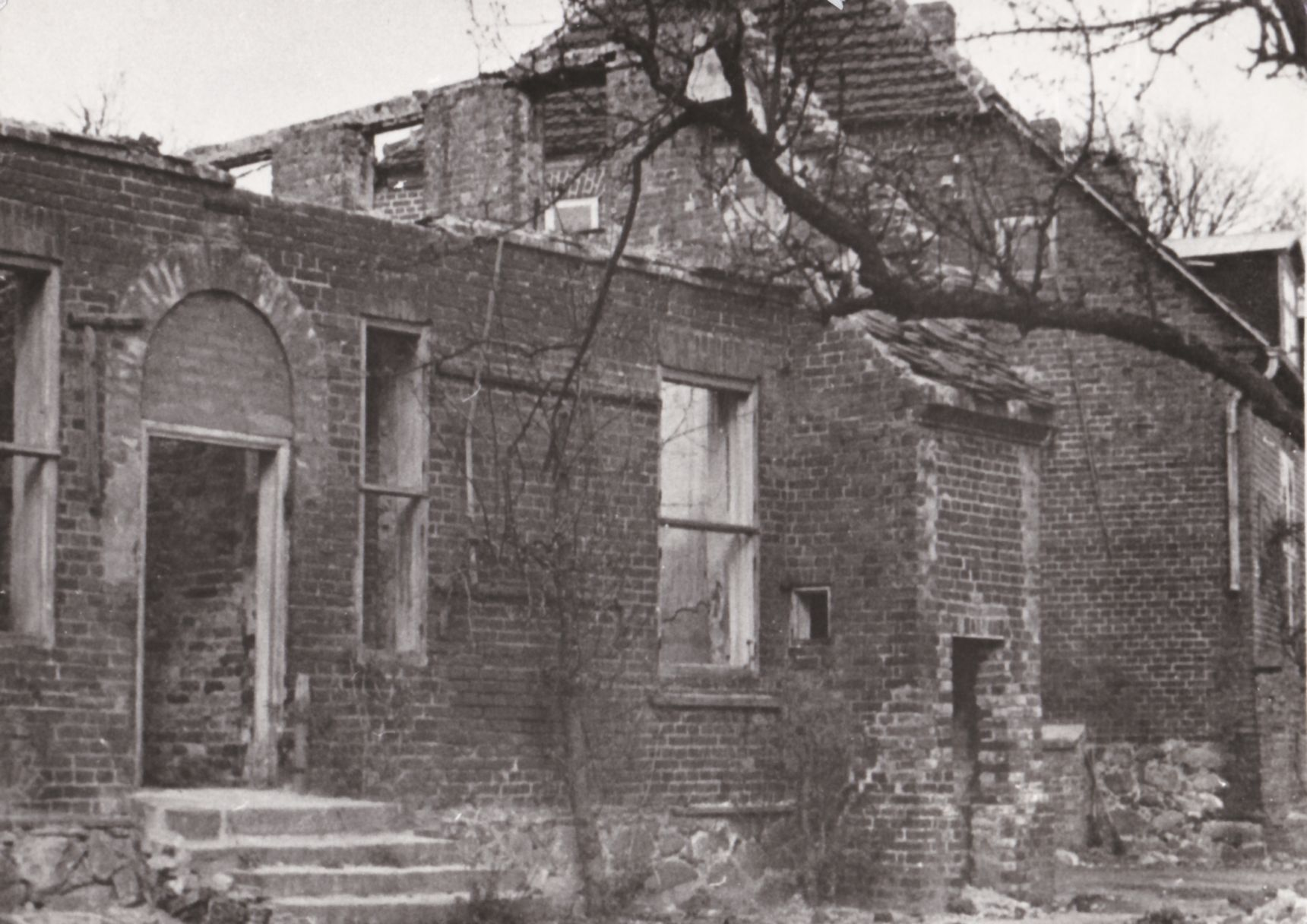
Ausgebranntes Damenhaus 1946 während der Besetzung durch Soldaten der Roten Armee

Während der russischen Besetzung brannten in der Nacht vom 30. auf den 31. Oktober 1946 das an die Kirche anstoßende östliche Klausurgebäude mit dem Kreuzgang ab. Dabei wurde auch der südliche der beiden Kirchtürme durch die hoch emporschlagenden Flammen beschädigt. Es verbrannten die Schallluken und die oberste Balkenlage mit ihrem Bohlenbelag im Turm. Da der Zutritt zum Kloster erst im Frühjahr 1947 freigegeben wurde, konnte der Brandschaden erst im Mai 1947 aufgenommen werden.
Am 24. Dezember 1946 zogen die sowjetischen Truppen endgültig aus dem Kloster aus und übergaben die komplett leerstehende Klosteranlage mit der sich in desolatem Zustand befindlichen Kirche dem Dobbertiner Bürgermeister. Am 25. April 1947 lehnte der Ministerpräsident von Mecklenburg-Vorpommern Wilhelm Höcker die Übernahme des ehemaligen Klosters Dobbertin durch den Landesbischof Dr. Niklot Beste an die Mecklenburgische Landeskirche mit der Begründung ab, diese Gebäude werden für die Errichtung eines Altersheims von dem Ministerium für Sozialwesen dringend gebraucht. Höckers Einverständnis zur Nutzung als Altersheim an das Ministerium für Sozialwesen war aber schon am 23. Dezember 1946 erfolgt, noch vor dem Abzug der Russen. Am 8. Januar 1947 wurden durch die Abt. Wohlfahrtsamt und Hochbau des Kreises Parchim mit dem Dobbertiner Bürgermeister eine informatorische Besichtigung vorgenommen. Im Bericht vom 14. Januar 1947 an die Landesregierung ist zu lesen: In dem gegenwärtigen Zustand ist keines der Gebäude bewohnbar! Es müssen überall fehlende Fenster, Türen und Öfen eingesetzt und Installationen und sanitäre Anlagen instandgesetzt werden. Im April 1947 begannen die ersten Arbeiten.
Die feierliche Einweihung des Altersheimes erfolgte am 2. November 1947 im großen Saal des ehemaligen Klosterhauptmannhauses. Die Zimmer waren mit einfachen Holzbettstellen, vor Ort gestopften Strohsäcken und Wolldecken ausgestattet. Tapeten, Gardinen und Bilder gab es nicht. Essgeschirr bestand aus einer Schüssel und einem Trinkbecher. Es gab auch ein besonderes Blindenhaus, und das ehemalige Dominahaus mit angrenzenden Teilen des Kreuzganges wurden als Krankenhaus und Siechenstation genutzt. Später wurde es zum Landesaltersheim und mit Hilfe des Wohlfahrtsamtes kamen nach Auflösung des städtischen Altersheimes in Schwerin-Zippendorf 49 Personen mit Wäsche, Seife und Taschengeld nach Dobbertin. Mit der Bodenreformaufteilung des ehemaligen Amtsreservates Dobbertin im Juli 1950 sollte die Versorgung im Landesaltersheim verbessert werden. Durch das Ministerium für Sozialwesen wurde dazu sogar eine Landwirtschaft gepachtet. Nach 1951 erfolgte die Umwandlung in ein Kreisfeierabendheim mit etwa 520 Betten. 1957 wurden einige Häuser zum Pflegeheim erklärt, dort gab es bessere Verpflegung und Betreuung.
Ab 1948 durften im Kloster, nun als Landesaltersheim, wieder zwölf Konventualinnen wohnen. Unterhaltskosten und Unterstützung erhielten sie vom Ministerium für Sozialwesen. Darunter waren Erna von Blücher, Emmi von Bassewitz, Anna von Dewitz, Martina von Ferber, Therese von Lützow, Nadine von Lücken, Magdalene von Oertzen, Irmgard von Oertzen, Auguste von Pressentin, von Raven und Margarete von Stenglin. Die letzte von ihnen, Elisabeth Charlotte Gräfin von Bassewitz, starb am 22. April 1974 und wurde auf dem Klosterfriedhof in Dobbertin beigesetzt.
Mit Beschluss des Rates des Bezirkes Schwerin vom 3. Januar 1962 wurde das Kreisfeierabendheim Dobbertin in ein Spezialpflegeheim für psychisch Kranke umgewandelt und die gesamte Klosteranlage unter Trägerschaft der Bezirksnervenklinik Schwerin für geistig Behinderte und psychisch Kranke genutzt. 1979 lebten dort in unzumutbaren Zuständen 657 Personen in den überbelegten Häusern.

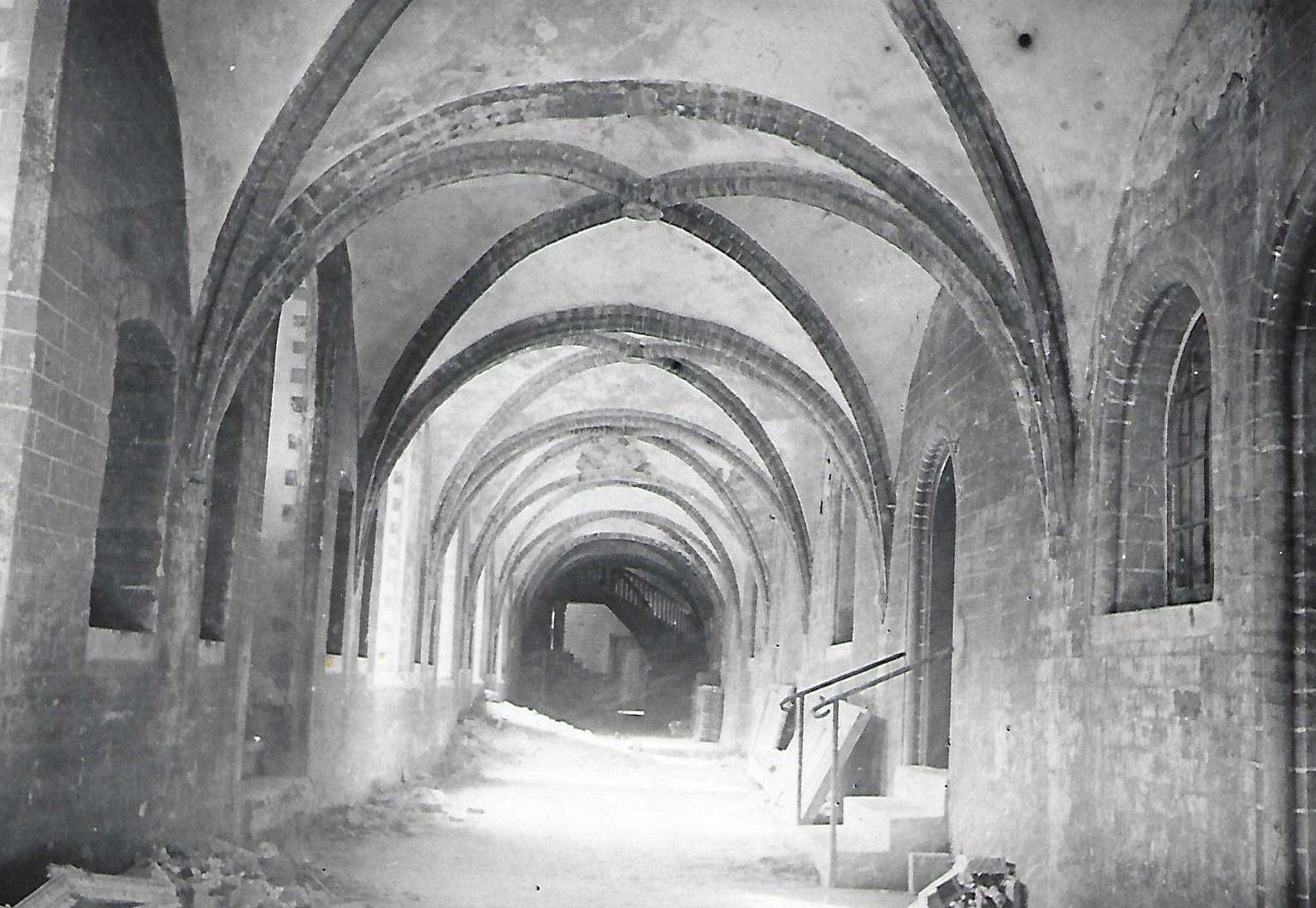
Nördlicher Kreuzgang, Zustand (1965)

Zum Zustand und Nutzung der Kreuzgänge in den Klausurgebäuden ein Bericht von 1965: Bei einem Besuch in Dobbertin besichtigten wir auch das alte Klostergebäude mit Kreuzgang. Doch, o Schreck wie sah es hier aus. Der Kreuzgang wird zurzeit als Lagerraum benutzt. Riesige Rollen ausrangierter Schiffstaue, die von den dortigen Heimbewohnern anderweitig verarbeitet werden, hemmten den Durchgang. Auf der anderen Seite lagerten große Stöße von Pappe, zwischendurch watete man durch Brikettgrus. Alles befindet sich in einem ungepflegten und verkommenden Zustand! Ab 1973 konnten in kleinen Werkstätten und Kellerräumen für den VEB Wittol, Betriebsteil Ebersbach Teelichter in manueller Handarbeit hergestellt werden. Mit dem von der Staatlichen Forstwirtschaft gelieferten Holz fertigte man Besen- und Blumenstiele sowie Holzpaletten und es wurden Kisten für den Altstoffhandel VEB Sero Sekundärrohstoffe repariert.
1984 lebten im sogenannten Langzeitbereich Dobbertin 649 Personen, davon 414 Erwachsene und 235 Kinder. Die Schlafräume des Kinder- und Jugendbereiches waren zu fast 100 Prozent überbelegt. Neben der Überbelegung mit mangelnder Ausstattung bis hin zu den Sanitären Anlagen war die Bausubstanz marode. 1990 waren es noch 590 Menschen, teils bis zu sieben Personen in einem Zimmer.
Die seit 1977 unter Denkmalschutz stehende Klosteranlage befand sich baulich in einem desolaten Zustand. Neben drei Heizhäusern gab es 265 Öfen in den Häusern und 85 Schornsteine, die mit Braunkohle beheizt wurden. Brände gab es mehrfach in den Häusern, 1983 brannte das Haus V an der Westseite des Klausurgebäudes aus. Die kleine, 1951 gebaute Kläranlage war restlos veraltet, überfüllt flossen die Abwässer mehrfach durch den Klosterpark in den Dobbertiner See.

### Nutzung als Diakoniewerk
Nach der Wende übernahm am 1. Juli 1991 das Diakoniewerk Kloster Dobbertin gGmbH die Trägerschaft über den Gesamtbereich des Klosters Dobbertin. Erster Aufsichtsratsvorsitzender war Pastor Karl-Otto Paulsen, geschäftsführender Direktor der Vorwerker Heime und Geschäftsführer der Diakonischen Heime des Diakonischen Werkes in Lübeck (heute Vorwerker Diakonie Lübeck), der maßgeblichen Anteil am Aufbau des Diakoniewerkes Kloster Dobbertin, seiner Instandhaltung, Sanierung und heutigen Nutzung hat. Das Diakoniewerk ist in den Bereichen Behindertenhilfe, Altenhilfe, Psychosoziale Hilfen, Sucht- und Gefährdetenhilfe, Bildungs- und Förderungshilfen und Hilfen für Kinder und Familien tätig. Im Jahre 2012 waren im Diakoniewerk 1435 Mitarbeiter in 54 Einrichtungen an 29 Standorten in Mecklenburg-Vorpommern tätig. 1991 waren im Kloster Dobbertin 550 Personen mit geistiger Behinderung oder psychischer Erkrankung in den einstigen 14 Damenhäusern für 32 Konventualinnen untergebracht und wurden von 280 Mitarbeitern betreut.
Seit 1991 wurde die am 8. Dezember 1982 unter Denkmalschutz gestellte Klosteranlage und die Kirche mit Unterstützung der Deutschen Stiftung Denkmalschutz und der Deutschen Bundesstiftung Umwelt nach einem Kabinettsbeschluss der Landesregierung Mecklenburg-Vorpommern vom 27. Mai 1997 umfassend saniert. Als Neubauten entstanden in den Jahren von 1994 bis 1995 eine Werkstatt für Behinderte und von 1997 bis 1998 eine Großküche. Von 1997 bis 1999 wurden sämtliche Wasser- und Abwasserleitungen, Heizfernleitungen sowie Strom- und Telefonkabel auf dem Klostergelände neu verlegt. Das neue Heizhaus und die Trafostation wurden in die ehemalige Scheune mit Kornboden, das heutige Technikgebäude, eingebaut. Seit 1993 erfolgte die Beheizung der ersten sanierten Wohngebäude umweltschonend mit einem Heizcontainer und Öltank, der vor der Wende für die Druschba-Trasse in Russland gebaut worden war.

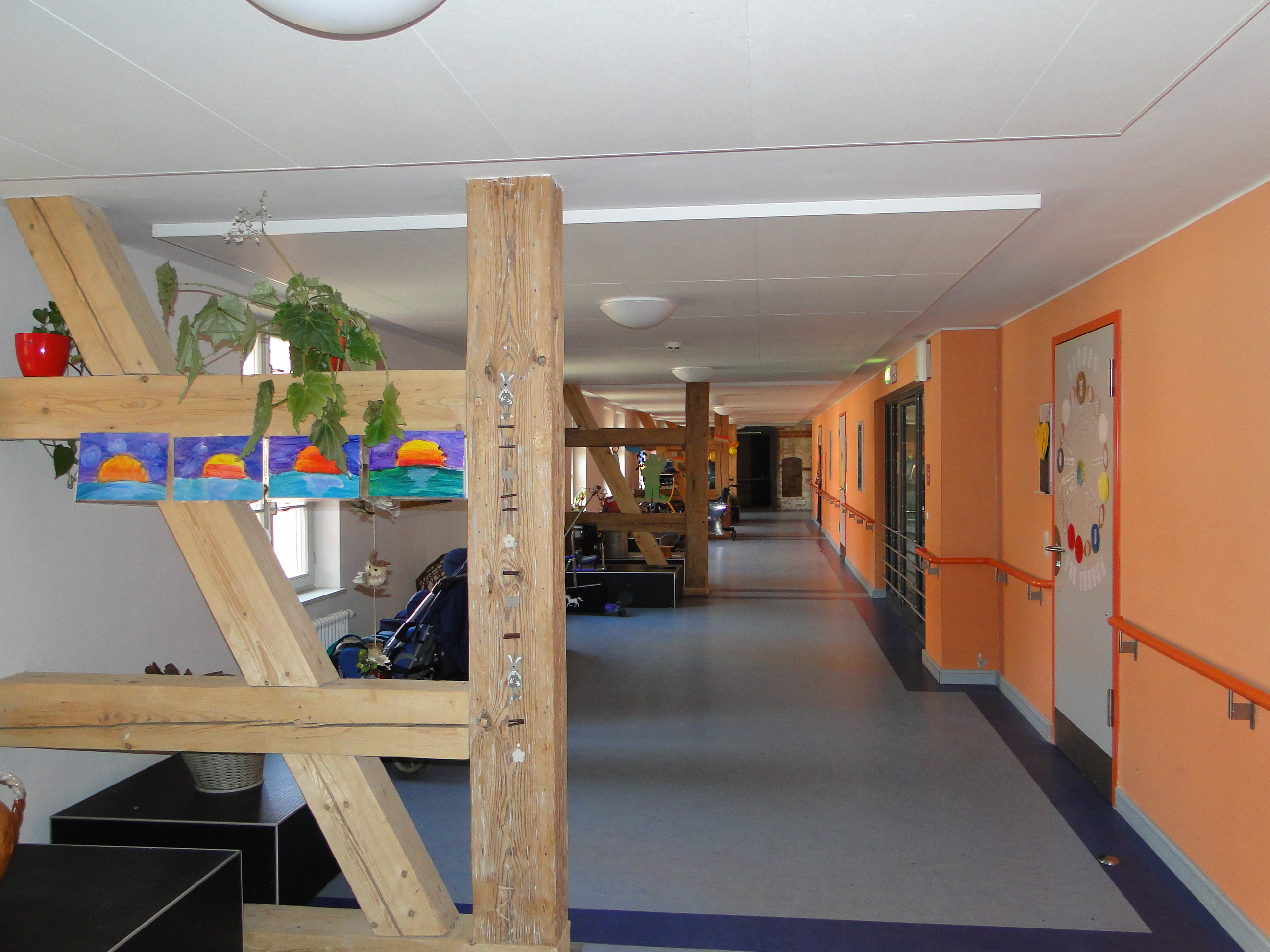
Flur der Förderschule im nördlichen Obergeschoss des Klausurgebäudes (2011)

Ab 1998 bis 2016 wurden alle 23 denkmalgeschützten Gebäude behindertengerecht saniert. Die Wohn- und Lebensbedingungen der dort lebenden Menschen haben sich entsprechend verbessert.
Die seit 1918 dem Land Mecklenburg-Vorpommern gehörende Klosterkirche wird im Innenraum und auf der Nonnenempore derzeit saniert.
Im Jahr 1995 wurde das 775-jährige Jubiläum des Klosters Dobbertin feierlich begangen. Am 9. Februar 2008 gründete sich der „Theodor Fontane-Freundeskreis MV-Kloster Dobbertin“ und am 21. Juni 2009 wurde im ehemaligen Konventsaal eine Theodor Fontane-Ausstellung eröffnet.

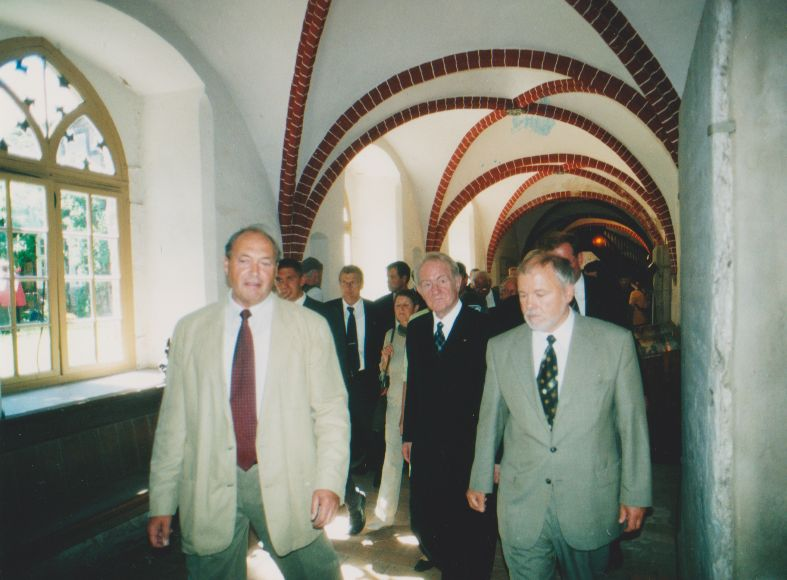
Besuch des Bundespräsidenten Johannes Rau (Mitte) und Ministerpräsident Harald Ringstorff (rechts) 2001 im östlichen Kreuzgang des Klosters Dobbertin

1997 besuchten erstmals Benediktinermönche der Abtei Ottobeuren in Bayern das einstige Benediktinerkloster Dobbertin. Im Jahr 2000 kamen die Nonnen der Benediktinerabtei St. Gertrud aus Alexanderdorf und 2004 waren die Mönche des Benediktinerpriorats St. Ansgar aus dem Kloster Nütschau in Dobbertin. Am 4. Juli 2001 besuchte der Bundespräsident Johannes Rau gemeinsam mit dem Ministerpräsidenten von Mecklenburg-Vorpommern, Harald Ringstorff die Klosteranlage in Dobbertin.
Im ehemaligen Brau- und Brennhaus des Klosters befindet sich heute eine Gaststätte mit Terrasse am Dobbertiner See. Im Obergeschoss sind noch vier Gefängniszellen des ehemaligen Klosteramtsgerichts vorhanden. 2013 wurde dort der erste Teil und 2018 der zweite Teil einer Ausstellung zum Klosteramt Dobbertin eröffnet.
Klosterführungen und Konzertveranstaltungen, auch im Rahmen der Festspiele Mecklenburg-Vorpommern, werden angeboten.

## Baugeschichte der Klosteranlage
Durch die Funde während der bauarchäologischen Begleitung von 1997 bis 2005 bei der umfassenden Sanierung der Klausurgebäude von 2000 bis 2006 konnte durch Mitarbeiter des Landesamtes für Bodendenkmalpflege Mecklenburg-Vorpommern erstmals ein Betreten von Menschen in slawischer Zeit ab Ende des 9. Jahrhunderts auf der Halbinsel am Dobbertiner See nachgewiesen werden. Eine größere mit slawischen Siedlungsabfällen verfüllte Grube und eine Feuerstelle, die sich unter den mittelalterlichen Fußböden der Klausurgebäude erhalten hatten, belegen die slawische Besiedlung des Areals.
Die am Dobbertiner See gelegene und um 1200 gegründete Klosteranlage des Benediktinerordens befindet sich mit ihrer doppeltürmigen Kirche geographisch gesehen beinahe im Mittelpunkt von Mecklenburg. Da man damals schon besorgt um die Sicherheit des neuen Klosters war, wurde es auf einer Halbinsel am Jawir-See, dem heutigen Dobbertiner See, mit einem gut einsehbaren Zugang gebaut. So konnten sich die wehrhaften Mönche leicht gegen eine beträchtliche Anzahl von Feinden verteidigen. Als fromme, aufrichtige und arbeitsame Leute machten sie die umliegende Wüsteney bei Dobrotin zu gebautem Lande und legten den Großen Werder trocken … Bereits im letzten Drittel des 13. Jahrhunderts wurde zwischen dem ehemaligen Amtshaus und den nördlichen Wirtschaftsgebäuden ein breiter wasserführender Graben angelegt. Er diente als Sicherungsanlage und grenzte das Klosterareal vom vorgelagerten Großen Werder ab, von dem der Zugang zum Kloster bis in die frühe Neuzeit erfolgte. Der älteste nachgewiesene Zugang zum Kloster bestand aus einem Bohlenweg mit einer Rostkonstruktion. Die dendrochronologische Datierung der Bauhölzer erbrachte Daten aus dem Ende des 14. Jahrhunderts. Mit der Umgestaltung der Klosteranlage ab dem frühen 18. Jahrhundert wurde diese Zuwegung auf die Ostseite verlegt, wo sie sich noch heute befindet.
Die Baugeschichte der vorhandenen Klostergebäude fällt fast vollständig in die Zeit nach 1234, in der Dobbertin als Benediktinernonnenkloster genannt wurde. Der Bau der Kirche erfolgte auf der höchsten Stelle der Halbinsel, die in der Gründungsphase des Klosters noch ein stärkeres Bodenrelief besaß. Mit der Lage der Kirche war für die anderen Klostergebäude der Platz vorgegeben, so wohl auch die nicht rechtwinklige Anbindung der Klausurgebäude. Um 1280 entstanden die Arkadenbögen einer dreischiffigen Anlage, doch der Kirchenbau wurde als langgestreckter Saal mit einer Nonnenempore im frühen 14. Jahrhundert vollendet.
Die Bautätigkeit der Jahrhunderte ging auch an den Klausurgebäuden nicht vorbei. Als die Bauarbeiten an der Kirche noch in vollem Gange waren, wurde als erstes Gebäude der Südflügel mit den beiden ehemals fast gleich aussehenden zweischiffigen Hallenräumen, die als Refektorium genutzt wurden, errichtet. Der Weiterbau erfolgte am Westflügel der Klausur.
Bei späteren Umbauten wurden dort alte Baustrukturen beseitigt oder geändert und der Standort von technischen Anlagen, wie Warmluftheizungen, verändert. So wurden die ursprünglich als Kreuzgewölbe ausgeführten Kellerdecken im westlichen Klausurgebäude spätestens im 17. Jahrhundert abgebrochen und zu Tonnengewölbe umgebaut. Darüber befand sich ehemals ein hoher repräsentativer Gewölbesaal, der fast die gesamte Länge des Gebäudes einnahm. Im Westteil der südlichen Klausur wurden drei Säulenfundamente freigelegt, die als zweischiffige Säulenhalle dem im Ostteil erhaltenen Refektorium gleicht und durch eine dort gefundene Warmluftheizung als Winterrefektorium genutzt wurde. Den Baubefunden zufolge wurde als letzter Teil der Klausur der Nordflügel und die Verbindung von Ostflügel und Kirche ausgeführt.
Die umfangreichen Bautätigkeiten auf dem Klostergelände bis in die heutigen Zeiten können durch die mittelalterlichen und frühneuzeitlichen Siedlungsfunde mit unzähligen Einzelfunden die Klostergeschichte nachvollziehen.

## Klosterkirche

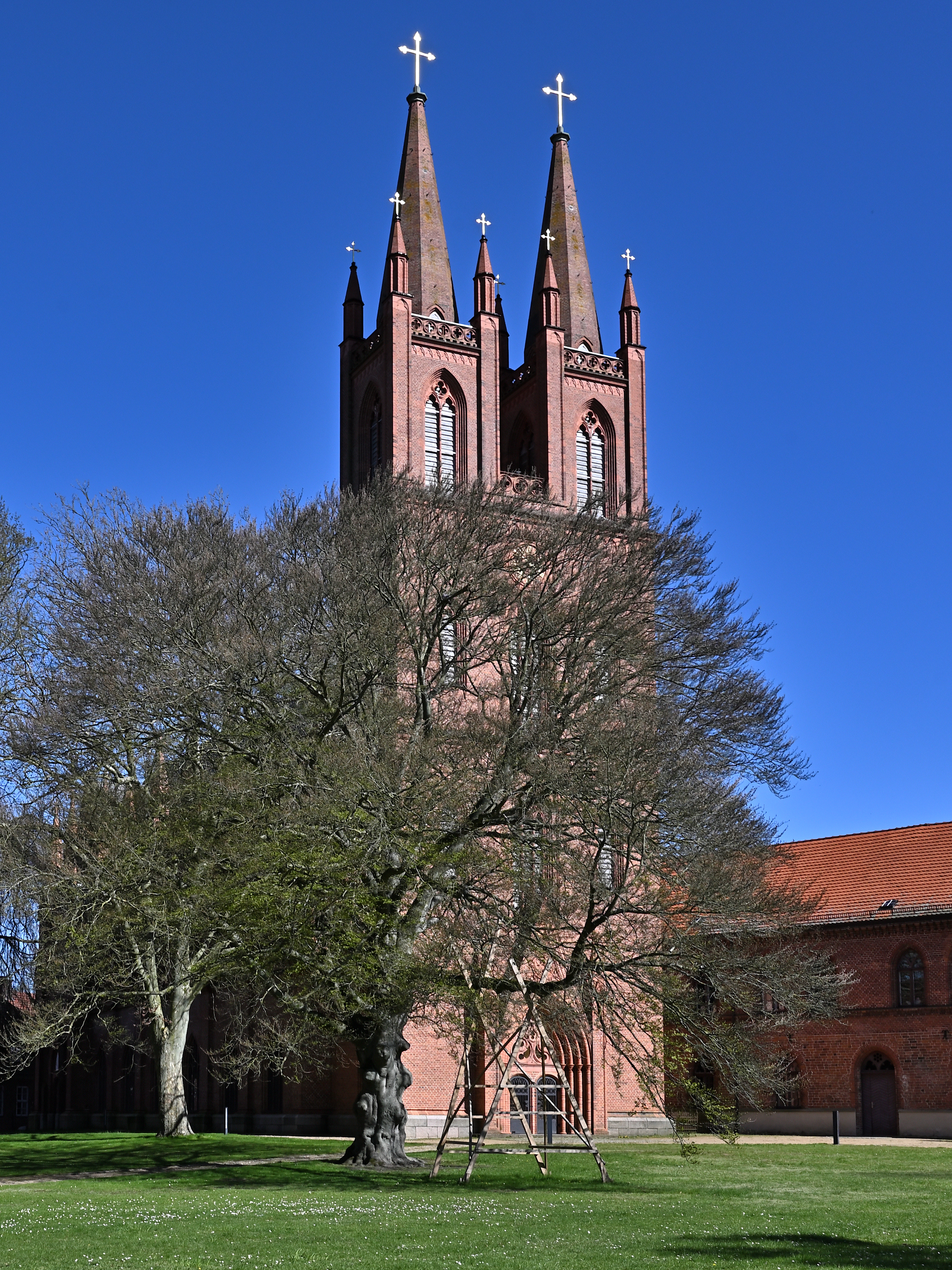
Sanierte Doppeltürme der Klosterkirche

## Klausurgebäude

### Klausur
Die Klausur, im Kern mittelalterlichen Ursprungs, mehrfach umgebaut, ist durch seine vier zweigeschossigen Backstein- und Fachwerkhäuser seit dem 18. Jahrhundert in einen weitläufigen Gebäudekomplex eingebunden. Mit der Vollendung um Mitte des 14. Jahrhunderts ist trotz der deutlich stilistischen Unterschiede ein mittelalterliches Gesamtkunstwerk entstanden, zu dessen Architekturgestalt auch eine mittelalterliche Ausmalung gehört, die in den Fassungsresten und beiden Heiligendarstellungen des südlichen Kreuzganges greifbar sind.
Durch die bauhistorischen Untersuchungen konnten von 1997 bis 2005 nicht nur die mittelalterliche Bauchronologie der Klausur geklärt werden. Es ließen sich auch die Bautätigkeiten in ihrem Umfang und ihrer Zeitstellung bestimmen. So wurden nach 1720 die Obergeschosse der südlichen und westlichen Klausurgebäude abgetragen und als barocke Fachwerkkonstruktionen mit prächtigen Mansarddächern versehen. In der Mitte des 18. Jahrhunderts erfolgten weitere Veränderungen am östlichen Klausurgebäude. Dort wurden die Obergeschosswände bis auf den Kreuzgang abgetragen und neu aufgemauert. Während der russischen Besetzung der gesamten Klosteranlage ab 2. Mai 1945 brannten in der Nacht vom 30. auf den 31. Oktober 1946 das an die Kirche stoßende östliche Klausurgebäude ab und der südliche Kirchturm aus. Dort entstand 2006 in einer Stahl-Glas-Konstruktion der neue Eingang in die Klausurgebäude.
Das Erscheinungsbild der äußeren Klausurgebäude wurde durch den Kirchenumbau mit der neuen Doppelturmanlage ab 1837 stark beeinflusst. Bereits 1838 erhielt der nördliche Kreuzgang ein Obergeschoss und auf der Innenhofseite eine Fachwerkwand. 1886 folgte die Ausführung des historischen Giebels, auch Dominagiebel genannt, an der nördlichen Stirnseite des westlichen Klausurgebäudes. An der östlichen Ansichtsseite der Klausur entstand 1882 zur repräsentativen Aufwertung ein neugotischer Backsteinanbau aus Formsteinen durch den Schweriner Baurat Gustav Hamann.
Trotz der zahlreichen neuzeitlichen Veränderungen haben sich noch umfangreiche Teile der ursprünglichen mittelalterlichen Bausubstanz erhalten.
Südliches Klausurgebäude
Mit dem Bau der Klausurgebäude wurde im späten 13. Jahrhundert nicht mit dem Ostflügel, der an die Kirche anbindet, sondern mit dem Südflügel begonnen. Dieser wurde als geschlossener Baukörper mit westlicher und östlicher Säulenhalle und mittlerem Durchgang geplant. Bei den bauarchäologischen Untersuchungen konnten 2003 im westlichen Raum drei rechteckige Säulenbasen aus Klosterformatsteinen nachgewiesen werden.
Für die Nutzung der östlichen Säulenhalle als Winterrefektorium spricht der mittelalterliche Befund der ältesten Form einer Warmluftheizung im ausgehenden 13. Jahrhundert. Es wurden Reste vom Heizkanal und der Heizkammer gefunden. Nach Gottes Gewitter, Donner und Sturm verursachten Schäden an den Dächern wurden diese 1707 und 1708 mit 4000 Dachsteinen umgedeckt. Der Maurer Siegmund Walter und seine Gesellen erhielten wöchentlich eine Tonne Bier aus der Klosterbrauerei. Vom mittelalterlichen Obergeschoss des Südflügels blieben nach dem tiefgreifenden Umbau von 1720 bis 1722 nur noch Reste der östlichen Stirnwand erhalten. Man hatte die alten Zellen der Nonnen herunter gebrochen und durch neue Fräuleinwohnungen ersetzt.
Westliches Klausurgebäude
Ein weiterer großartiger Saal entstand mit der Errichtung des Westflügels in der ersten Hälfte des 14. Jahrhunderts. Befunde mittelalterlicher Schildbögen von viereinhalb Metern dokumentieren die Existenz einer hohen Gewölbehalle auf ganzer Länge. Ein als flaches Kreuzrippengewölbe und auf fünf viereckigen Pfeilern ruhender Kellerteil als erste Bauphase im ausgehenden 13. Jahrhundert steht noch im südlichen Kellerteil. In den noch vorhandenen Kellern mit den Tonnengewölben des ausgehenden 15. Jahrhunderts konnten unter dem Fußboden an der Nordseite Reste von zwei, jedoch nicht zeitgleichen, mittelalterlichen Warmluftheizungen nachgewiesen und dokumentiert werden. Sie stammen aus dem 15. und 16. Jahrhundert. Während der bauarchäologischen Untersuchungen konnte 2003 der Bauablauf im Keller mit 58 Befunden sehr gut nachvollzogen werden und dabei wurden 2372 Einzelfunde geborgen.
Nördliches Klausurgebäude

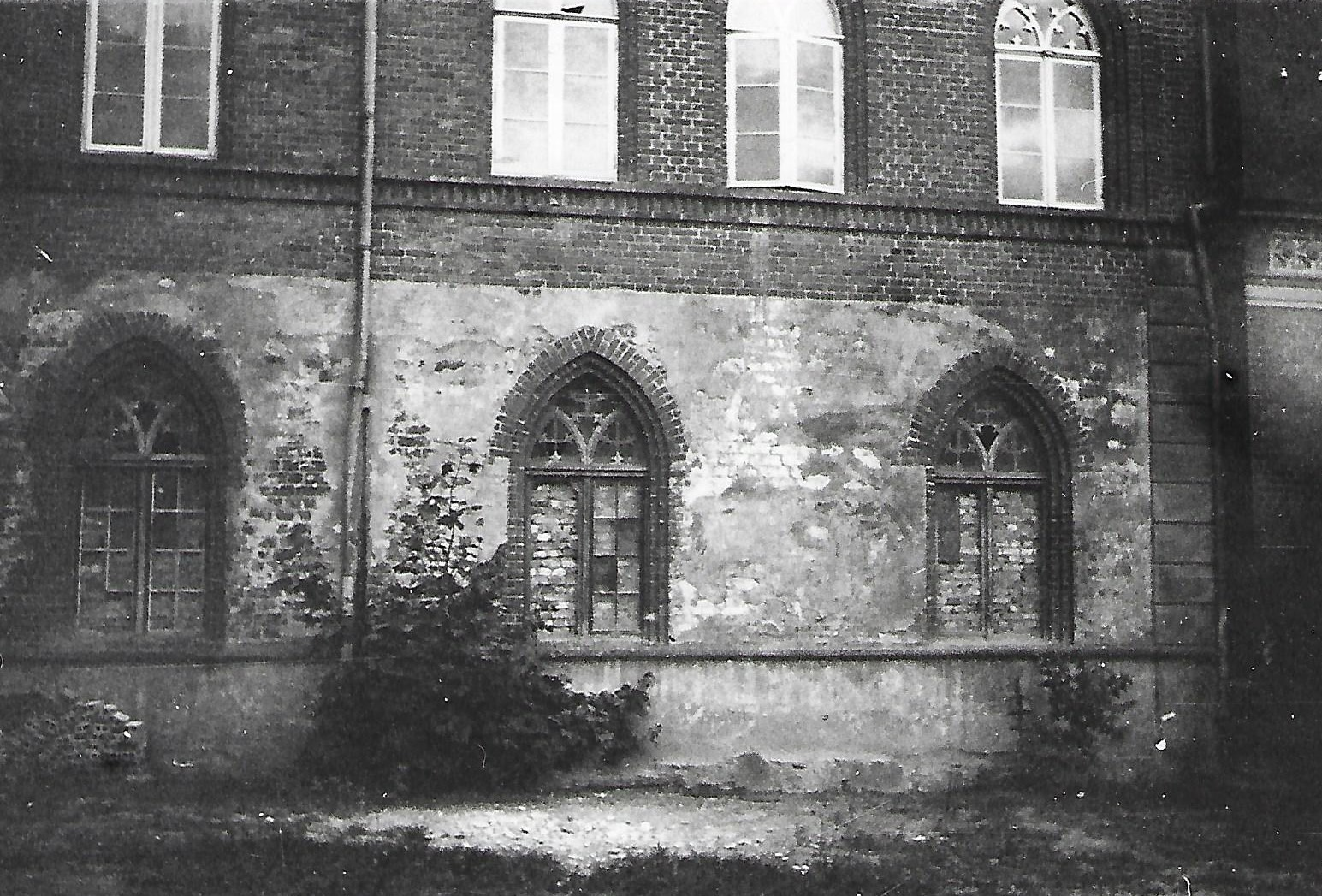
Nördliches Klausurgebäude 1952

Der Nordflügel bestand ursprünglich nur aus dem Kreuzgang, der Mitte des 14. Jahrhunderts an den Westflügel angefügt wurde. Im heutigen Klosterladen ist noch ein Teil der unverputzten ehemaligen Außenwand des Nordflügels zu sehen. Dort sind noch ehemalige Kreuzgangfenster, Kaminöffnungen und aufgemalte Fayencekacheln zu sehen. Nach Vollendung der Doppelturmanlage 1837 an der Klosterkirche wurde 1838 auch das nördliche Klausurgebäude erweitert. Die zweigeschossige Nordfassade wurde in Mauerwerk mit Spitzbogenfenstern ausgeführt. Auf der Innenhofseite wurde ein zweigeschossiges Fachwerkgebäude an den nördlichen Kreuzgangflügel angebaut. Nach den 1993 durchgeführten Sondagen im ehemaligen Kinosaal, dem heutigen Klosterladen, wurden Skelettgräber und Reste einer Warmluftheizung gefunden. Das nachträglich errichtete Fachwerkgebäude wurde auf dem als Friedhof genutzten Kreuzganginnenhof errichtet. An der Westwand im Klosterladen stehen die Grabplatten von Agnes Hedwig von Bassewitz von 1732 als Ehefrau des Klosterhauptmanns Joachim Lütke von Bassewitz und der Frau Domina Sophia Katharina von Bülow von 1727.
Östliches Klausurgebäude
Der heute nur noch fragmentarisch vorhandene östliche Klausurflügel scheint sich in seiner mittelalterlichen Bausubstanz auf den Kreuzgang und Reste des Feldsteinfundamentes zu beschränken. Vom erst im 15. Jahrhundert vollendeten Ostflügel mit den einst wichtigsten funktionalen Räumen des Klosters ist nach mehrfachen Umbauten, Abbrüchen und Bränden wenig erhalten geblieben. Auf der Innenhofseite sind an den Fenstergewänden noch rundbogige Formen zu erkennen. Ein unter dem Fundament der östlichen Außenwand gefundenes Kindergrab belegt nach anthropologischen Bestimmungen den Bau des Klausurgebäudes mit dem Kreuzgang frühestens ab Anfang des 15. Jahrhunderts.

### Kreuzganginnenhof

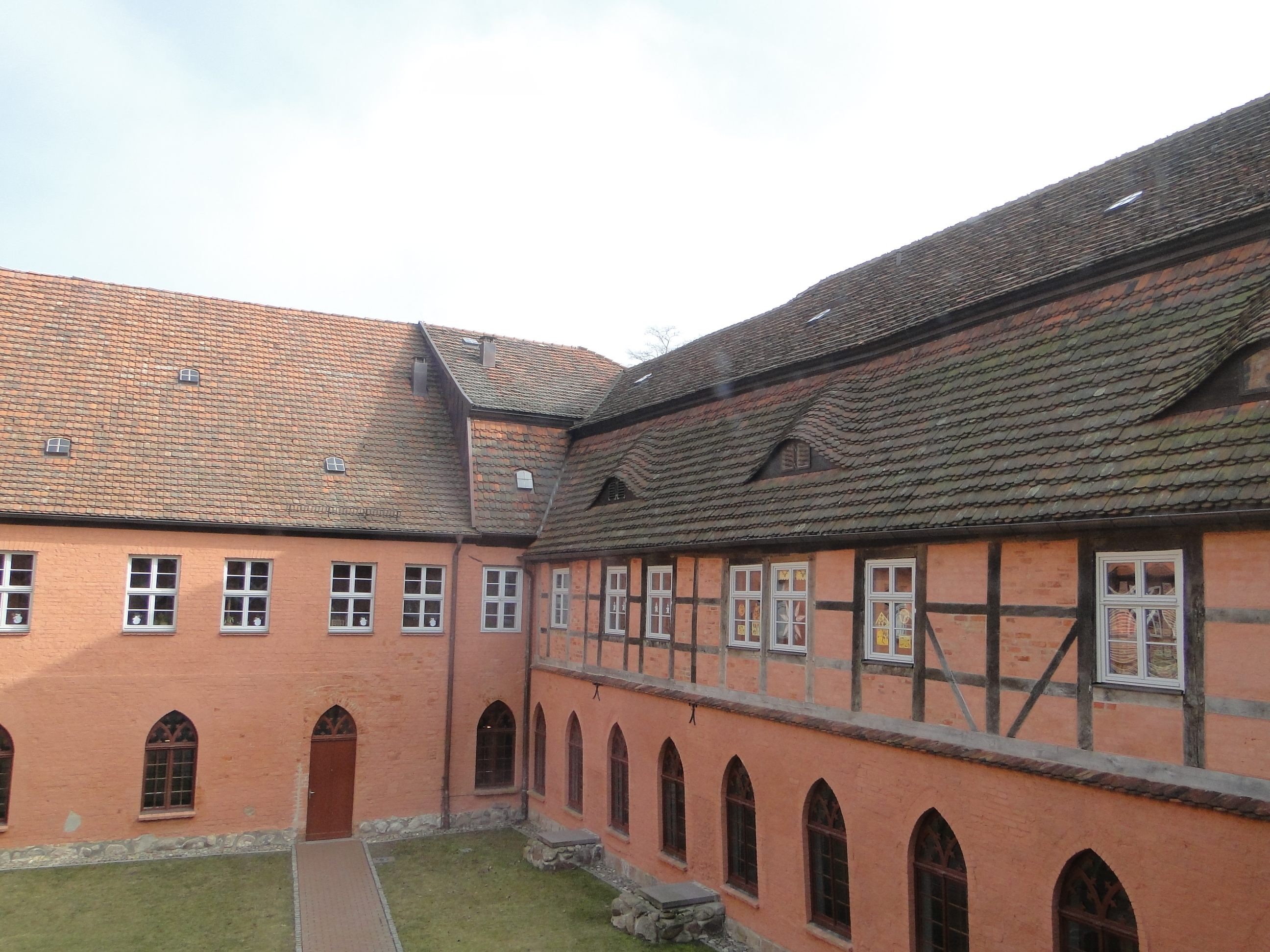
Ost- und Südfassade der Klausurgebäude vom Innenhof (2018)

Während der Kreuzgang seinen mittelalterlichen Charakter behielt, sind im Innenhof zahlreiche Veränderungen vorgenommen worden. Der zeitliche Siedlungsablauf auf der Innenfläche lässt sich nach den von 1998 bis 2003 durchgeführten archäologischen bauvorbereitenden Untersuchungen zur Tieferlegung des Kreuzganginnenhofes durch den Archäologen Frank Wietrzichowski während der denkmal- sowie behindertengerechten Sanierung der vier Klausurgebäude nun nachvollziehen. Der gesamte Innenhof wurde um 0,85 m abgetieft, um das alte Fußbodenniveau der Kreuzgänge wieder herzustellen, weitere Feuchteschäden an den Kreuzgangwänden zu vermeiden und die behindertengerechte Nutzung zu garantieren.
Dabei wurden aussagefähiges mesolithisches Flintmaterial aus der mittleren Steinzeit und mittel- und spätslawische Scherben gefunden, die eine Aufsuchung dieses Platzes im 10. – 12. Jahrhundert belegen. Spätestens Ende des 14. Jahrhunderts bis in die erste Hälfte des 18. Jahrhunderts wurde im Innenhof eine Nutzung als Friedhof in mehrreihiger Grabanordnung nachgewiesen. Die frühesten Körpergräber sind anhand von mitgegebenen Münzen datiert und die jüngsten ermittelten Gräber im Innenhof lassen sich durch Beschriftung auf Sargbeschlägen und auf den Grabplatten gut datieren. Übereinanderliegende Skelette bezeugen den langen Bestattungszeitraum und die Mehrfachbelegung der Grabstellen durch die Nonnen. Der spätere Bau von Grüften und die Verwendung großer Grabplatten zeugen dagegen von dem hohen sozialen Stand der Toten.
Mit Hilfe geomagnetischer Kartierungen und Georadarkartierung durch die Universität Kiel konnten die Fundorte lokalisiert und danach mit 10 angelegten Suchschnitten in Kreuzschnitttechnik freigelegt werden. Unter den 36 archäologisch dokumentierten Befunden wurden 7138 Einzelfunde inventarisiert. Es wurden verschiedene mittelalterliche Körpergräber in Sargbestattungen, drei Grüfte mit Tonnengewölben und Resten von Särgen, drei Grabplatten aus gotländischem Kalkstein, darunter Anna Christina von Bülow, gestorben 1725 und drei Grabplatten auf einer Gruft als Mehrfachbestattung dokumentiert. Auch Pilgerzeichen und Buchbeschläge wurden gefunden. Wie die Grabungsdokumentation von 2002 belegt, wurden nachweislich ab 1730 keine Bestattungen mehr vorgenommen. Nach dem Umbau der Klosterkirche ab Mitte des 19. Jahrhunderts erfolgten im Innenhof Bodenauffüllungen von einem halben Meter und anschließende Gartengestaltung mit mittigem Rundgang, Rasenflächen, Rosenbeeten und Bänken. Nach 1940 wurden die Innenwände der Klausurgebäude mit einem Traufpflaster versehen, das durch eine unter dem Pflaster gefundene Münze, einem Reichspfennig von 1942, belegt wurde.
Auch die freigelegten Feldsteinfundamente an der Südfassade weisen nach, dass es an den Wänden einst gotische Strebepfeiler gegeben hat. Da ab 1830 der Wohnraum für die über 30 Konventualinnen nicht mehr ausreichte, hatte man 1838 hinter dem nördlichen Kreuzgang einfach einen Fachwerkbau in den Innenhof und auf den alten Nonnenfriedhof gebaut. 1995 stieß man bei angelegten Schürfgruben zur Prüfung der Standsicherheit alter Feldsteinfundamente in zwei Meter Tiefe im nördlichen Klausurgebäude auf vollständig erhaltene Skelette von Nonnen, die den Bau auf dem Friedhof bestätigten.
Nach der Besetzung 1945 durch die Rote Armee wurden im Innenhof diverse Abfälle einfach vergraben. Darunter befanden sich auch Munitionsfunde aus dem Zweiten Weltkrieg, wie Karabiner- und Pistolenmunition und eine scharfe 7,5-cm-Panzergranate. Seit 1964 wurde der Kreuzganginnenhof als gestalterisch laienhaft begrünte Gartenfläche mit dem unmaßstäblich groß gewordenem Eibenbestand aus dem 19. Jahrhundert genutzt.
Insgesamt wurden 17 4655 Einzelfunde geborgen, von denen 7 145 Einzelfunde inventarisiert wurden. Zu den besonderen Funden zählen eine Petschaft, fünf Glassiegel und ein Messergriff aus Knochen mit geschnitzter bildlicher Darstellung eines Königs, der auf der rechten Hand eine Falken trägt, wohl Ende des 13. Jahrhunderts. sowie reich bemaltes frühes Chinaporzellan.
Mit den bisherigen Grabungen ist es gelungen, ein Großteil der Bebauung des Klosters des ausgehenden Mittelalters bis in die Frühneuzeit zu rekonstruieren. Die heutige Gestalt des Innenhofes mit der großzügigen Terrassenanlage ist das Ergebnis der letzten Sanierung zwischen 2002 und 2006.

### Kreuzgänge

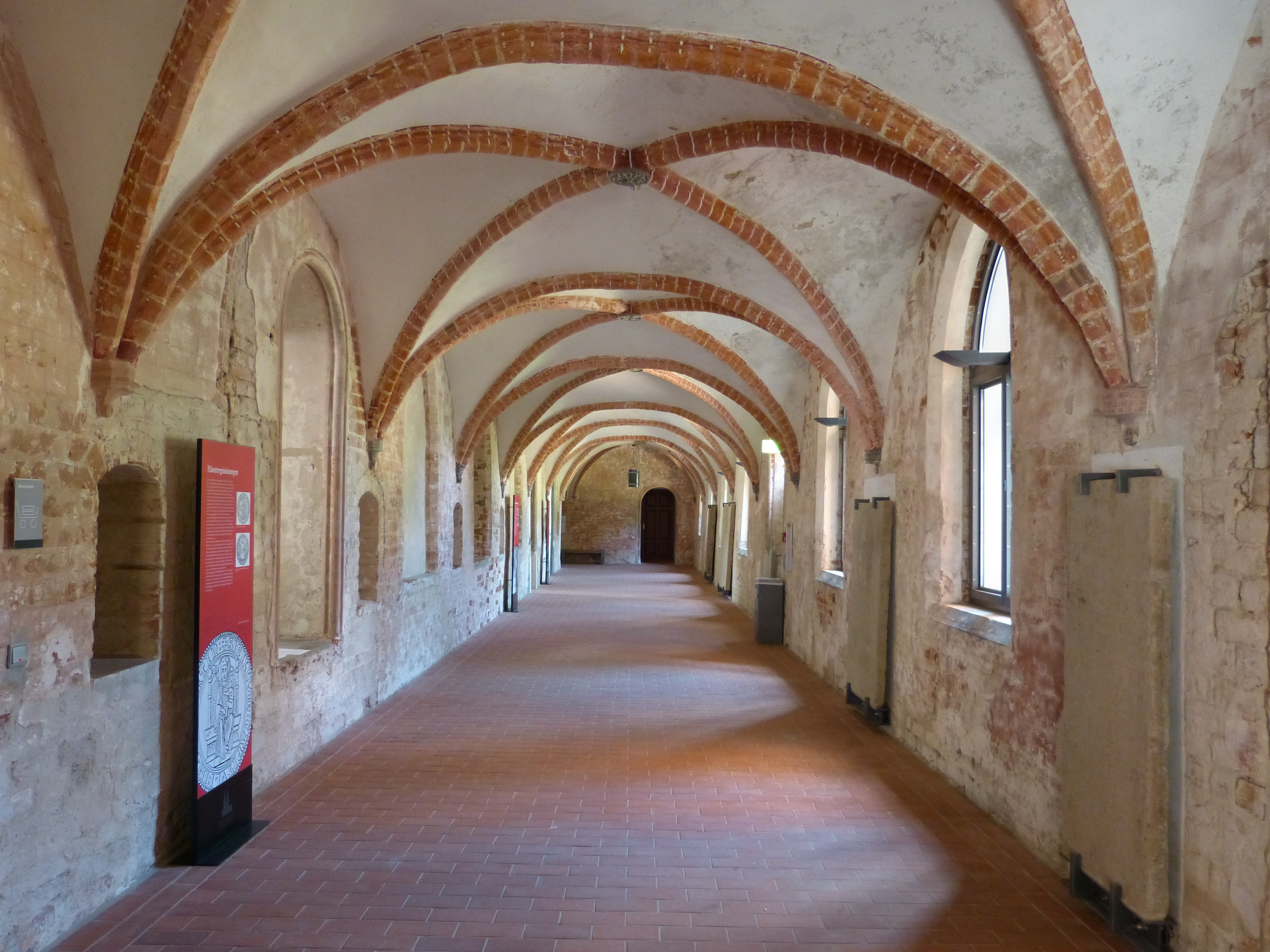
Nördlicher Kreuzgang (2016)

Der vierflügelige Kreuzgang, der zugleich Verbindungsweg und Meditationsraum war, bildete das Herzstück der Klosteranlage. Eine Besonderheit im Kloster Dobbertin:
an der Südseite der Klosterkirche schließt sich entgegen den Bauregeln ein nicht rechtwinklig umlaufender Kreuzgangarm an. Die vier Kreuzgänge entstanden in mehreren Zeitabschnitten mit unterschiedlichen Gewölbehöhen und -breiten vom 13. bis zum 15. Jahrhundert. Die Wände wurden mit rot gebrannten Ziegeln errichtet. Diese ziegelsichtige Oberfläche hatte offenbar viele Jahrzehnte überdauert. Die verputzten Gewölbekappen waren weiß gefasst und die Fußböden mit quadratischen Terrakottaplatten ausgelegt. Auch vom 16. bis zum 19. Jahrhundert hat es mehrfach Veränderungen gegeben. Alle vier Kreuzgangflügel umschließen den annähernd rechteckigen Innenhof und bilden im Erdgeschoss einen geschlossenen Umgang. Die Kreuzgangbereiche der einzelnen Klausurgebäude unterscheiden sich auch untereinander in ihren Hauptmaßen, in der Anzahl der Gewölbejoche und bei den stilistischen Elementen. Doch durch gemeinsame Merkmale, wie die Kreuzrippengewölbe in gleicher Höhe, die Farbigkeit, das Material und die Formen entsteht ein harmonisches, zusammenhängendes Raumerlebnis mit stimmungsvoller Gesamtwirkung.
Östlicher Kreuzgang

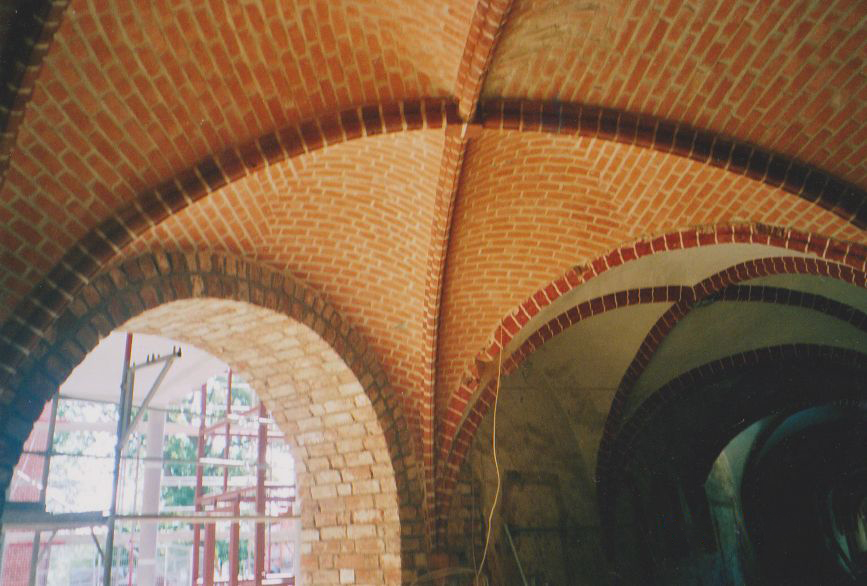
Gemauerter Eingangsbogen mit neuem Kreuzrippengewölbe (2004)

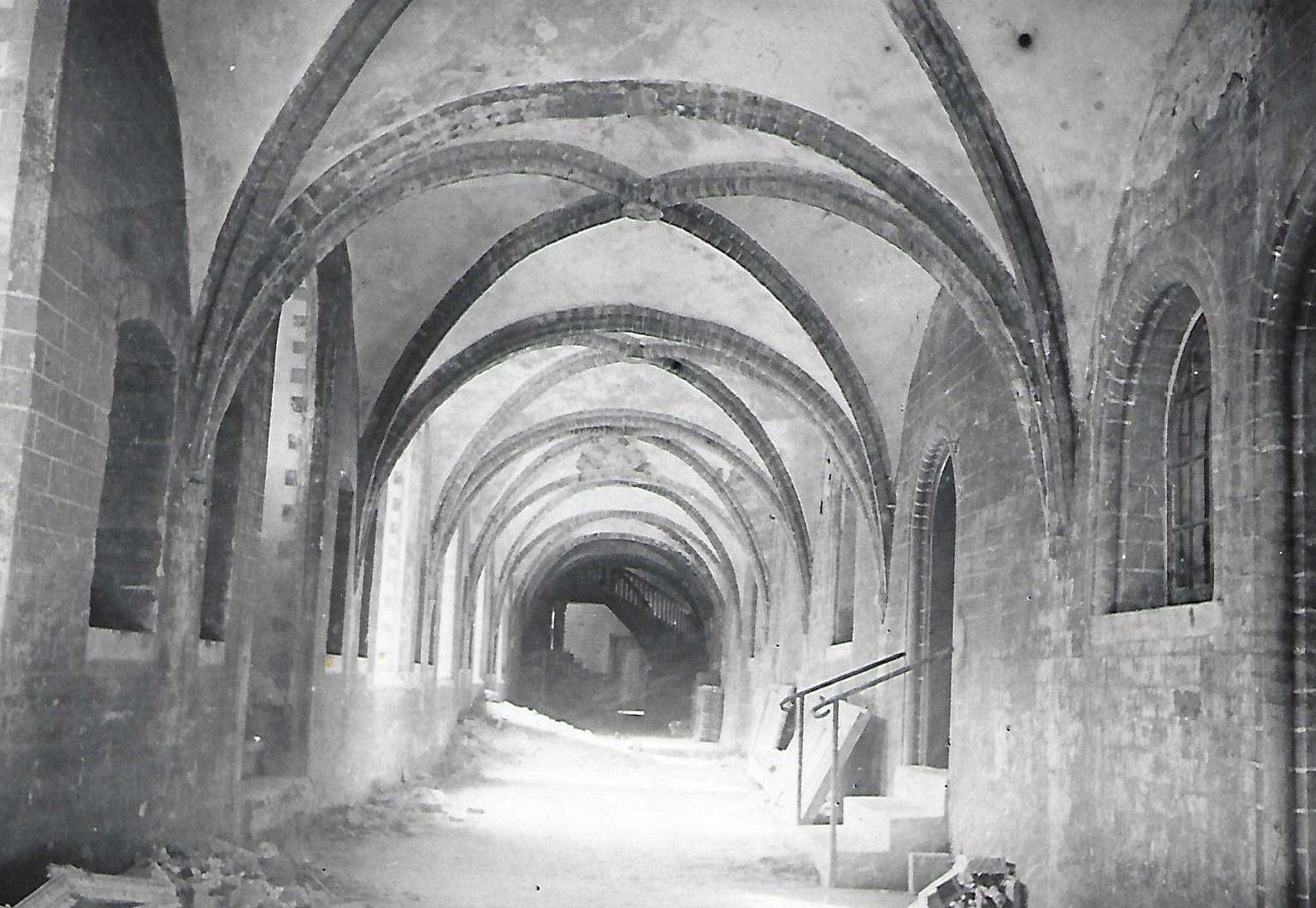
Zustand 1964 im nördlichen Kreuzgang

Der östliche Kreuzgang hat ein flacheres Rundgewölbe mit tief herabziehenden Rippen und viereckigen Schlusssteinen von 23 cm Durchmesser mit floralen Mustern. Mit seinen nun wieder zwölf Jochen, fast 44 Meter ist er der längste und mit vier Metern auch breiteste Kreuzgang der Klausur. Die unterschiedlichen Konsolsteinformen wurden als sehr schlanke Teilpyramiden und Teilkegelformen ausgebildet. Die Fenster zum Innenhof sind mit Spitzbögen ausgeformt, die Pforte zum Hof mit einem Rundbogen versehen und in der inneren Außenwand befinden sich Kerzennischen.
Nördlicher Kreuzgang
Der nördliche mit acht Jochen, 32 Meter lange und vier Meter breite Kreuzgang schließt mit seinen Kreuzrippengewölben im Gegensatz zu den anderen drei Gängen nicht an den Innenhof an. Seine acht Joche sind alle mit Rundbögen gewölbt und annähernd quadratisch. Die Rippen der Gewölbe reichen nicht so tief hinab wie in dem östlichen Gang. Die viereckigen Schlusssteine von 25 cm Durchmesser sind mit floralen Ornamenten, die aus Ziegelformsteinen bestehenden Konsolsteine mit plastischen Symbolen und mit Sprüchen in gotischen Minuskeln aus der zweiten Hälfte des 14. Jahrhunderts versehen. An zwei Gewölbekonsolen zwischen dem ersten und zweiten Joch befinden sich die ältesten vorhandenen niederdeutschen Inschriften des Klosters. Die besonders ungewöhnlichen Dobbertiner Sprüche sind nirgendwo anders belegt. Die auffallende Weite des nördlichen Kreuzgangs kann aus einer besonderen liturgischen Nutzung resultieren.
Südlicher Kreuzgang
Die zwölf Joche des südlichen Kreuzganges mit fast 32 m Länge und 2,80 m breite sind mit hohen Spitzbögen gewölbt. Die zum Hof hin orientierten Fenster sind in Spitzbogenform, die Nischen mit Rundbögen ausgebildet. Die zwölf verschiedenen Schlusssteine von 23 cm Durchmesser weisen Rosetten mit ausschließlich floralen bzw. sternförmigen Darstellungen auf. Die Konsolsteine an den Wänden weisen alle ein plastisch angearbeitetes Laubblatt mit Wein- und Eichenlaubformen sowie mit Akanthus- und Rebenblattformen auf. Mittig des südlichen Kreuzgangflügels trennt die beiden Säulenhallen ein Durchgang mit einem mittelalterlichen Stufenportal mit glasierten Formsteinen. Im Zuge der Sanierung konnte es 2006 in seiner ursprünglichen Form wieder hergestellt werden. Dabei wurden zu beiden Seiten mittelalterliche figürliche Malereien freigelegt. Auf der linken Seite des Portals ist der heilige Christophorus als überlebensgroße Figur mit blattbewachsenem Stab und dem Christuskind auf dem Arm dargestellt. Auf der rechten Seite ist offenbar ein heiliger König mit einer Krone und einem Palmenwedel zu erkennen.
Westlicher Kreuzgang
Die zwölf fast quadratischen Joche des westlichen Kreuzganges mit 31 m Länge und 2,80 m Breite sind ebenfalls mit Spitzbögen gewölbt. Die Fenster zum Hof hin sind mit Spitzbögen, die Pforte zum Hof und die Türen zum Konventsaal mit Rundbögen ausgebildet. Die Schlusssteine von 25 cm Durchmesser tragen kreisrunde Inschriften mit den Namen und der Dienststellung der Priorin, der Domina, des Klosterhauptmanns, der Provisoren und 1858 als Renovierungsjahr der Kreuzgänge. Die Konsolsteine dagegen sind sehr schlicht gehalten, die als Kegel oder Teilpyramide ausgebildeten Unterstücke verfügen teilweise über einen hängenden unterer Abschluss als Medaillon, Wulst und Stab.
Sicherung und Sanierung

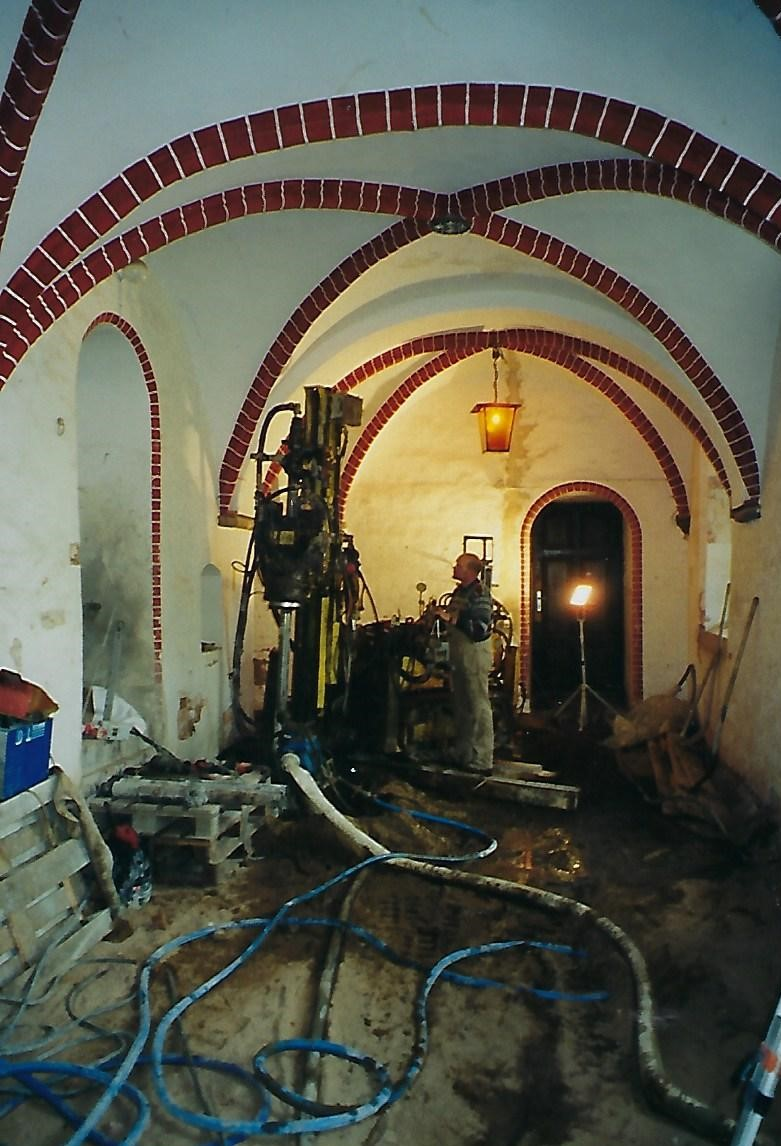
Fundamentsanierung Kreuzgang (2003)

2003 erfolgte durch die Spezialtiefbaufirma Stump aus Berlin die Neugründung der fast 600 Jahre alten Feldsteinfundamente der vier Kreuzgangflügel. Enorme Schäden hatten zur teilweisen Schiefstellung der Wände im Innenhof geführt. Im Düsenstrahlverfahren wurden Zement-Suspensionen unter Druck bis zu drei Meter tief in den Boden gepresst. Über 200 dieser Betonsäulen sichern nun die Klausurgebäude mit den Kreuzgängen. Zwischen 2004 und 2005 wurde an der nördlichen Klausuranbindung zur Kirche ein gläserner Eingangsbereich zum Kreuzgang in die Unterkirche und zur Nonnenempore geschaffen, der auch den Haupteingang zu den Klausurgebäuden und zur Schule darstellt. Dieser Gebäudeteil war während der Besetzung der gesamten Klosteranlage durch die Rote Armee 1946 abgebrannt. Die vier Kreuzgangflügel erhielten eine Fußbodenheizung und zwei Zugänge zum Klausurinnenhof.

### Grabplatten

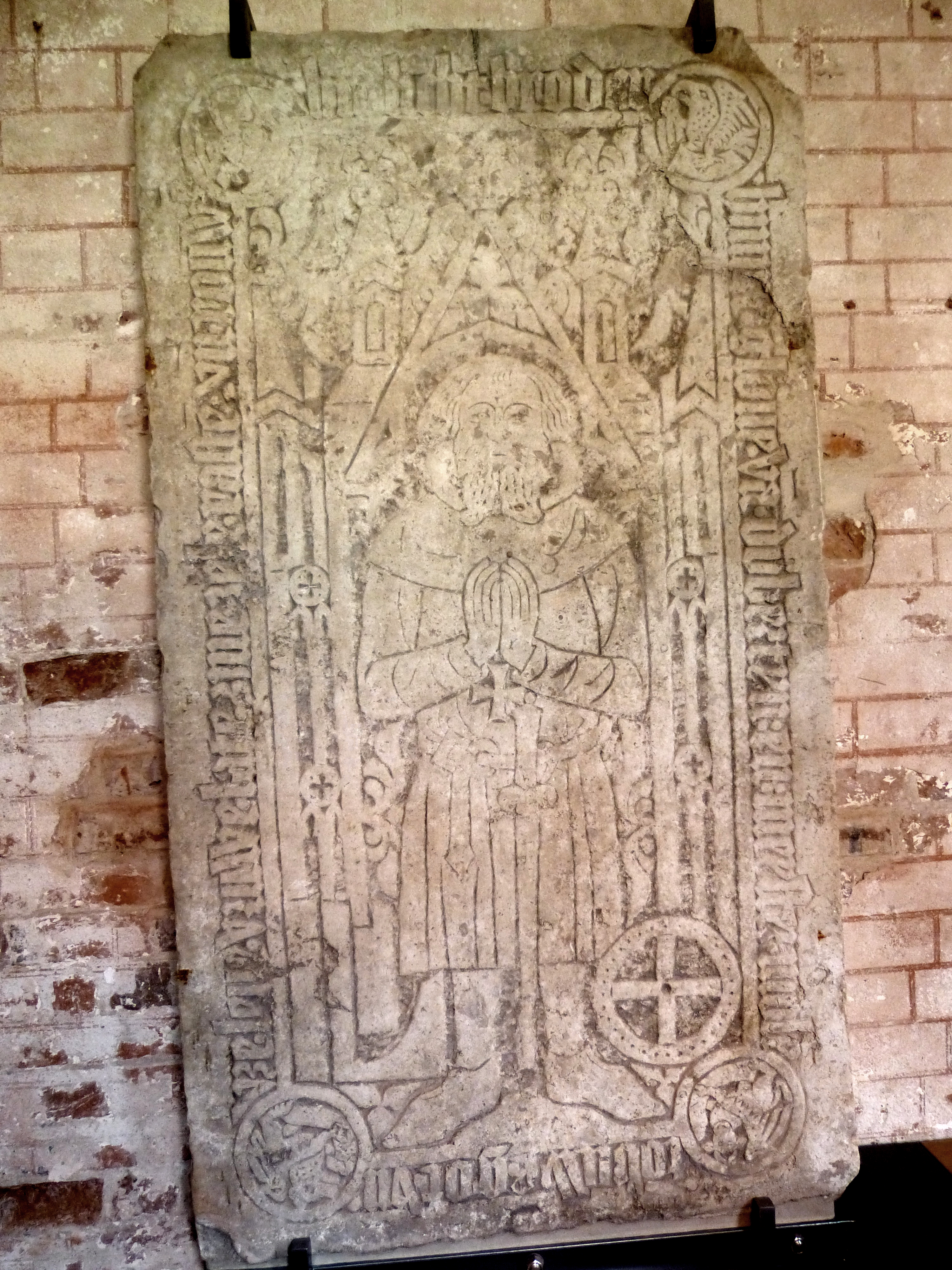
Grabplatte für den Mühlenbauer Hinrik Glove (1371)

Im Kloster Dobbertin gibt es noch 23 Grabplatten, auf denen 26 Verstorbene genannt werden. Sechs Platten stammen aus dem 14. bis 16. Jahrhundert, die ausschließlich dem männlichen Umkreis des Klosters gewidmet sind. Die in Kalkstein ausgeführten historisch wertvollsten Grabplatten einiger Dominae, Priorinnen und Konventualinnen wurden in den vier Kreuzgängen und im heutigen Klosterladen im nördlichen Klausurgebäude aufgestellt. Darunter finden sich Namen mit Inschriften bekannter mecklenburgischer Adelsfamilien, wie von Bülow, von Krusen, von Bassewitz, von Meerheimb, von Lützow, von Plüskow, von Rohr, von Weltzien, von Scharffenberg, von Holstein und von der Lühe. Bei einigen Grabplatten handelt es sich um epigraphisch bedeutsame Kulturdenkmale. Dazu zählen auch die einzigartigen Inschriften aus der ersten Hälfte des 14. Jahrhunderts auf den Konsolen im nördlichen Kreuzgang.
Im südlichen Kreuzgang vor dem Eingang zum Refektorium stehen die beiden wertvollsten mittelalterlichen Grabplatten des Klosters. Die 210 cm hohe und 115 cm breite Grabplatte für den weltlichen Mühlenbauer Hinrik Glove datiert nach 1371. Unter einem Maßwerkbaldachin wurde der Verstorbene abgebildet. Er hat die Hände gefaltet und trägt ein etwa knielanges Gewand, eine Gugel und spitze Schuhe. Sein Bart ist onduliert, an seinem Gürtel hängt ein Nierendolch. Direkt unterhalb der Hände ist ein griechisches Kreuz dargestellt, das anscheinend als Bestandteil einer sonst nicht ausgeführten Gebetskette gedacht ist, in der rechten unteren Ecke ein Rad mit vier Speichen, in der linken eine Axt als Berufszeichen (Mühlenbauer). In den Ecken finden sich Medaillons mit den Symbolen der vier Evangelisten. Die umlaufende Inschrift lautet: HIER LIEGT BRUDER HINRIK GLOVE AUS DOBBERTIN, EIN MEISTER DES MÜHLENBAUS. GOTT UND UNSERE LIEBE FRAU MÖGEN SEINE SEELE RASTEN UND RUHEN LASSEN. Dieser prächtige Reliefgrabstein ist eines der frühesten Schriftdenkmäler der niederdeutschen Sprache im Hanseraum. Es war wohl auch ein Hinweis auf die große wirtschaftliche Bedeutung von Mühlen für das Kloster Dobbertin.
Die 242 cm hohe und 123 cm breite Grabplatte des Güstrower Stiftskanonikers Nikolaus Mezstorp, der seit 1382 Propst in Dobbertin war, datiert von 1417. Der Verstorbene ist unter einem reich gegliederten, mit breiten Stützen versehenen Maßwerkbaldachin dargestellt. Er trägt liturgische Kleidung mit einer Almucia, eine bis über die Schulter reichende Kapuze, oft mit Pelzbesatz. In der linken Hand hält er einen Kelch, die rechte ist segnend erhoben. Links zu seinen Füßen ein Wappen. In den vier Ecken Medaillons mit den Evangelistensymbolen. Die umlaufende Inschrift lautet:IM JAHRE DES HERRN 1417 STARB HERR NICOLAUS MEZSTORP, PROPST DIESER KIRCHE. SEINE SEELE RUHE IN FRIEDEN. AMEN.

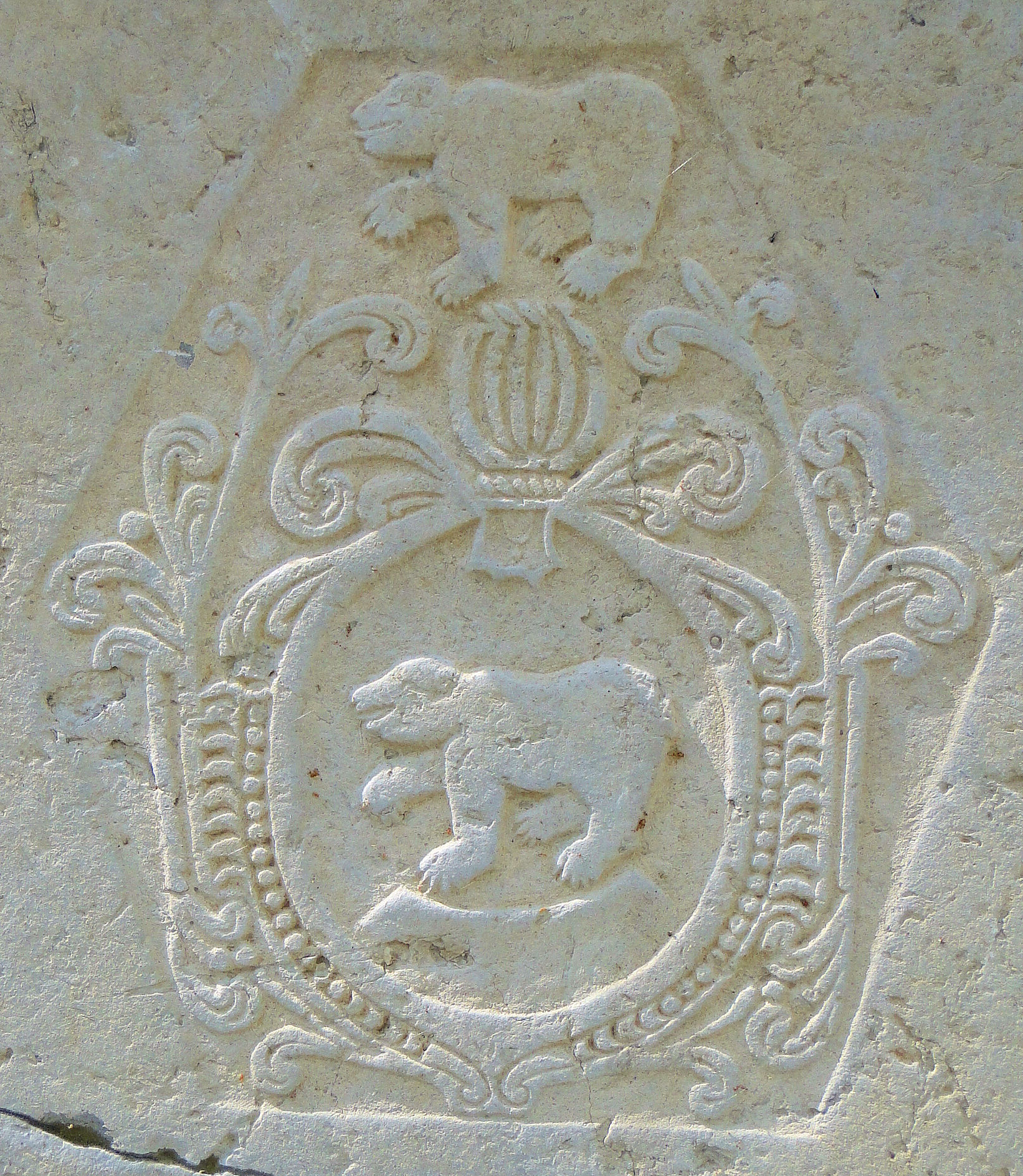
Vollwappen von Behr in der Grabplatte um 1660.

Da Nonnen keine Priesterweihe erhalten konnten, mussten Geistliche die Messe zelebrieren und ihnen die Beichte abnehmen. Die stark abgetretene 153 cm hohe und 84 cm breite Grabplatte des Beichtvaters Bernd Holle von 1387 wurde 2001 bei archäologischen Grabungen im Klosterinnenhof gefunden und befindet sich im Durchgang des südlichen Kreuzganges neben dem Refektorium.
Die restaurierte Grabplatte des 1660 verstorbenen Klosterhauptmanns Cord (Churd) von Behr steht am Giebel des westlichen Anbaus des Klosterhauptmannhauses. Alle in den Kreuzgängen vorhandenen Grabplatten der Priorinnen und Konventualinnen stammen aus der nachreformatorischen Zeit, darunter befinden sich auch einige wieder verwendete Platten. Im südlichen Kreuzgang steht die Grabplatte des 1518 verstorbenen Petrus Henningi, auf der umlaufend die spätgotische Inschrift erhalten blieb. Im Innenfeld hat man die Darstellung des Verstorbenen abgearbeitet. Dafür ist heute die eingemeißelte Grabinschrift für die 1748 verstorbene Agnes Johanna von Plüskow zu lesen.

### Refektorium

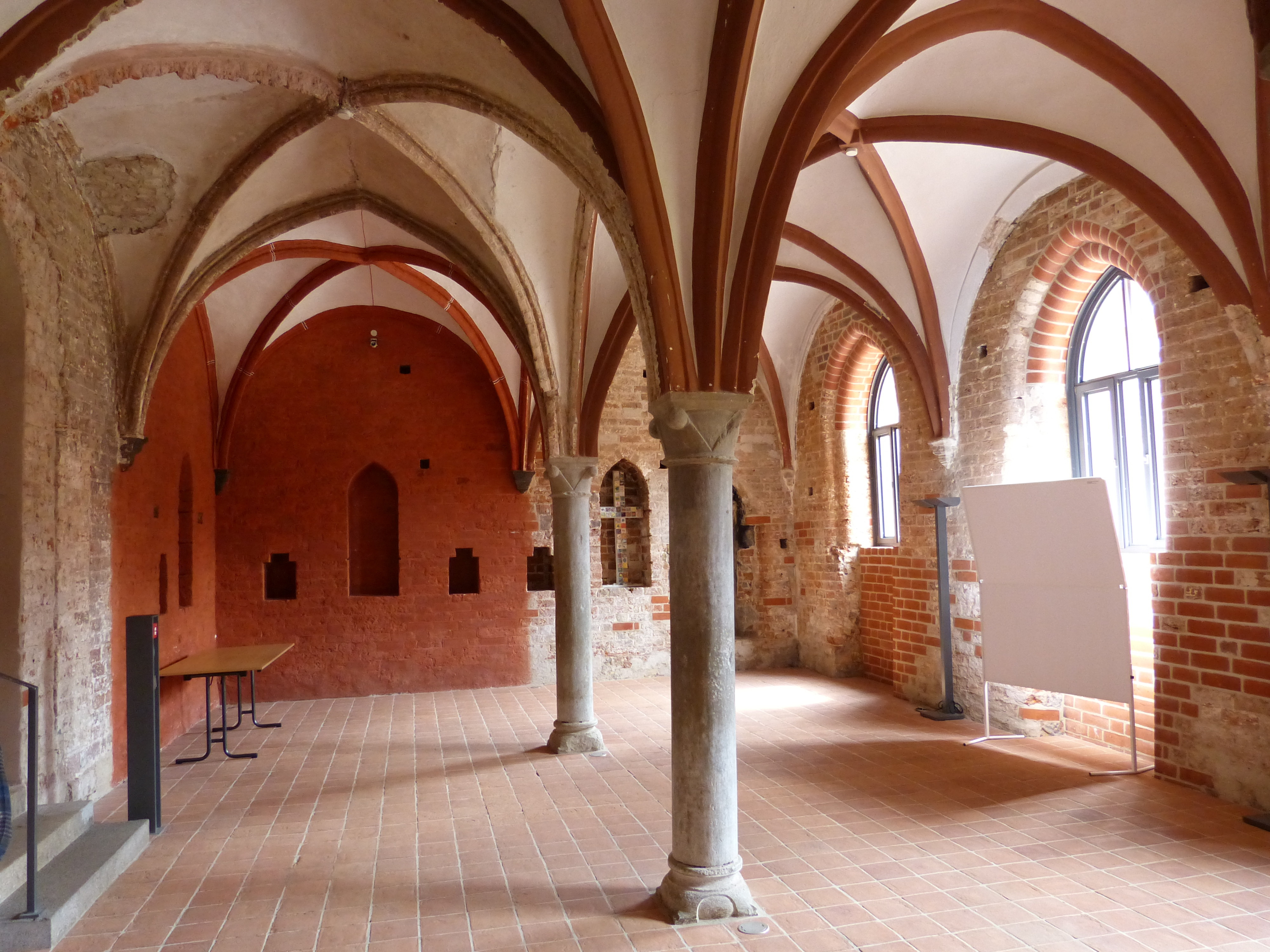
Refektorium mit teilrekonstruierter Wand um 1300 im Zustand (2014)

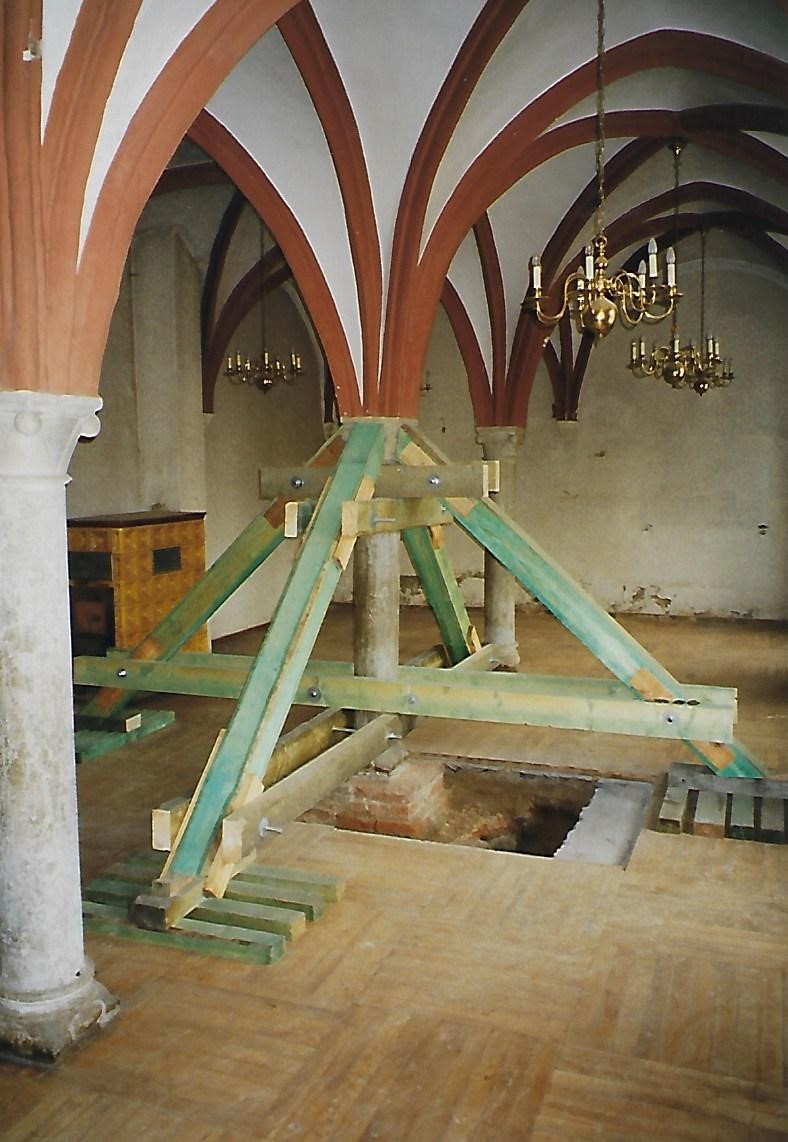
Refektorium, Abfangung der Gewölbe zur Fundamentstabilisierung (2002)

Der im 13. Jahrhundert zweigeschossig ausgeführte Südflügel ist der älteste Teil der Klausuranlage. Erhalten geblieben ist im östlichen Teil des Erdgeschosses ein zweischiffiger und vierjochiger Hallenraum, das Refektorium als Speiseraum des Nonnenklosters. Der östliche Saal ist in seiner mittelalterlichen Substanz vollständig erhalten. Dagegen fehlen im westlichen Saal die Gewölbe und Säulen. Die drei monolithischen Mittelsäulen aus gotländischem Kalkstein mit den dazugehörigen Knospenkapitellen und attischen Basen tragen die Kreuzrippengewölbe. Wie auch im Gewölberaum des Zisterzienserinnenklosters Zarrentin kamen die Ende des 13. Jahrhunderts hergestellten und als Luxusgut in den Hanseraum exportierten drei gotländischen Kalksteinsäulen zum Kloster Dobbertin. Die aus vier Formziegeln zusammengesetzten Terrakotta-Konsolen für die Gewölberippen sind erst nach dem Aufmauern der Wände eingesetzt worden. Unter dem östlichen Joch befindet sich noch ein tonnengewölbter Keller, der wohl Ende des 18. Jahrhunderts mit der Nutzung als Wohnraum für Konventualinnen errichtet wurde. Bauhistorische Untersuchungen zeigten, dass man vom östlichen Saal nur über den mittleren Flur in den Kreuzgang gelangen konnte. Der westliche Saal dagegen war nur über den Kreuzgang begehbar.
Das Refektorium ist neben der Kirche und dem Kreuzgang der einzige erhaltene mittelalterliche Gewölberaum. Er wurde in den Jahren des adligen Damenstifts als Wohnraum von Konventualinnen genutzt. Von 1951 bis 1952 erfolgten auch im Refektorium erste Renovierungsarbeiten und 1964 bis 1965 wurden gemeinsam mit dem Institut für Denkmalpflege in Schwerin Sicherungsmaßnahmen an den Fundamenten und der Außenwand durchgeführt. Während der umfassenden Restaurierung der Klausurgebäude von 2000 bis 2004 wurde im Refektorium nach den Befunden auf einer Musterfläche die ursprüngliche rote Farbgebung wiederhergestellt. Die mit einem sehr dünnen Kalkmörtelputz überdeckten Gewölbekappen konnten wieder weiß gekalkt und die aus Kalkgipsstuck gegossenen Konsolen hellgrau gestrichen werden.

### Dominahaus
Im nordwestlichen Teil des Klausurgebäudes liegt das sogenannte Dominahaus. Die Domina war nach der Reformation ab 1572 die aus dem Konvent auf Lebenszeit gewählte Vorsteherin des Damenstifts. Der bis dahin wohl recht bescheidene Wohnsitz der 1875 zur Domina gewählten Ernestine Hedwig von Schack sollte entsprechend ihrer Stellung im Kloster eine Aufwertung erhalten. Dazu berichtet die Klostervorsteher auf dem Landtag am 12. November 1884 in Malchin: Das Gebäude umfasst die Wohnung der hochwürdigen Frau Domina Hedwig von Schack sowie die Wohnung einer Conventualin. Es ist in seinem heutigen Zustand sowohl innerlich als auch äußerlich des Klosters Dobbertin nicht würdig, zumal der Giebel der Wohnung des Klosterhauptmanns gerade gegenüber liegt, den ganzen Klosterplatz verunstaltet und sich den übrigen dort vorhandenen Gebäuden nicht würdig anschließt. Der vorhandene Giebel des zweigeschossigen Fachwerkhauses mit dem tiefhängenden Mansarddach wurde nach 1884 abgebrochen. Durch die Errichtung eines Schmuckgiebels mit dazugehörigen Renaissanceformen dieser Zeit sollte das neue Dominahaus gegenüber dem dominanten barocken Putzbau des Klosterhauptmanns die wichtige Bedeutung der Domina im Kloster hervorheben und würdigen.

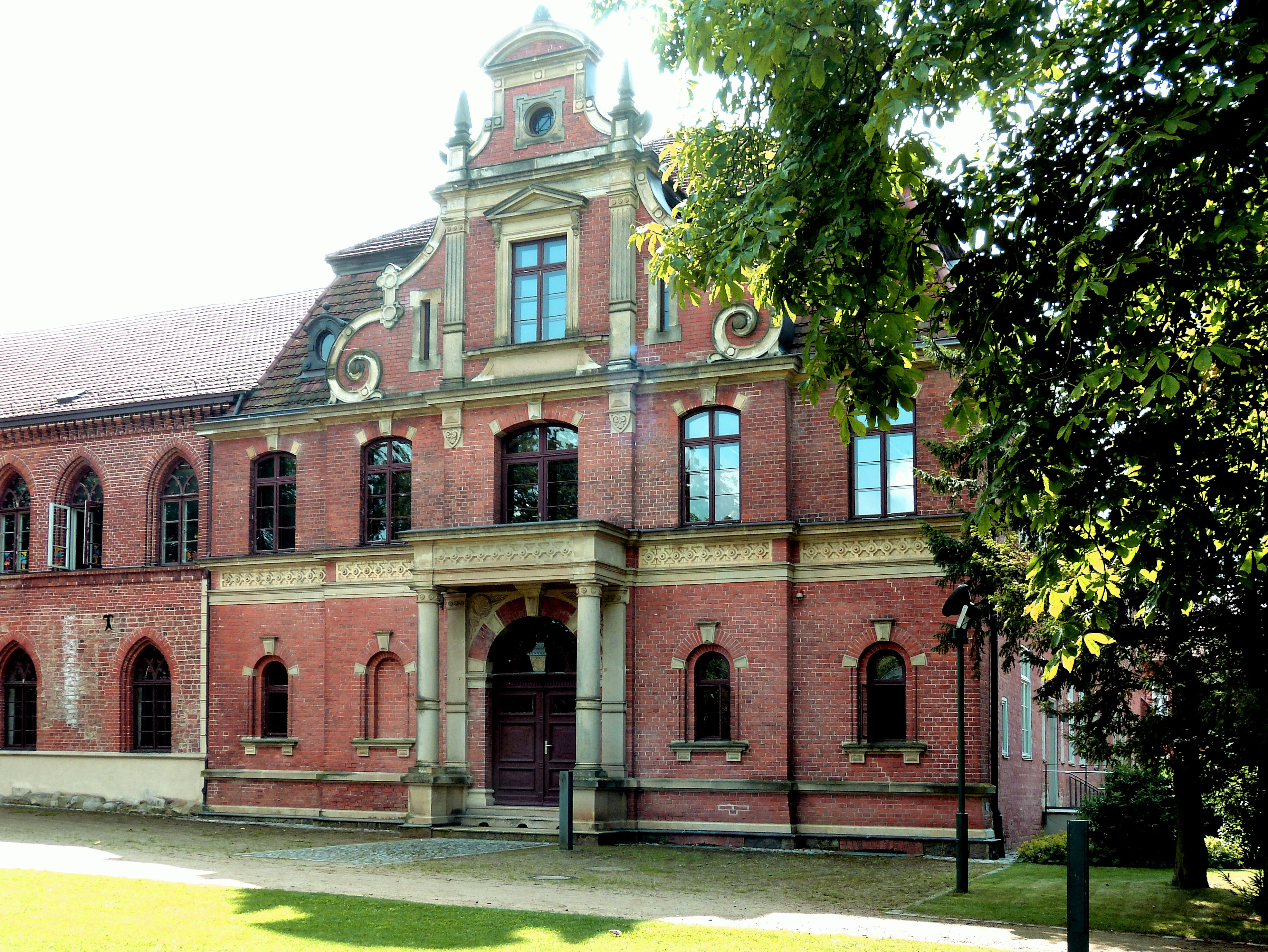
Renaissancegiebel (2018)

Noch 1884 erteilten die Klostervorsteher dem Schweriner Hofbaurat Georg Daniel den Auftrag, Risse und Anschläge für eine würdige Wohnung der Frau Domina vorzulegen. Zu den Innenräumen der großzügigen Wohnung in der oberen Etage mit der geschwungenen Treppe gehörte auch die zeitgemäße Ausstattung des Konventsaales. Der im Stil der Neorenaissance gestaltete Giebel mit dem dreiachsigen Mittelrisalit, dem umlaufenden Terrakottafries und den in Sandstein gearbeiteten Zierelementen wurde Ende 1886 fertiggestellt. Die Klostervorsteher berichteten am 23. November 1886 auf dem Landtag: Der von der Landtags-Versammlung genehmigte Aus- und Durchbau der Domina-Wohnung ist jetzt vollendet. Die Local-Committe nimmt auf besonderen Wunsch der Frau Domina gerne Act davon, dass die hochwürdigen Frau über ihre neue Wohnung ihre volle Zufriedenheit aussprach. Stilistisch erinnert der Giebel an die vor 1882 ebenfalls von Georg Daniel errichtete Fassade am Herrenhaus Bernstorf.
Die Baukosten wurden nicht unerheblich überzogen, doch um einen würdigen Umbau zu gestalten, hatte man den Klostervorstehern freie Hand gelassen. Diese Angelegenheit war somit erledigt und zum Abschluss gebracht. Während der letzten umfassenden Sanierung der Klausurgebäude wurde 2004 die Schmuckfassade ebenfalls ausgebessert.

### Konventsaal
Der ehemalige Konventsaal befindet sich im Erdgeschoss des westlichen Klausurgebäudes. Durch den Schweriner Oberbaurat Georg Daniel wurde er 1886 mit dem umfangreichen Einbau einer neuen Dominawohnung neben dem repräsentativen Treppenhaus als Konventsaal hergestellt und ansprechend ausgestattet. Alle Holzbauteile, wie Paneel, Bord- und Fensterbretter, Rahmen und Türen waren in dunkler Eiche imitiert. Die Wandflächen hatte man mit hochwertigen Tapeten ausgestattet. An der Decke wurden Holzprofile und eine in Gipsstuck hergestellte Mittelrosette angebracht. Der Konventsaal war zentraler Ort für wichtige Beratungen und Entscheidungen im Leben des Damenstifts. Er wurde auch zu festlichen Anlässen und Empfängen, der Wahl der Domina als Vorsteherin des Konvents durch die Konventualinnen, aber auch zu Andachten in den kalten Wintermonaten genutzt. In der nordöstlichen Raumecke stand ein über ein Meter breiter und bis zur Decke reichender Kachelofen.
Bis 1945 hingen hier wie in einer Ahnengalerie 18 Ölgemälde von Klosterhauptmännern, Provisoren, Dominae und mecklenburgischen Landesfürsten. Einen besonderen Platz hatte das Porträt der Herzogin Louise als Gemahlin des Großherzogs Friedrich Franz I., denn sie stiftete den Konventualinnen den Ordensstern.

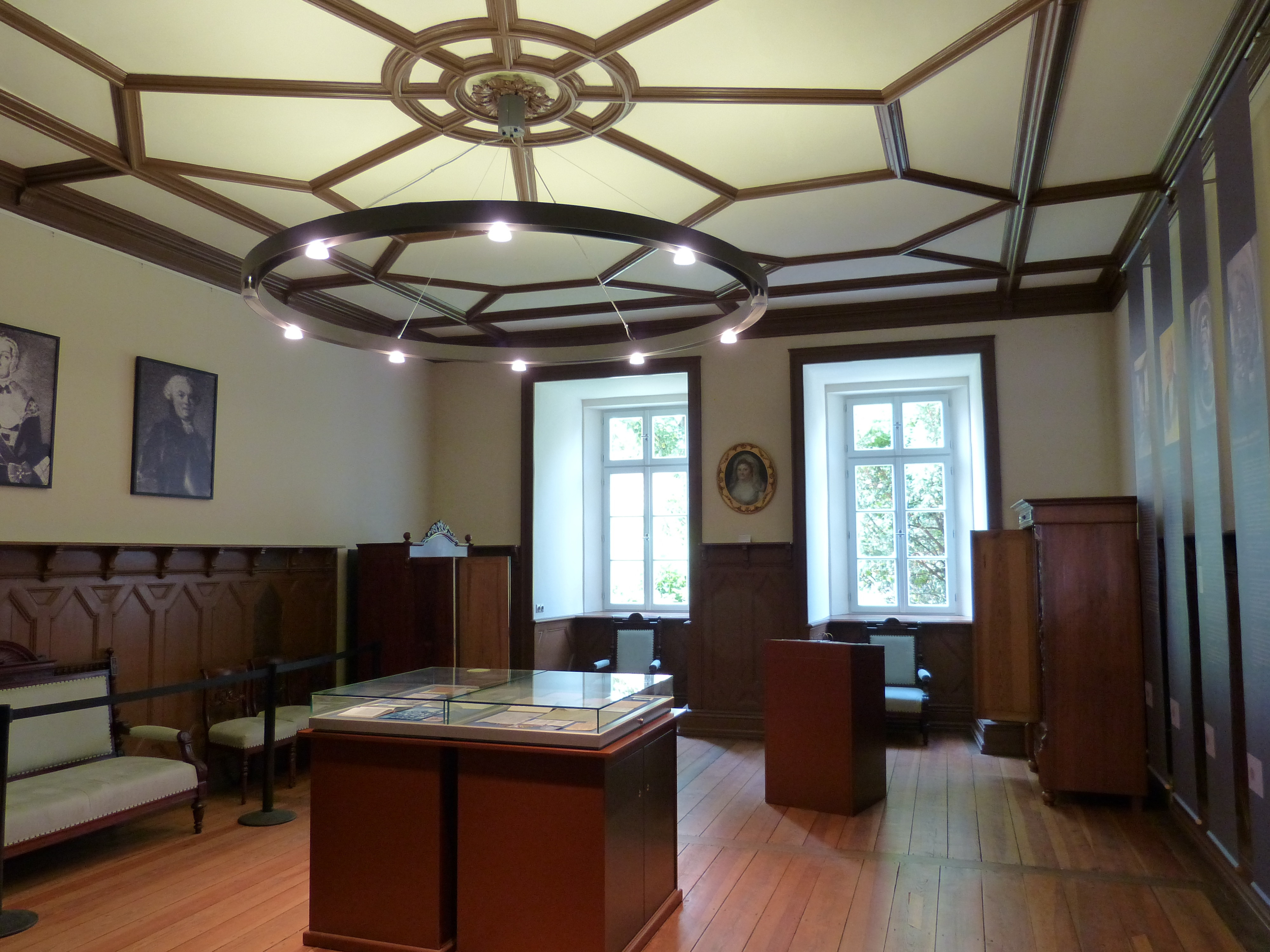
Konventsaal (2018)

Auf den Porträts waren Anna Levecken von Bülow a. d. H. Groß Siemen (1727–1747) 20 Jahre Domina, Oelgard Anna Ilsabe von Krusen a. d. H. Bredenfelde (1757–1792) 35 Jahre Domina, Hedwig Elisabeth Dorothes von Quitzow a. d. H. Severin (1838–1875) 37 Jahre Domina, Ernestine Hedwig von Schack a. d. H. Pankelow 31 Jahre Domina (1875–1906) und Auguste Eleonore von Bassewitz aus Schwerin (1906–1925) 20 Jahre Domina. Von den Klosterhauptmännern hingen die Porträts vom Obrist-Leutnant Joachim von Bassewitz auf Levetzow (1709–1744), Jobst Hinrich von Bülow auf Woserin (1747–1762), August Friedrich Strahlendorff auf Gamehl (1767–1774), Friedrich Christian von Krackewitz auf Briggow (1776–1790), Provisor Joachim Friedrich Matthias von Grabow auf Suckwitz (1755–1760), Rittmeister und Klosterhauptmann August Friedrich von Lowtzow auf Klaber (1805–1818), Carl Peter Baron von Le Fort aus Boeck (1836–1854), Landrat und Provisor Hans Dietrich Wilhelm von Blücher auf Suckow (1820–1861) 41 Jahre Provisor, Landrat und Klosterhauptmann Heinrich Thedwig von Oertzen auf Lübbersdorf (1882–1894), Erblandmarschall Carl Friedrich Ludwig von Lützow auf Eickhof (1894–1914), Landrat und Provisor Josias Helmuth Albrecht von Plüskow auf Kowalz (1862–1889) sowie Vice-Landmarschall und Provisor Johann Heinrich Carl von Behr auf Hindenberg (1845–1864). Auch wertvolle Geschenke schmückten einst den Konventsaal. Darunter waren ein Kruzifix aus dem 15. Jahrhundert, zwei zinnerne Altarleuchter von 1606 und ein sechzehnarmiger Kronleuchter aus Messing mit dem Bülowschen Wappen. Über den Verbleib der Ölgemälde und der wertvollen Ausstattungsgegenstände ist nichts bekannt. Sie sind nach dem Zweiten Weltkrieg und der Besetzung des Klosters durch die Rote Armee spurlos verschwunden.
Nach Abschluss der Sanierungsarbeiten im westlichen Klausurgebäude wird seit 2009 in diesem Raum zum Andenken an die von 1869 bis 1889 im Dobbertiner Damenstift lebende Konventualin Mathilde von Rohr und die Besuche Theodor Fontanes eine Theodor Fontane-Ausstellung gezeigt.

## Nebengebäude

### Klosterhauptmannhaus

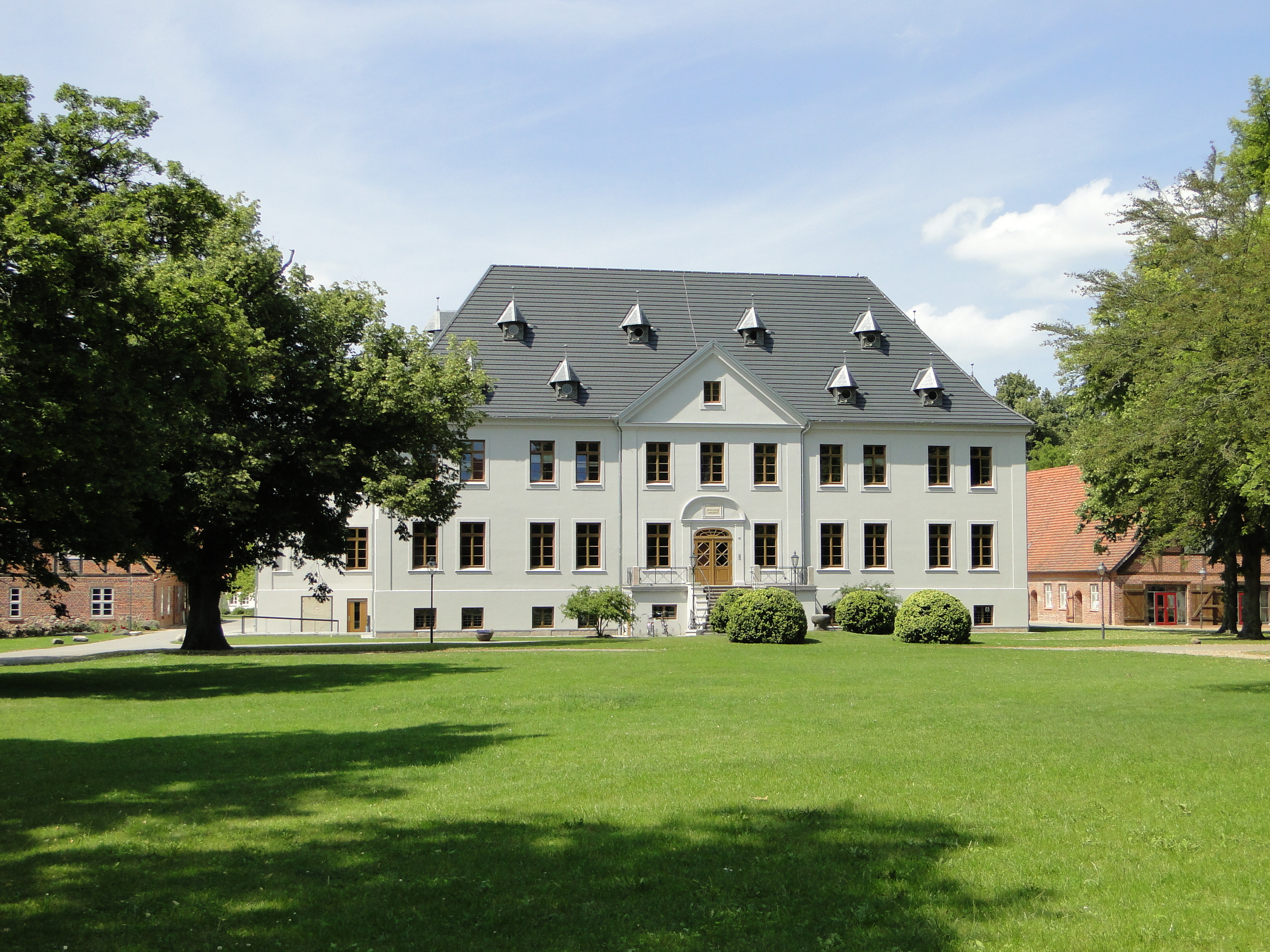
Klosterhauptmannshaus (2011)

Während der Erschließungsmaßnahmen auf dem gesamten Klostergelände in den Jahren 1997 bis 1999 wurden bei der Verlegung teils von erstmaligen Schmutz-, Regen- und Trinkwasserleitungen vor dem Südportal des Klosterhauptmannhauses unbekannte Bebauungsstrukturen mittelalterlicher Klostergebäude ergraben. Fundament- und Kellerreste aus Fels- und Klosterformatsteinen geben Hinweise auf ein teilunterkellertes Gebäude, das aus dem 15. Jahrhundert stammt. Unter den Funden lassen sich Holzkohle auf 1457 und Glasbruchstücke und Fragmente von Ofenkacheln in das 14. Jahrhundert datieren. Da sich der Großteil der Keller- und Fundamentreste unter dem heutigen Amtshaus befinden, könnte es sich hier um die frühere Propstei handeln. Denn bis zum Abbruch oder der Zerstörung dieses Gebäudes vor dem Bau des Neuen Amts-Hauses ab 1751 hatten bis zur Reformation der Propst im Nonnenkloster und ab 1572 die Klosterhauptmänner im Landeskloster die Verwaltung inne.
Das Klosterhauptmannhaus, auch Amtshaus genannt, wurde zu administrativen Zwecken und als Dienstwohnsitz des Klosterhauptmanns in den Jahren 1751 bis 1756 mitten in die backsteingeprägte Klosteranlage gebaut und fällt noch immer durch seine Putzarchitektur und solitäre Gebäudestellung auf. Es ist klassisch gegliedert mit einem halbhohen Sockelgeschoss, zwei hohen Vollgeschossen und einem Vollwalmdach mit bemerkenswerten Dachgauben. Das im Kern noch barocke Gebäude mit flachem Mittelrisalit und Dreiecksgiebel zeigt mit seiner eleganten Eingangstreppe auf eine parkähnliche Freifläche. Das Portal ist mit Lisenen und einem Rundgiebel eingefasst. Über der erneuerten barocken Haustür ist auf einer steinernen Schrifttafel neben den Jahreszahlen 1751–1756 zu lesen: „Der Herr segne Dich und behüte dich“. Die hell verputzte Fassade ist durch ein kräftiges Traufgesims und durch Ecklisenen gegliedert.
Die Größe des Hauses zeigt auf die Bedeutung des Klosteramtes. Aus den jährlichen Rechnungsbüchern „des jungfräulichen Klosteramtes“ ist zu entnehmen, dass mit dem „Neuen Amts-Hauß“ 1751 begonnen und es 1757 vollendet wurde. 1754 kamen 12000 Mauerziegel aus den klostereigenen Ziegeleien in Lähnwitz und Mestlin, die gotländischen Kalksteinplatten für das Foyer aus Wismar. Auf dem Landtag am 13. November 1757 berichtete der Klosterhauptmann von Bülow, „das beim Einzug in das Neue Ambts-Hauß durch Secretarius Haase auch die transportablen Schränke mit dem Dobbertinschen Ambts-Archiv im guten Zimmer in gehörige Ordnung zu setzen war.“
Über 360 Jahre hatten 32 Klosterhauptmänner hier die Geschicke des Klosters geleitet. Nach der Auflösung des Klosteramtes 1919 und der Ablösung des letzten Klosterhauptmanns Hellmuth von Prollius auf Stubbendorf hat das Amtshaus bis heute eine vielfältige Nutzung erfahren. Schon im Oktober 1919 sollte es als Heim für tuberkulosegefährdete Kinder genutzt werden. Nach 1938 wurde ein Ausbildungslager für deutsche Waldarbeiter eingerichtet. Von 1943 bis 1945 war es neben Unterkunft für Flüchtlinge auch Entbindungsheim für werdende Mütter von Wehrmachthelferinnen. Bis 1947 war auch das Klosterhauptmannhaus durch die Rote Armee besetzt. Danach wurde es als Landesaltersheim und ab 1962 durch die Bezirksnervenklinik Schwerin genutzt.

### Küchenmeisterhaus

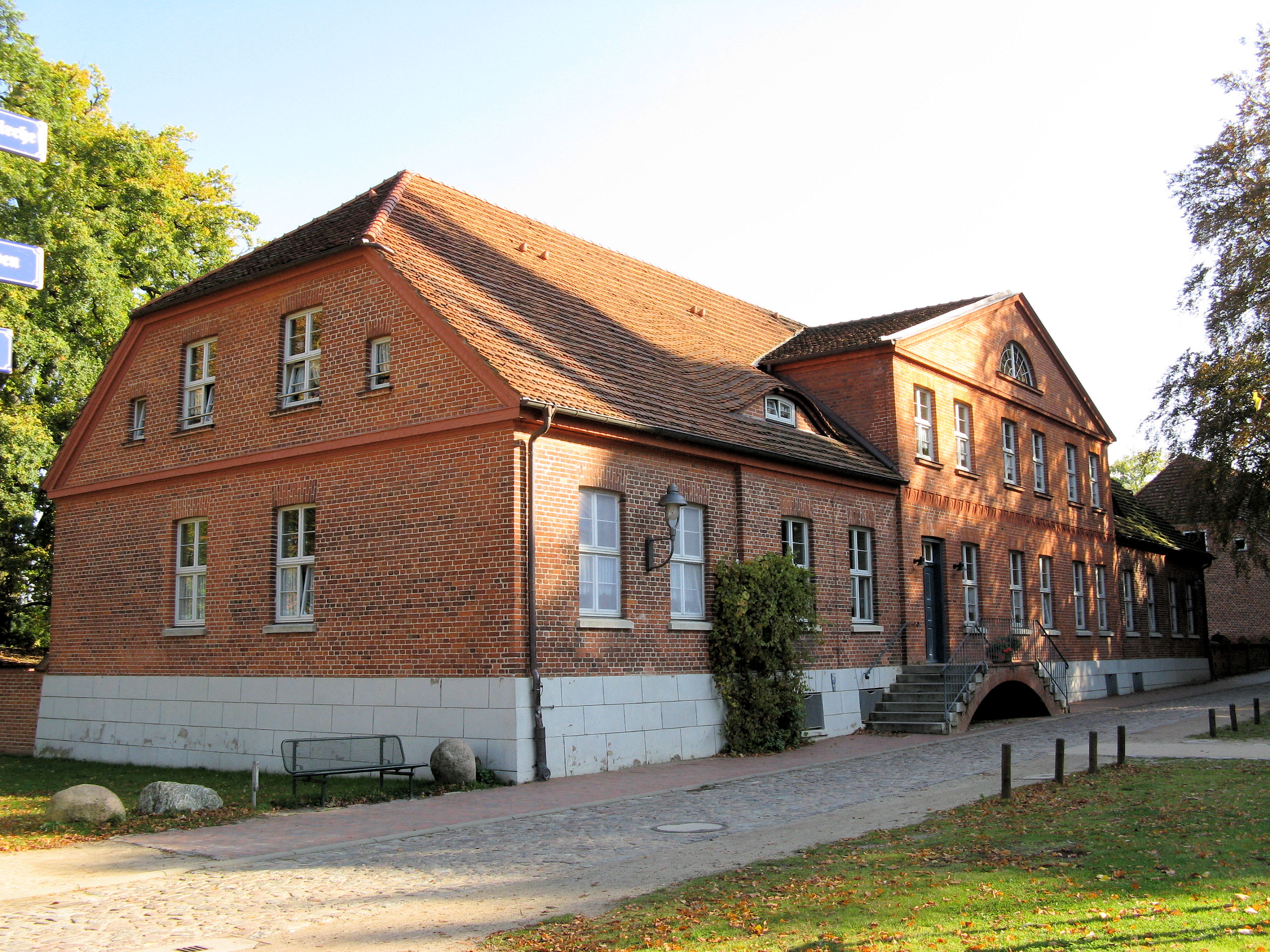
Küchenmeisterhaus (2009)

Der neugotische Backsteinbau mit umlaufendem Sockel in Quaderputz und dem bogenartigen zweiläufigen Treppenaufgang wurde 1843 begonnen und Ende 1845 für den Küchenmeister als Finanzbeamter vollendet. Die Geschosse der breiten Mittelrisalitfassade werden durch eine Putzblende als horizontales Band mit dem „sogenannten laufenden Hund und eingelegten Lilienmotiven“ voneinander getrennt. Im oberen Giebeldreieck befindet sich ein größeres Halbrundfenster mit gusseisernen Sprossen. Der Küchenmeister war als ausgebildeter Finanzbeamter in der Klosterverwaltung für alle Einnahmen und Ausgaben der Klostergüter, Ländereien, Forsten und für die Einschreibungen der adeligen Damen zuständig. Im Küchenmeisterhaus befanden sich neben den Büroräumen seine Wohnung und am südlichen Giebel war der Eingang für die Wohnung einer Konventualin. 1946 war es Verwaltung des Landesaltersheims und wurde in Haus Güstrow umbenannt. Ab 1962 wurde es von der Außenstelle der Bezirksnervenklinik Schwerin als Pflegestation für Kinder genutzt. Nach einer 1992 wegen unzumutbaren Wohnverhältnissen durchgeführten Renovierung erfolgte 2001 die Gesamträumung wegen des sich ständig verschlechternden Bauzustands. Von 2002 bis 2003 erfolgten umfangreiche Sicherungs- und Sanierungsarbeiten, bis hin zu umweltfreundlichen Nachgründungen der Fundamente mit Spezialbohrgeräten auf einer 4,50 m starken Torfschicht. Heute wird das ehemalige Küchenmeisterhaus als Wohnheim genutzt.

### Damenhäuser

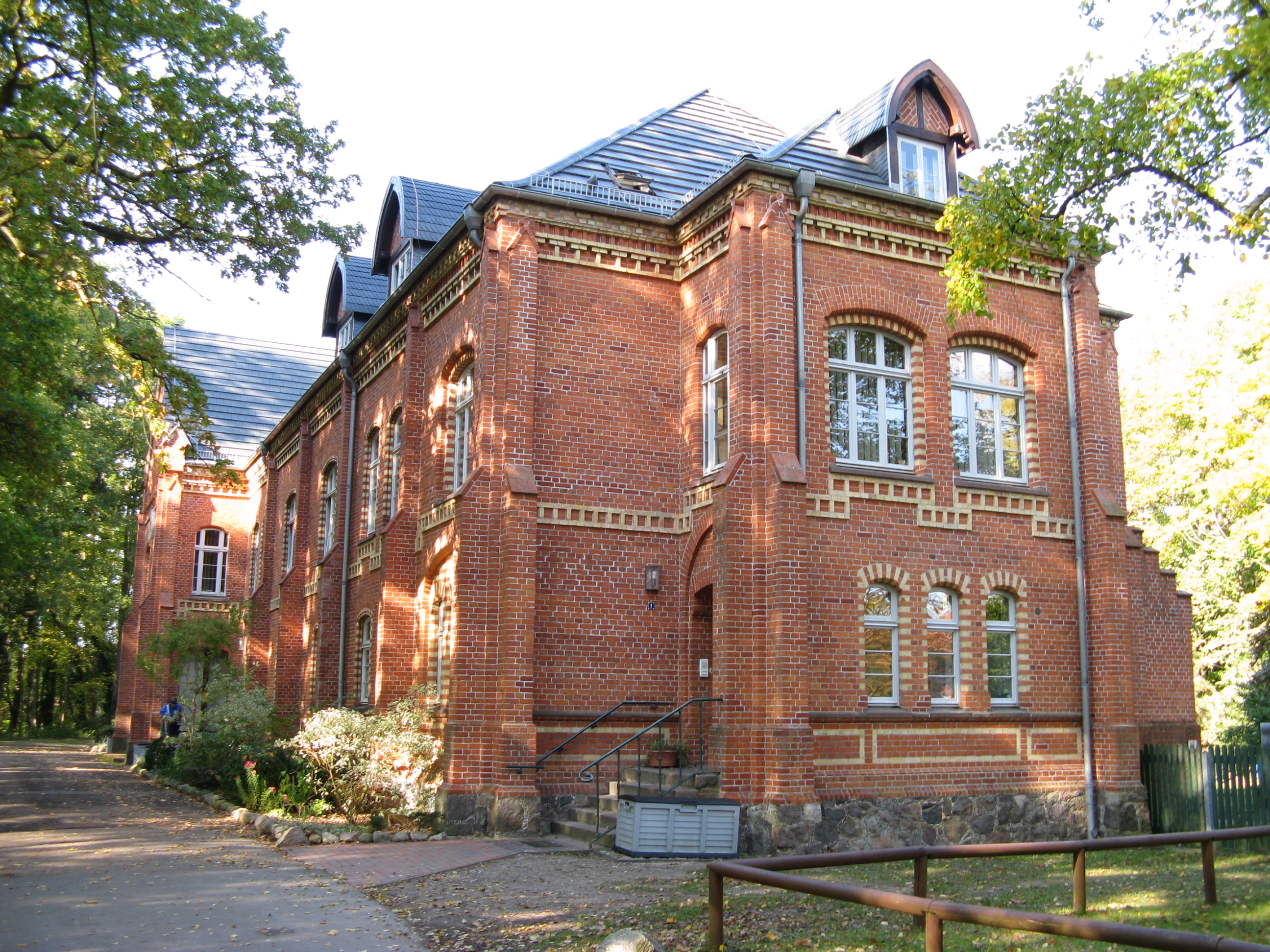
Damenhaus I. (2009)

In den Jahren 1864 bis 1877 wurden weitere vier „Damenhäuser“ im neugotischen Stil errichtet. Bemerkenswert sind die schlanken Giebelvorbauten mit Pfeilervorlagen, die schmalen Spitzbogenfenster und die wuchtig verzierten Schornsteine. In diesen wohlhabenden Klosterzeiten waren die Dächer noch mit Schiefer eingedeckt. Jede der separat zugänglichen und sehr geräumigen Wohnungen hatte meistens eine Diele, sechs bis acht Zimmer, Küche und Speisekammer, dazu noch zwei bis drei Dachkammern, einen Keller, Holzschuppen und einen Vorgarten.

### Brau- und Brennhaus

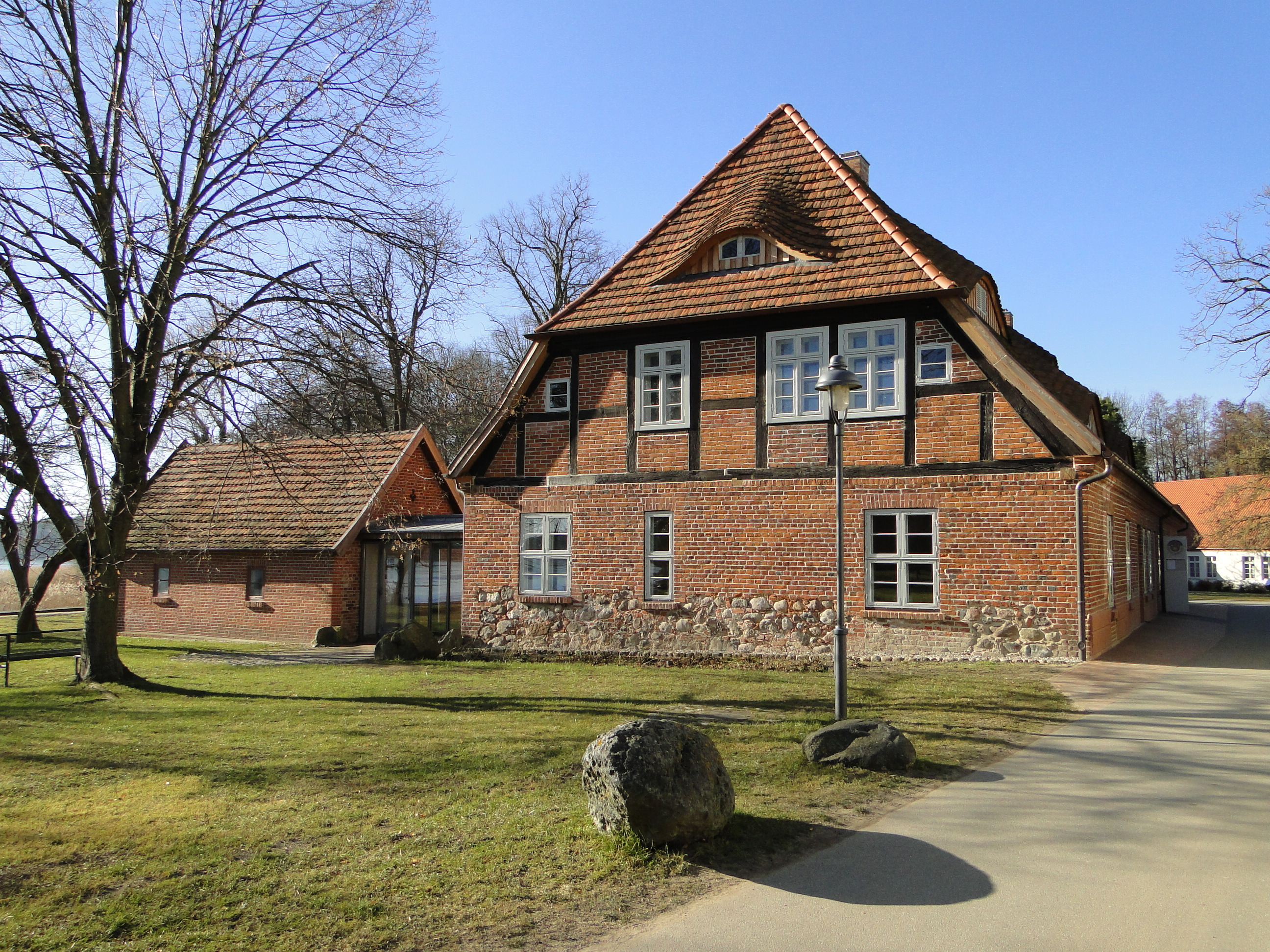
Brau- und Brennhaus (2013)

Schriftliche Quellen, wie das Rechnungsbuch des Klosteramtes, belegen schon 1524 Brautätigkeiten im Kloster. Der Propst mußte Hopfen und Malz kaufen … Das heutige Brau- und Brennhaus wurde als eingeschossiges Backsteingebäude mit Krüppelwalmdach nach 1744 errichtet. Am 28. Juni 1746 fertiggestellt, war es 111 Fuß lang und 43 Fuß breit. Im Rechnungsbuch Haupt-Register des Jungfräulichen Kloster-Amts Dobbertin von 1751 werden im Gebäude vier Betten vermerkt. 1766 hatte der Amts-Actuar (Schreiber) Schröder mit dem neuen Braumeister Matthias Malchow das Inventar gelistet.
Auf dem Sternberger Landtag 1843 berichtete Klosterhauptmann Carl Peter Baron le Fort: „man wolle eine Umwandlung des Brennereigebäudes in ein Wohnhaus für drei klösterliche Diener vornehmen“. Da nach der neuen Kriminal-Gerichtsordnung die Gefangenen nicht mehr im Haus des Gerichtsdieners wohnen durften, sollten in dem erst 1846 genehmigten Durchbau zusätzlich für das Kloster-Amtsgericht vier Gefängniszellen unter dem Dach eingerichtet werden, die heute noch vorhanden sind. 1880 richtete man im nördlichen Seitenflügel die Amtsbäckerei mit der Backstube ein. Sie blieb bis 1958 in Familienbesitz und wurde danach bis 1966 als HO-Bäckerei weitergeführt. Neben einer Kinderkrippe hatte man ab 1958 im Erdgeschoss noch eine HO-Verkaufsstelle eingerichtet. 1993 wurden die leerstehenden Räume zu einem Klostercafé umgebaut. Nach umfangreichen Sanierungsarbeiten wird es seit 2011 unter dem Namen Brau- und Brennhaus als Gaststätte genutzt. Bei den bauarchäologischen Untersuchungen während der Bautätigkeit wurden die Fundamente des Braukessels und der Kaminglocke freigelegt. Bei der Größe solcher Braukessel von zwei Metern Durchmesser war es möglich, bis zu 1500 Liter Bier für den Eigenbedarf zu brauen.

### Pforthaus

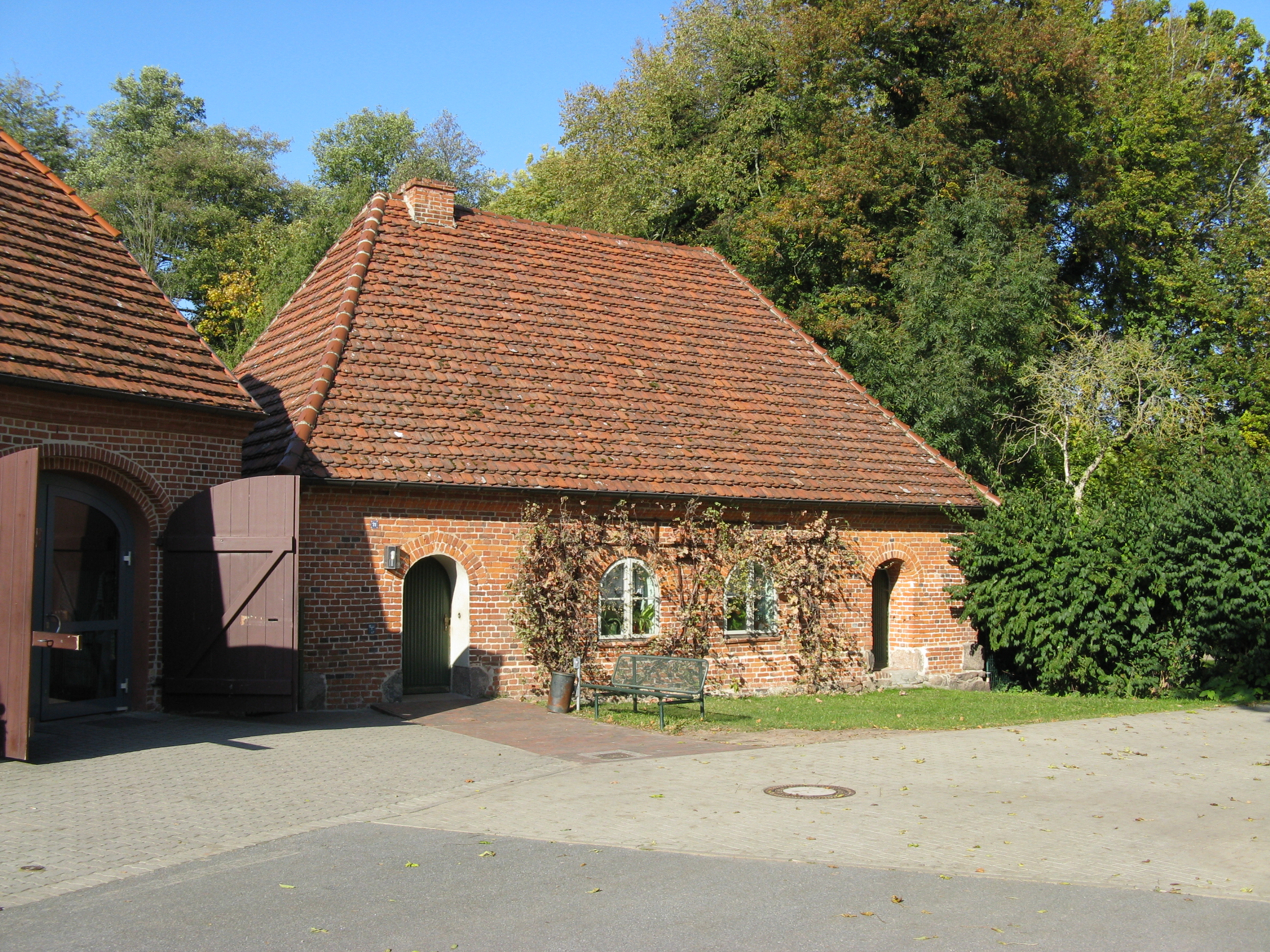
Ehemaliges Pforthaus (2009)

Das Pforthaus steht am Rande des Klosterparkes. An diesem Gebäude, einem der ältesten des Klosters, befand sich damals der erste Zugang vom Großen Werder in die Klosteranlage. Da man um die Sicherheit des Klosters besorgt war, wählte man den Zugang durch das Moorgebiet. Am eingeschossigen Backsteingebäude mit Walmdach und Biberschwanzdachziegeln sind auf der Ostseite noch zwei Türen und Fenster mit alten Rundbögen erhalten geblieben. Auch die drei Gratgewölbe und Gurtbögen im Innenraum lassen auf eine frühe Erbauung schließen, die aber durch einen Brand 1757 vernichtet wurden. Im Rechnungsbuch des Klosters Dobbertin hatte die Domina Ilsabe von Krusen am 27. November 1757 vermerkt, dem 11. November 1757 brannte unser Torhaus und Werkstatt durch Unvermögen des Tischlers ab, wobei wir viel Schaden erlitten.
Um 1750 befanden sich hier noch die nicht immer ausbruchssicheren Gefängnisse, denn 1751 war der wegen Diebstahls verhaftete Paul Albrecht ausgebrochen, indem er nach Entledigung der starken Fesseln und Ketten eine Mauer durchbrach. Nach dem Wiederaufbau waren 1862 der Geheime Archivrat Friedrich Lisch aus Schwerin mit dem damaligen Klosterhauptmann Otto Julius Freiherr von Maltzan auf Penzlin der Ansicht, das Gebäude stamme aus der Gründungszeit des Mönchsklosters.
Bei restauratorischen Untersuchungen 1994 wurden durch den Restaurator Andreas Baumgart neben 17 Farbfassungen von weiß über grau bis rot auf einem Gurtbogen hinter der Eingangstür ein mit Bleistift geschriebener Text des Glasergesellen Hans Höning von 1863 und einem Glasermeister aus Ribnitz von 1864 gefunden. Nach der denkmalgerechten Sanierung 1994 wurde das ehemalige Pforthaus erst als Wohnhaus und nun als Therapiegebäude genutzt.

## Klosterfriedhof

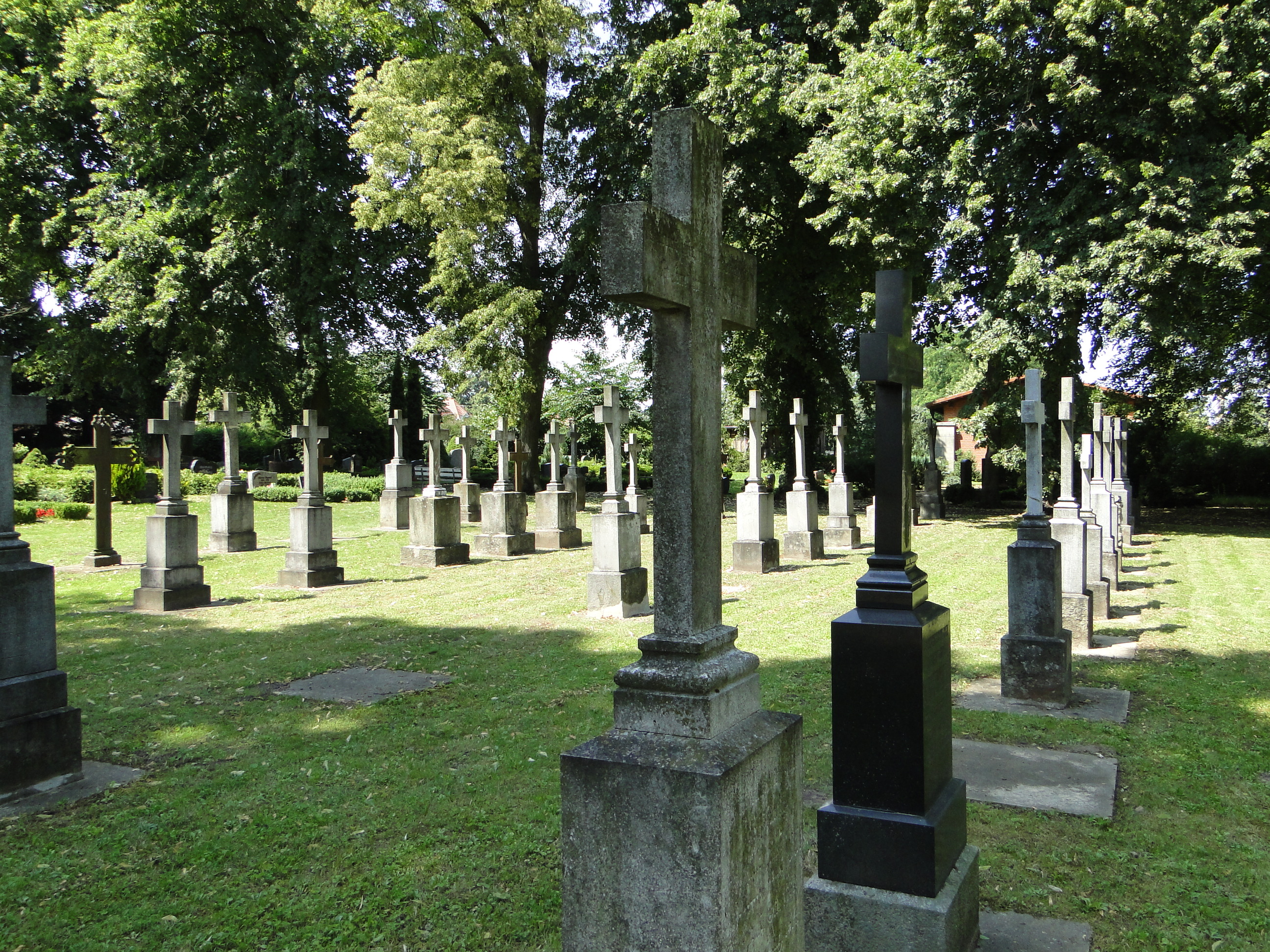
Grabkreuze der ehemaligen Konventualinnen (2012)

Auf dem Klosterfriedhof gibt es noch über 81 Grabsteine ehemaliger Konventualinnen, Dominas und Provisoren. Besonders sehenswert ist der vom Prälat von Arnim gestiftete Granit-Grabstein für die am 22. Februar 1791 verstorbene Konventualin Johanna Agnesa von Gloeden, der im Zopfstil gestaltete Sandsteinobelisk für den am 11. November 1790 verstorbenen Klosterhauptmann Kammerjunker Hans Friedrich Christian von Krakewitz und die Grabstätte der Konventualin Mathilde von Rohr, die seit 1869 im Kloster lebte und am 16. September 1889 in Dobbertin verstarb. Ihre jahrelange Freundschaft mit Theodor Fontane ließ diesen ab 1870 oft in Dobbertin verweilen.
Auf Grabkreuzen sind die Namen derer von Schack, von Maltzan, von Bassewitz, von Oertzen, von Lowtzow, von der Lühe, von Weltzien, von Quitzow, von Bülow, von Heyden, von dem Knesebeck, von Blücher, von Flotow, von Hoben, von Hammerstein, von Behr, von Wickede, von Both, von Pentz, von Restorff, von Graevenitz und von Schuckmann zu lesen. Von den letzten nach 1945 noch in Dobbertin lebenden Konventualinnen wurden am 13. Januar 1951 die Domina Auguste von Pressentin, am 13. Juni 1962 die Domina Magdalena von Oertzen, am 27. Februar 1965 Margarete Freiin von Stenglin und am 22. April 1974 Elisabeth Charlotte Gräfin von Bassewitz auf dem Klosterfriedhof bestattet.

## Klosterpark
Die 17,6 ha große Parkanlage wird im Norden, Nordwesten und Osten halbkreisförmig vom Klosterdorf umgeben. Auf der westlichen Seite befindet sich der Dobbertiner See und auf der südlichen Seite schließt sich die Klosteranlage an. Nach dem 1771 von Franz von See vermessenen Brouillion von dem Dorffelde Dobbertin zum Hochadeligen Kloster Dobbertin auf Verordnung der Gemeinschaft Directorial Commission und 1824 gezeichnete Plan ist dieses Gebiet in weiten Teilen als sumpfiges Gelände, dem Werder, dargestellt worden.
Der Große Werder war aber der erste Zugang zum Mönchskloster. Als fromme, aufrichtige und arbeitssame Leute legten die Mönche einen Teil des Grot Werder trocken. Ein Weg mit einem Wassergraben führt von der nördlich gelegenen Klostermühle bis zur Klosteranlage durch den Werder. Das Gebiet zwischen dem Graben und dem Dobbertiner See wird als Lütt Werder und der östliche Teil als Grot Werder bezeichnet.
Mit einer gärtnerischen Parkgestaltung wurde 1828 nach einem Plan des Klosterhauptmanns Rittmeister Christian Georg Ferdinand von Raven auf Müsselmow durch den Gärtnermeister Pech begonnen. Während des Umbaus und Ausbaus der Klosterkirche begann 1840 unter dem Klosterhauptmann Landrat Carl Peter Johann Baron von Le Fort auf Boek die Umgestaltung des Platzes vor der Klosterkirche bis zum Dominahaus und in der Umgebung des Amtshauses des Klosterhauptmanns zu Schmuckflächen. Dazu wurde im Juni 1840 der Ludwigsluster Hofgärtner Carl Schweer beauftragt, der gleichzeitig die neue Gestaltung der gesamten Parkanlage durchführte. Dort wurde das Wegesystem sehr einfach und funktional gestaltet. Zwei Wege überschnitten sich und bildeten ein Wegekreuz. Im geraden Verlauf führte der Fußsteig vom Kloster zum Dorf und der Fahrweg vom Kloster zur Alten Wassermühle. Neben fünf Brücken aus Steinen und Holz wurden Bänke und ein Pavillon mit Reetdach errichtet. Zehn Eingänge hatte der Klosterpark, der bewacht und abends verschlossen wurde. Die äußere Umgrenzung der Parkanlage war der Wassergraben mit Fließrichtung in die Mildenitz und in den Dobbertiner See. Im November 1840 wurde gepflanzt und im April 1841 wurde mit den ersten Pflegearbeiten begonnen. Nach 1877 wurde unter dem Klosterhauptmann Graf von Bernstorff auf Ventschow der nördliche Uferbereich des Dobbertiner Sees hinter der Wassermühle in die Parkgestaltung mit einbezogen.
Der Uferweg führte zum Kuhhorn, einem Vorsprung als engster Stelle des Dobbertiner See und dem Pavillon mit vier Windschutzecken mit dem Blick auf das Kloster Dobbertin. Weiter führte der Weg zu den Jager Tannen mit der Aussicht auf Bernstorffshöhe und der Reitbahn des Klosterhauptmanns.
Eine der Wiesenflächen im Innern der Parkanlage wurde für größere Veranstaltungen, wie das Schützenfest und zu sportlichen Betätigungen genutzt. Dort befand sich auch der Rasen-Tennisplatz, für deren Benutzung der Klosterhauptmann Erblandmarschall Karl Friedrich Ludwig von Lützow auf Eickhof am 12. Juli 1897 sogar eine eigene Ordnung erlassen hatte. Von den nur vier Paragrafen waren zwei für finanzielle Strafen vorgesehen. Das Spielen mit Absatzschuhen und Hunde Mitbringen waren mit je einer Mark Strafe untersagt.
Nach Auflösung des Landesklosters 1919 erfolgte auf ministerielle Verfügung vom 20. November 1920 die Übergabe des Klosterparks am 6. Dezember 1920 an die neu gebildete Staatliche Forstverwaltung in Dobbertin. Zum Inventar gehörten neben dem Pavillon und den Bänken auch die Badeanstalt des früheren Klosterhauptmanns und der Parkarbeiter Weltzien. Der Park wurde wieder geöffnet und die Tore mit der Umzäunung abgebaut. Probleme gab es besonders 1926 mit der vom Kloster bis zur Mildenitz durch den Park führenden 550 m langen Sielleitung aus glasierten Rohren. Diese waren infolge des sumpfigen Untergrundes versackt, hatten keinen Durchfluss mehr und konnten durch den hohen Grundwasserstand nicht ausgebessert werden.
Nach 1945 gehört die gesamte Parkanlage zur Gemeinde Dobbertin. 1954 erfolgten durch Lehrlinge der Dobbertiner Forstschule erste Säuberungsarbeiten. 1962 wurden nach den Sturmschäden über 300 neue Bäumchen gepflanzt und 1963 auf der großen Wiesenfläche der heute noch bestehende Sportplatz errichtet. Die Sportlergaststätte konnte 1963 erweitert werden und heute befindet sich dort das Gemeindezentrum des Dorfes.
Der Baumbestand in der Parkanlage weist keine dendrologischen Raritäten aus. Neben Rotbuchen, Eichen und Gruppen von Linden, die an Wegekreuzungen gepflanzt wurden, stehen Eschen an allen feuchten Stellen des Parks.

## Persönlichkeiten

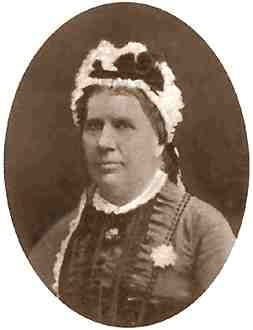
Mathilde von Rohr, Konventualin, enge Vertraute von Theodor Fontane

Im Kloster Dobbertin wurde der Nonnenkonvent von einer Priorin (oft in Dobbertiner Urkunden auch Priorissa genannt) geleitet, die Unterpriorin (auch Subpriorin genannt) war ihre Stellvertreterin. Der Propst als geistlicher Vater des Klosters war auch der rechtliche Sachwalter und nahm die weltlichen Geschäfte und Angelegenheiten für das Kloster zusammen mit der Priorin wahr. In den 340 Jahren als Nonnenkloster konnten bisher 44 Pröpste nachgewiesen werden. Bei den großen Besitzungen des Klosters gab es in Röbel an der Müritz noch einen sogenannten Sandpropst, der von seinem dortigen Wohnsitz aus die Verwaltungsgeschäfte für das Kloster in der vorderen und hinteren Sandpropstei (waren die Ländereien mit schlechten, sandigen Ackerböden) leitete. Nach der Reformation und Auflösung des Nonnenklosters 1572 wurde dann im adligen Damenstift die im Konvent auf Lebenszeit gewählte Vorsteherin in Dobbertin Domina genannt und ihre Stellvertreterin Priorin. In den 350 Jahren als Damenstift waren nachweisbar 21 gewählte Dominae, teils über 30 Jahre als Vorsteherin, tätig. Die laufenden Verwaltungsgeschäfte für das Kloster übernahm nun ein aus den Mitgliedern der klosterfähigen Ritterschaft vom Mecklenburgischen Landtag auf sechs Jahre gewählter Geschäftsführer, der Klosterhauptmann genannt wurde. Ebenfalls aus der klosterfähigen Ritterschaft der beiden mecklenburgischen (Teil-)Herzogtümer Schwerin und Güstrow wurden vom Landtag zwei Provisoren für vier Jahre gewählt. Dazu gab es noch das Klosteramt mit seiner Verwaltung, das vom Küchenmeister als dem finanziellen Verwalter geleitet wurde. Der Syndicus war als bevollmächtigter Bearbeiter von Rechtsangelegenheiten für das Klosteramt auch Richter im Kloster-Amtsgericht.
Der niederdeutsche Schriftsteller John Brinckman lebte von 1844 bis 1846 im Klosterhauptmannshaus und war dort Hauslehrer für die Söhne David, Ludwig und Franz des Klosterhauptmanns Johann Carl Peter Baron von Le Fort.
Der märkische Schriftsteller Theodor Fontane (1819–1898) besuchte seit 1870 mehrfach seine langjährige und engste Vertraute Mathilde von Rohr, die ab 1869 ihre letzten zwanzig Lebensjahre als Konventualin im adligen Damenstift des Klosters Dobbertin verbrachte.

## Besonderheiten

### Hexenprozesse im Klosteramt Dobbertin
Neben vielen wahrheitsgetreuen und beurkundeten Geschichten gibt es noch einige Klosterakten von bisher nicht bekannten Hexenprozessen, die vor 400 Jahren im Klosteramt Dobbertin stattfanden. Von 1594 bis 1682 sind bisher 25 Hexenprozesse im Klosteramt, davon 14 Hexenprozesse mit neun Todesurteilen durch Verbrennung auf dem Scheiterhaufen in Dobbertin bekannt. Die Spruchakten dazu befinden sich in den Urteilsbüchern der Universitätsarchive in Rostock und Greifswald. Dem Dobbertiner Kloster-Amtsgericht war bei der Urteilsfindung das Belehrungsinstitut freigestellt, die strengsten Urteile (meist Todesurteile durch Verbrennung) kamen von der Juristischen Fakultät der Universität in Rostock.
Die Verhandlungen fanden im Amtshaus des Klostervorstehers statt. Die Stelle des Scharfrichters schien begehrt gewesen zu sein, denn 1624 stellte der Güstrower Claus Lowens ein Gesuch um Bestallung als Scharfrichter an das Klosteramt Dobbertin.
Auf einer Karte von 1777 ist der Gerichtsberg Dat Gericht am alten Landweg von Dobbertin nach Güstrow, an der Grenze zu den Spendiner Tannen links vor dem einstigen Klostergut Spendin verzeichnet. Dort stand der Galgen und dort wurde auch das Urteil vollstreckt.

### Sagen aus dem Kloster Dobbertin
Etliche Sagen wurden und werden zum Nonnenkloster und dem Jager See, dem heutigen Dobbertiner See, erzählt.

### Gedruckte Quellen
- Mecklenburgisches Urkundenbuch (MUB)
- Mecklenburgische Jahrbücher (MJB)
- Pommersches Urkundenbuch (PUB)
- Grossherzoglich Mecklenburg-Schwerinsche Staatskalender, Jahrgänge 1776–1930. Klöster, milde Stiftungen und Wohltätigkeitsanstalten, A. Jungfrauenklöster und I. Klostergüter: Klosteramt Dobbertin.

### Ungedruckte Quellen
Archiv der Hansestadt Lübeck (AHL)
- Altes Staatsarchiv, Acta Externa, Deutsche Territorien und Staaten.

Universitätsbibliothek Rostock (UBR)
- Abteilung Sondersammlung. Mecklenburgische Reimchronik, Leichenpredigten.

Universität Rostock
- Universitätsarchiv und Kustodie.
- Juristische Fakultät, Spruchakten von Hexenprozessen.

Landeshauptarchiv Schwerin (LHAS)
- LHAS 1.1-9 Ordensverleihungen.
- LHAS 1.5-4/3 Urkunden Kloster Dobbertin. I. Herzogliches Archiv, II. Klosterarchiv.
- LHAS 2.11–2/1 Auswärtige Beziehungen einschließlich Reich. (Acta externa), Preußen.
- LHAS 2.12-1/23 Korrespondenz der Herzöge mit Räten und anderen Amtspersonen.
- LHAS 2.12-2/4 Regierungskollegien und Gerichte.
- LHAS 2.12-3/2 Klöster und Ritterorden, Generalia, Landeskloster Dobbertin.
- LHAS 2.12-3/2 Klöster und Ritterorden, außermecklenburgische Klöster, Benediktinerkloster Stade.
- LHAS 2.12-3/4 Kirchen und Schulen.
- LHAS 2.12-3/5 Kirchenvisitationen.
- LHAS 2.22-5 Direktorialvermessungs- und Bonitierungskommisson.
- LHAS 3.2-3/1 Landeskloster/Klosteramt Dobbertin.
- LHAS 3.2-3/2 Landeskloster/Klosteramt Malchow.
- LHAS 3.2-4 Ritterschaftliche Brandversicherungsgesellschaft (1782–1932).
- LHAS 5.2–1 Großherzogliches Kabinett, Großherzogliches Sekretariat.
- LHAS 5.11-2 Landtagsverhandlungen, Landtagsversammlungen, Landtagsprotokolle, Landtagsausschuß.
- LHAS 5.12-4/2 Ministerium für Landwirtschaft, Domänen und Forsten, Klosteramt Dobbertin und Klosterdorf Dobbertin.
- LHAS 5.12-5/1 Ministerium der Finanzen.
- LHAS 5.12-9/5 Landratsamt Parchim.
- LHAS 5.12-5/10 Zentralbauverwaltung. Verwaltung Staatsbauten 1851–1919.
- LHAS 6.11-18 Ministerium für Finanzen.
- LHAS 6.11-19 Ministerium für Sozialwesen.

Landesamt für Kultur und Denkmalpflege (LAKD)
- Archäologie, Ortsaktenarchiv Dobbertin, Grabungsdokumentationen.
- Baudenkmalpflege, Ortsakte Kloster Dobbertin, Bauhistorische Berichte.

 Landesbibliothek Mecklenburg-Vorpommern
- Musikaliensammlung.

Landeskirchliches Archiv Schwerin (LKAS)
- LKAS, OKR Schwerin, Spezialia. Personalia und Examina, Ortsakten Dobbertin und Kirchenbücher.
- Landessuperintendentur Parchim. Visitationsprotokolle.

Landeshauptstadt Schwerin
- Stadtarchiv Schwerin
- Magistrat, Nr. 09 Verkehr 1840–1841.
- Magistrat, Wohlfahrtsamt.
- Zeitgeschichtliche Sammlungen 1932.

Landkreis Parchim
- Kreisarchiv. Nr. 39 Landesaltersheim (1950–1953), Nr. 98 Einrichtung einer Deutschen Heimschule im Kloster Dobbertin (1944–1945), Nr. 139 Bau, Kloster Dobbertin (1950–1951), Nr. 8000 Kirchenfragen, Dobbertiner Konferenz (1967–1987).

Landkreis Nordwestmecklenburg
- Kreisarchiv. N 20 Guts- und Herrenhäuser. Archivbibliothek, Kirchen und Klöster.

Hansestadt Wismar
- Stadtarchiv der Hansestadt Wismar (AHW)
- Zeugebuch.
- Ratsakten 14. Jh.–1945
- Prozeßakten des Ratsgerichts 1518–1699 (Altes Gerichtsarchiv), Zauberei 1599.
- Städtisches Waisengericht, Testamentsachen.
- Prozeßakten des Magistratsgerichts (1750–1872).
- Prozeßakten des Tribunals (1653–1803).

Stadt Ribnitz-Damgarten
- Stadtarchiv, 5.1.3. Bestand Kloster Ribnitz Nr. 44 D–70 D. Kloster Dobbertin. (1612–1891)

Stadt Goldberg
- Stadtarchiv Goldberg, Museum Goldberg. Nr. 88 Grenzstreitigkeiten (1770–1789), Nr. 901 Ordnungswidrigkeiten (1840–1850), Nr. 947 Passkarten-Register (1857–1860), Nr. 1079 Gerichtssachen (1752–1890).

Dänisches Reichsarchiv
- Mecklenburgica, Stifts arkiv Kloster Dobbertin.

## Karten
- Bertram Christian von Hoinckhusen: Mecklenburg Atlas mit Beschreibung der Aemter um 1700. Blatt 61 Klosteramt Dobbertin, Blatt 89 Sandpropstei.
- Direktorial-Vermessungskarte Von dem Hochadelichen Dobbertinschen Klosteramts 1759.
- Dobbertin Kopie einer Karte vom Jager See, Dobbiner See, Klädener See vermessen 1777 von Franz von See.
- Topographisch oekonomisch und militaerische Charte des Herzogthums Mecklenburg-Schwerin und des Fürstenthums Ratzeburg 1788 Klosteramt Dobbertin mit den Sandpropsteien vom Grafen Schmettau
- Historischer Atlas von Mecklenburg, Wiebekingsche Karte von 1786, Blatt 23, M 1 : 25 000, Köln. Graz 1969.
- Ritterschaftliche Brandversicherungsgesellschaft, Pläne mit Verzeichnis der Gebäude 1782–1932, LHAS 3.2-4, Nr. 557–556.
- Charte von den Besitzungen des Klosters Dobbertin, Abteilung I. 1822, enthält Dobbertin, angefertigt nach den vorhandenen Gutskarten Anno 1822 durch S. H. Zebuhr.
- Brouillion von dem Dorffelde Dobbertin zum Hochadel Kloster Dobbertin. auf Verordnung Gemeinschaft Directorial Commission vermessen aus 1771 durch Franz von See, retcifiert und gezeichnet im Jahre 1824 von Heinrich Christoph  Stüdemann, M 1 : 4 820 Ruten.
- Plan vor dem Kloster Dobbertin mit Umgebung. im Auftrage der Herren Klostervorsteher aufgenommen im Jahre 1841 durch H. (Heinrich) C. (Christoph) A. (Agats) Stüdemann, Original im LADK/AD Schwerin.
- Charte von der Dorffeldmark Dobbertin vermessen durch Franz von See, eingestellt und chartiert 1842/43 durch Heinrich Christoph Stüdemann, copiert 1868 durch S. H. Zebuhr. M 1 : 4960.
- Preußische Landes-Aufnahme 1880, Großherzogthum Mecklenburg-Schwerin 1882, Dobbertin, Nr. 946.
- Wirtschaftskarte vom Forstamt Dobbertin, Kartenblatt 1, Forst Dobbertin, Revier Dobbertin, Amt Parchim und Güstrow, Beginnjahr 1927. M 1 : 12 000.
- Offizielle Rad- und Wanderkarte Naturpark Nossentiner/Schwinzer Heide, 2010.